# Nicolas Sarkozy
« Sarkozy » redirige ici. Pour les autres significations, voir Sarkozy (homonymie), Nagy et Bocșa.
Nicolas Sarközy de Nagy-Bocsa, dit Nicolas Sarkozy (/ni.kɔ.la saʁ.kɔ.zi/ ; ), né le 28 janvier 1955 à Paris 17e (Seine), est un homme d'État français. Il est président de la République française du 16 mai 2007 au 15 mai 2012.
Il occupe d'abord les fonctions de maire de Neuilly-sur-Seine, député, ministre du Budget et porte-parole du gouvernement ou encore de président par intérim du Rassemblement pour la République (RPR). À partir de 2002, il est ministre de l'Intérieur (à deux reprises), ministre de l'Économie et des Finances et président du conseil général des Hauts-de-Seine. Il est alors l'un des dirigeants les plus en vue de l'Union pour un mouvement populaire (UMP), qu'il préside de 2004 à 2007.
Élu président de la République française en 2007 avec 53,1 % des suffrages face à Ségolène Royal, il inaugure une rupture de style et de communication par rapport à ses prédécesseurs. Il fait voter plusieurs réformes, dont celles des universités en 2007 et des retraites en 2010. Son mandat est également marqué par l'impact de grands événements internationaux tels que la crise économique mondiale de 2008 et la crise de la dette dans la zone euro. Candidat à sa réélection en 2012 alors qu'il est au cœur de soupçons de financements illégaux de sa campagne électorale de 2007 par Liliane Bettencourt ou la Libye, il obtient 48,4 % des voix au second tour, s’inclinant face à François Hollande.
Après son départ de la présidence, il siège pendant quelques mois au Conseil constitutionnel, dont il est membre de droit et à vie. En 2014, il reprend la présidence de l'Union pour un mouvement populaire (UMP), qu'il fait rebaptiser Les Républicains (LR). Il quitte la tête du parti en 2016 pour se présenter, sans succès, à la primaire de la droite et du centre en vue de l'élection présidentielle de 2017. Il se met ensuite de nouveau en retrait de la vie politique.
Il est condamné à trois ans de prison pour corruption et trafic d'influence dans l'affaire Sarkozy-Azibert en appel en 2023, confirmé en cassation en 2024. Il est le premier président de la Ve République condamné à de la prison ferme, pour corruption. Dans l'affaire Bygmalion, il est condamné en appel en 2024 à un an de prison pour financement illégal de sa campagne électorale de 2012. Dans l'affaire Sarkozy-Kadhafi, il est accusé d'avoir été corrompu par l’ancien dictateur libyen en échange du financement illégal de sa campagne électorale.

## Situation personnelle

### Origines

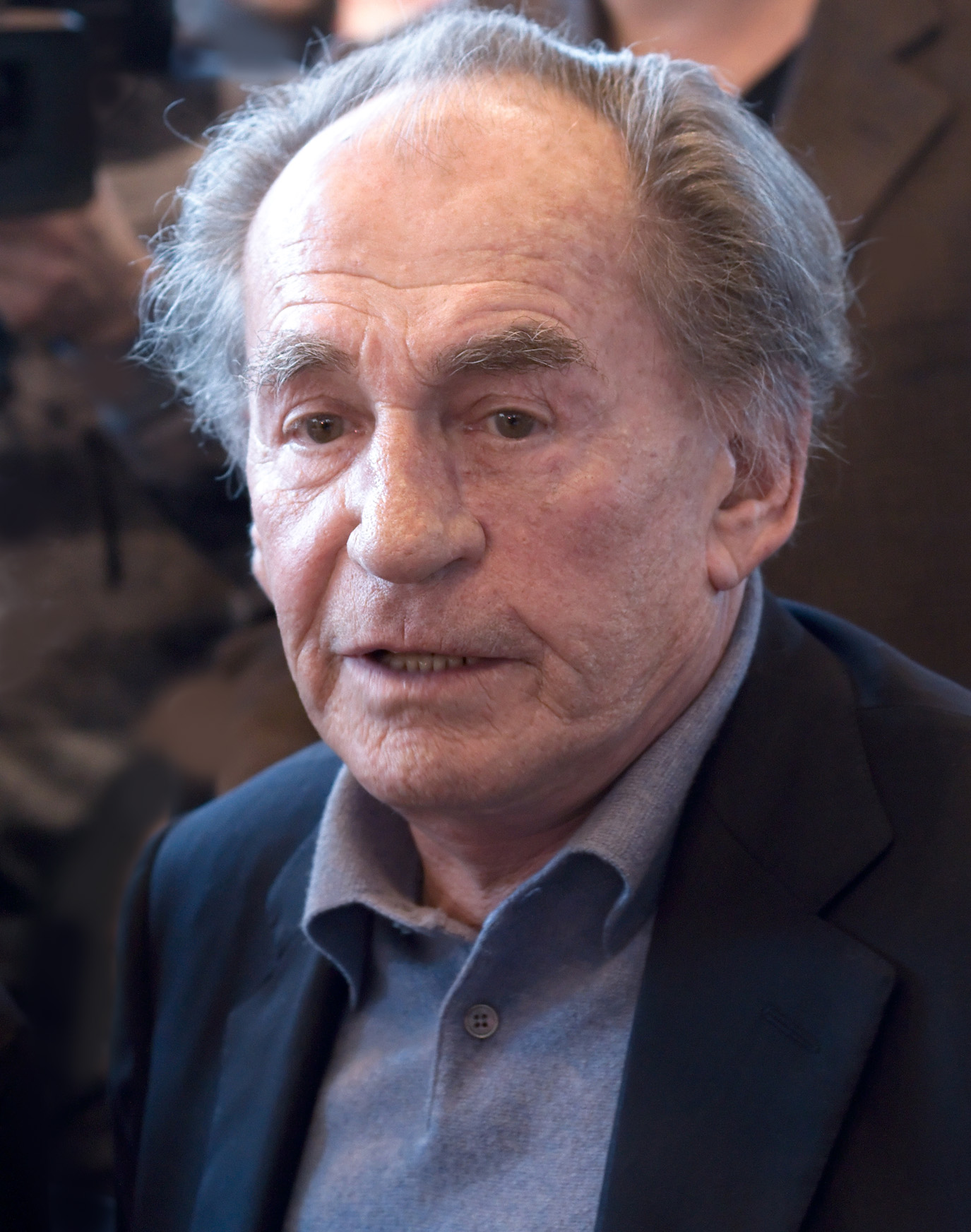
Pál Sarkozy, père de Nicolas Sarkozy (2010).

Nicolas Paul Stéphane Sarközy de Nagy-Bocsa naît le 28 janvier 1955 dans le 17e arrondissement de Paris. Il est le fils de Pál (francisé en Paul) Sarközy de Nagy-Bocsa (1928-2023), immigré hongrois, et d'Andrée Mallah (1925-2017). La mère d’Andrée, Adèle Bouvier (1891-1956), est française catholique, née à Lyon (Rhône), et son père, Bénédict Mallah (1890-1972), est un juif séfarade de Thessalonique (Empire ottoman).
Nicolas Sarkozy a deux frères : Guillaume (1951) et François (1959). Après avoir divorcé, Pál Sarkozy se remarie trois fois. De son troisième mariage avec Christine de Ganay naissent deux autres enfants : Caroline (1967) et Olivier (1969),. Après avoir divorcé, Christine de Ganay se remariera en 1976 avec Frank G. Wisner, fils d'un directeur général de la CIA, alors responsable du département d'État des États-Unis, chez lequel Nicolas Sarkozy fera plusieurs séjours,,.

### Vie familiale
Nicolas Sarkozy s'est marié trois fois et il est père de quatre enfants : Pierre (1985) et Jean (1986), nés de son mariage avec Marie-Dominique Culioli, nièce d'Achille Peretti, maire de Neuilly, avec laquelle il s’est marié en 1982 et a divorcé en 1996, Louis (1997), né de son mariage avec Cécilia Ciganer-Albéniz (mariés en 1996, divorcés en 2007), et Giulia (2011), née de son mariage avec Carla Bruni-Tedeschi (le mariage a eu lieu le 2 février 2008 dans le Salon vert du palais de l'Élysée, sans publication des bans avec l'autorisation du procureur de la République, afin de ne pas « troubler l'ordre public »). Sa vie privée avec son épouse Cécilia fut largement médiatisée, y compris ses difficultés conjugales en 2005-2007.,,.

### Études et formation
Élève du lycée Chaptal (8e arrondissement de Paris), il quitte cet établissement pour redoubler sa sixième au cours privé Saint-Louis de Monceau situé 17 rue de Monceau, dans le même quartier. Nicolas Sarkozy obtient, après un oral de rattrapage, un baccalauréat B en 1973. Hésitant entre la carrière de journaliste et celle d'avocat, il s'inscrit à la faculté de droit de l'université Paris-X Nanterre.
Étudiant dans cette université, il y obtient une maîtrise de droit privé en 1978. L'année suivante, il obtient un diplôme d'études approfondies (DEA) en sciences politiques, lors de la deuxième session, avec la mention « assez bien ». Il rédige un mémoire sur le référendum du 27 avril 1969. Il entre à l'Institut d'études politiques de Paris, section « Pol.Eco.Soc. », dont il sort en 1981, non diplômé. Selon Catherine Nay, cet échec est probablement dû à une note éliminatoire en anglais, son point faible, malgré d'excellents résultats dans les autres matières. Il obtient, en 1980, le certificat d'aptitude à la profession d'avocat (CAPA),,. Il raconte volontiers que, pour financer ses études de droit, il a travaillé comme vendeur de glaces, livreur de fleurs et jardinier chez Truffaut pendant deux ans.
Il effectue son service militaire en 1978, à la base aérienne 117 Paris (place Balard), dans le 15e arrondissement de Paris, où il appartient au Groupe rapide d'intervention, une unité chargée des tâches de propreté,.

## Carrière professionnelle

### Avocat d'affaires
Après avoir prêté serment en 1981, il devient stagiaire puis collaborateur de l'avocat Guy Danet. Inscrit au barreau de Paris, il crée en 1987 le cabinet « Leibovici - Claude - Sarkozy » en s'associant avec deux autres avocats : Arnaud Claude, spécialisé dans le droit immobilier, et Michel Leibovici. Nicolas Sarkozy conduit en parallèle une carrière politique et une carrière d'avocat. Son élection à la mairie de Neuilly-sur-Seine en 1983 lui permet de se constituer une clientèle « huppée », selon Rue89.
Après avoir été élu député en 1988, Nicolas Sarkozy poursuit son activité d'avocat d'affaires et propose des solutions fiscales à l'étranger à des clients fortunés comme le tennisman Henri Leconte qui, selon Rue89, en sortira ruiné. En 2015, après sa mise en examen pour « blanchiment de fraude fiscale » s'agissant des services apportés à Patrick Balkany, Arnaud Claude transmet la présidence du cabinet et l’usufruit de la plupart de ses parts à son fils Christofer. Selon Mediapart, le cabinet est rebaptisé Realize en 2019.

### Groupe Lagardère
En tant qu'avocat, Nicolas Sarkozy travaille régulièrement pour Arnaud Lagardère, qui le considère comme son « frère ». Celui-ci commence à faire appel aux services de Nicolas Sarkozy après le décès en 2003 de son père Jean-Luc, afin de l’aider à régler le conflit de succession avec sa belle-mère Betty. Le premier dossier lié à Arnaud Lagardère au sein du cabinet Claude et Sarkozy, confié à Nicolas Sarkozy, est ouvert en 2005 et porte sur des questions de droit des sociétés. Selon une enquête publiée en 2013 par France Football, Nicolas Sarkozy demande en novembre 2010 à Tamim ben Hamad Al Thani, prince héritier du Qatar et futur émir, que le Qatar monte au capital du groupe Lagardère, ce qui survient le mois suivant, alors que Guy Wyser-Pratte a tenté quelques mois plus tôt de casser la « Société en commandite » ; mécanisme juridique qui permet à Arnaud Lagardère de garder le contrôle sur le groupe. Après sa défaite à l'élection présidentielle de 2012, Nicolas Sarkozy, redevenu avocat, se voit confier deux autres missions par le groupe Lagardère. En juillet 2013, Arnaud Lagardère fait appel à Nicolas Sarkozy pour l’aider à négocier la vente au groupe de médias Vivendi de sa participation dans Canal+ France. En février 2020, Nicolas Sarkozy est nommé au conseil de surveillance du Groupe Lagardère. En mai 2020, Nicolas Sarkozy est coopté au sein du conseil d'administration du groupe Lagardère, spécialisé dans les médias, alors qu'Arnaud Lagardère est contesté par Amber Capital, premier actionnaire.

## Les premières années en politique

### Militantisme gaulliste
Déjà membre de l'UJP, organisation militante des jeunes gaullistes, dès son arrivée à la faculté de Nanterre, Nicolas Sarkozy adhère à l'UDR en 1974. Il milite dès son entrée pour l'élection de l’ex Premier ministre Jacques Chaban-Delmas à la présidence de la République.
Devenu délégué départemental des jeunes UDR des Hauts-de-Seine, il participe à ce titre au congrès de Nice de juin 1975, destiné à rallier Valéry Giscard d'Estaing aux gaullistes, alors majoritaires au Parlement. Dans son premier discours, prononcé pourtant bien après ceux des ténors du parti, il est longuement ovationné et remarqué entre autres par Charles Pasqua et Jacques Chirac. L'une de ses déclarations marquantes affirme qu’ « être jeune gaulliste, c'est être révolutionnaire ».
En 1976, il adhère au RPR, nouvellement créé, et devient responsable du parti gaulliste dans la section de Neuilly-sur-Seine, puis secrétaire dans la circonscription Neuilly-Puteaux l'année suivante. En 1977, à tout juste 22 ans, il est élu conseiller municipal de Neuilly-sur-Seine, en dernière position sur la liste d'Achille Peretti.
Il devient, en 1980, président du comité de soutien des jeunes à la candidature présidentielle de Jacques Chirac en vue de l'élection de 1981.

### Élection à la mairie de Neuilly-sur-Seine
Le maire de Neuilly-sur-Seine, Achille Peretti, meurt en 1983 d'un arrêt cardiaque lors d'une réception officielle. Nicolas Sarkozy est chargé de préparer la campagne de Charles Pasqua (sénateur et conseiller municipal de Neuilly) qui est considéré comme son mentor en politique et qui a été le témoin de son premier mariage. Il prend ce dernier de court en présentant finalement sa propre candidature, expliquant que « la candidature de Pasqua ne passait pas » et que « ce sont les conseillers municipaux eux-mêmes qui [l]'ont conduit à franchir le pas ». Après le refus de Jacques Chirac de trancher en faveur de Pasqua, ce dernier, opéré d'une hernie à la clinique Hartmann, renonce à se présenter. Nicolas Sarkozy est élu maire de Neuilly-sur-Seine le 29 avril 1983, face au centriste Louis-Charles Bary. À 28 ans, il devient ainsi l'un des plus jeunes maires de France d’une ville importante et signe son premier succès politique majeur.
Il est chargé de mission, de 1987 à mai 1988, pour la lutte contre les risques chimiques et radiologiques au sein du ministère de l'Intérieur,.

### Entrée à l'Assemblée nationale
Lors de la campagne présidentielle de 1988, il s'engage à nouveau aux côtés de Jacques Chirac et est chargé d'organiser ses grands meetings. Ses relations nouées au niveau local sont mises au service du candidat gaulliste qui le présente alors à sa fille, Claude Chirac, puis à Édouard Balladur, avec lesquels il se lie d'amitié. Après la défaite de la droite à l'élection présidentielle, Nicolas Sarkozy est élu député dans la sixième circonscription des Hauts-de-Seine.

## Dans le gouvernement d'Édouard Balladur

### Ministre du Budget et porte-parole du gouvernement

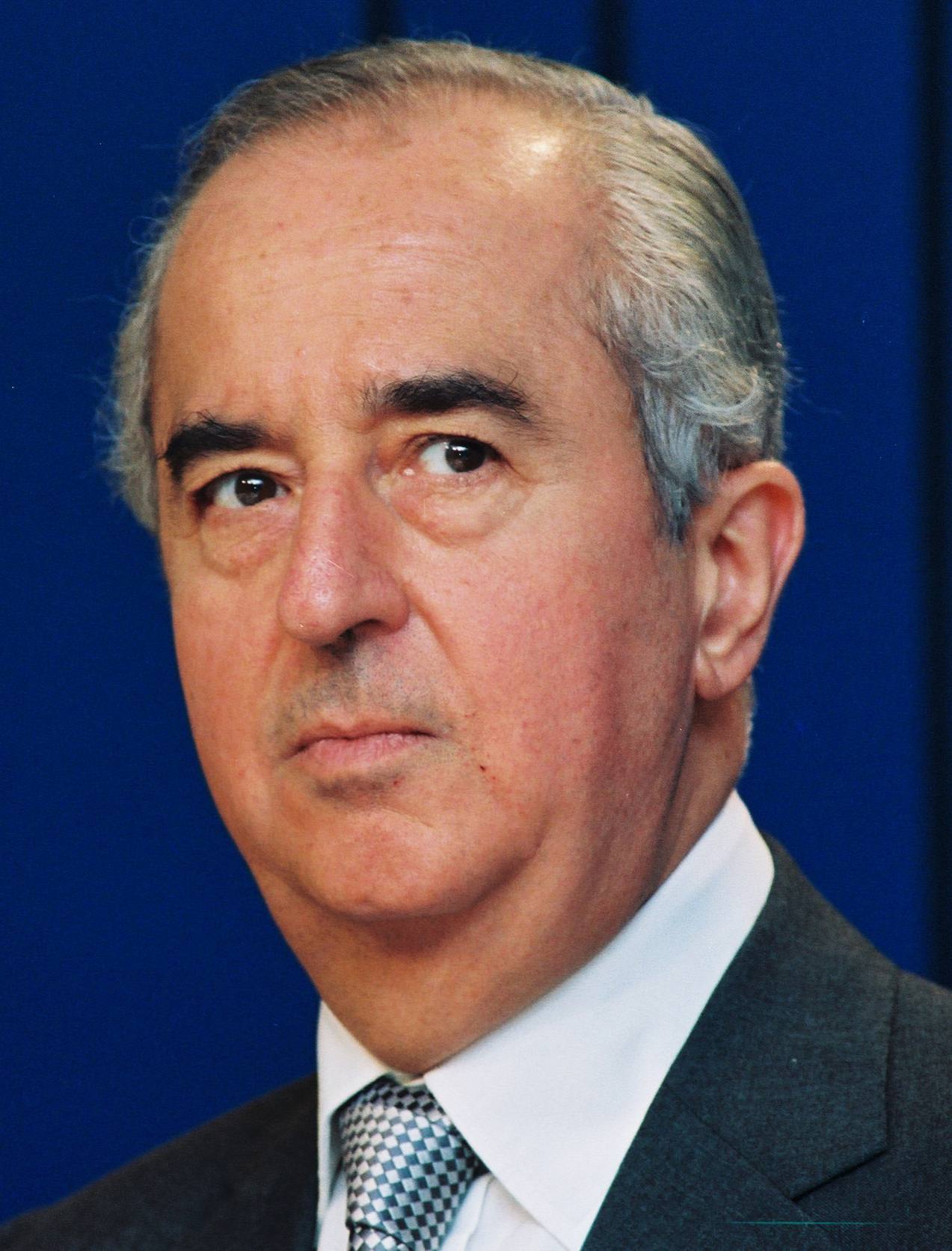
Édouard Balladur, Premier ministre français de 1993 à 1995.

Lors de la victoire de la droite aux élections législatives de 1993, Nicolas Sarkozy est réélu député dans la sixième circonscription des Hauts-de-Seine au premier tour de scrutin, avec 64,9 % des voix. Nommé ministre du Budget dans le gouvernement Édouard Balladur le 30 mars 1993, il cumule cette fonction avec celle de porte-parole de gouvernement, et commence à être connu du grand public.
Parmi les membres de son cabinet, figurent Pierre Mariani (directeur de cabinet), Brice Hortefeux (chef de cabinet), Alexandre de Juniac (directeur adjoint du cabinet), Thierry Gaubert (chef adjoint de cabinet), Frédéric Oudéa (conseiller technique) ou encore François Werner (conseiller technique).
À ce poste, il est chargé de préparer le collectif budgétaire pour 1993 puis les lois de finances pour 1994 et 1995. Il y inscrit certaines mesures fiscales comme la suppression définitive de la règle du décalage d’un mois en matière de taxe sur la valeur ajoutée et la réduction de treize à sept du nombre des tranches barème de l’impôt sur le revenu des personnes physiques (voir Barèmes de l'impôt sur le revenu en France). Il hérite également de la mission de réduire le déficit budgétaire afin de mettre la France en conformité avec les critères de convergence prévus par le traité de Maastricht sur l’union économique et monétaire, entré en vigueur le 1er novembre 1993. Il prépare ainsi la loi d’orientation quinquennale des finances publiques publiée le 24 janvier 1994. En matière comptable, il est à l'origine des lois des 2 et 27 décembre 1994 créant le code des juridictions financières qui regroupe l'ensemble des dispositions de droit français relatives au jugement des comptes publics, ainsi qu'à la responsabilité des ordonnateurs, tandis qu'un nouveau plan comptable des communes est mis en place par la loi du 22 juin 1994. Enfin, il participe à la politique de privatisation entreprise par le gouvernement avec celle de la Société d'exploitation industrielle des tabacs et des allumettes (SEITA), dépendant de son ministère, le 6 février 1995. L'Imprimerie nationale pour sa part, partie intégrante de l’administration centrale des finances depuis 1910, est transformée par la loi du 31 décembre 1993 en une société anonyme au capital entièrement détenu par l’État.
Sa notoriété s'accroît significativement après son intervention dans la prise d'otages de la maternelle de Neuilly, survenue dans la commune dont il est le maire, quelques jours après son entrée au gouvernement. Le 13 mai 1993, Érick Schmitt, alias « Human Bomb », retient en otage 21 enfants dans une classe d'une école maternelle de Neuilly-sur-Seine. Nicolas Sarkozy négocie directement avec « HB », et obtient la libération d'un enfant sous l'œil des caméras. Le preneur d'otages sera ensuite abattu de trois balles dans la tête, lors de l'assaut du RAID.

### Soutien à Édouard Balladur pour l'élection présidentielle de 1995
Lors de l'élection présidentielle de 1995, il favorise Édouard Balladur à la place de Jacques Chirac. Il est alors donné favori pour prendre la tête du gouvernement en cas de victoire d'Édouard Balladur. Le 19 janvier 1995, il abandonne sa fonction de porte-parole du gouvernement pour devenir porte-parole du candidat Balladur. Il conserve néanmoins sa fonction de ministre du Budget et est chargé des fonctions de ministre de la Communication, dont il était déjà chargé à titre provisoire depuis le 19 juillet 1994, à la suite de la démission d'Alain Carignon.
Édouard Balladur, longtemps favori dans les sondages, arrive en troisième position du premier tour de l'élection présidentielle, avec 18,6 % des suffrages, derrière Jacques Chirac (20,8 %) et Lionel Jospin (23,3 %). Le 5 mai, lors du dernier meeting de Jacques Chirac avant le second tour, Nicolas Sarkozy est sifflé et hué. À la suite de la victoire du maire de Paris, il n'obtient aucune fonction ministérielle dans les gouvernements Alain Juppé. Plusieurs journalistes y voient une vengeance de Chirac qui demanda de ne pas nommer des « traîtres »,. Au cours d'un bref passage à une réunion nationale du RPR, le 15 octobre 1995, il est à nouveau conspué. Débute alors une « traversée du désert » qui dure jusqu'en 1997.
Pendant l'été 1995, sous le pseudonyme « Mazarin », il publie dans le journal Les Échos une série de lettres intitulées « Les Lettres de mon château » présentées comme la correspondance fictive de Jacques Chirac avec diverses personnalités du monde politique. Il a attendu 2004 pour reconnaître publiquement qu'il était l'auteur de ces articles.

## Sous la présidence de Jacques Chirac (1995-2007)

### Dirigeant du Rassemblement pour la République
La victoire législative de la « gauche plurielle », en 1997, lui permet de devenir secrétaire général du RPR, dont Philippe Séguin est le président.
À la suite de la soudaine démission de Philippe Séguin de la présidence du parti gaulliste, Nicolas Sarkozy le remplace par intérim, d'avril à décembre 1999. Il conduit alors, conjointement avec Alain Madelin, la liste RPR-DL aux élections européennes de 1999. Ce scrutin est marqué par une sévère défaite pour la droite pro-européenne : la liste qu'il dirige arrive en troisième position avec 12,82 % des suffrages, derrière la liste souverainiste menée par Charles Pasqua et Philippe de Villiers (13,05 %) et celle du Parti socialiste (21,95 %). Élu député européen, il n'exerce ce mandat que quelques semaines et démissionne dès le mois de septembre 1999.
À la suite de cette défaite, Nicolas Sarkozy annonce sa démission de sa fonction intérimaire de président du RPR le 14 juin 1999, renonce à toute responsabilité au sein du parti et se retire de la politique nationale. Il assiste tout de même, en 2001, au 25e anniversaire de la création du parti gaulliste. Pendant cette période, il rejoint le cabinet d'avocats où il exerce, et publie, en 2001, un ouvrage : Libre.

### Ministre de l'Intérieur, de la Sécurité intérieure et des Libertés locales

#### Retour en grâce à droite
Lors de l'élection présidentielle de 2002, il soutient la candidature de Jacques Chirac, qui est réélu au second tour face à Jean-Marie Le Pen. Alors que Nicolas Sarkozy est longtemps perçu comme possible Premier ministre, Jacques Chirac lui préfère Jean-Pierre Raffarin,,. Le 7 mai 2002, il est nommé ministre de l'Intérieur, de la Sécurité intérieure et des Libertés locales. Dans l'ordre protocolaire, il est numéro deux du gouvernement. Lors des élections législatives de 2002, il est réélu député dans la sixième circonscription des Hauts-de-Seine avec 68,8 % des voix au premier tour, étant ainsi le député le mieux élu lors du scrutin. Il quitte son mandat parlementaire pour rester au gouvernement.

#### Politique sécuritaire

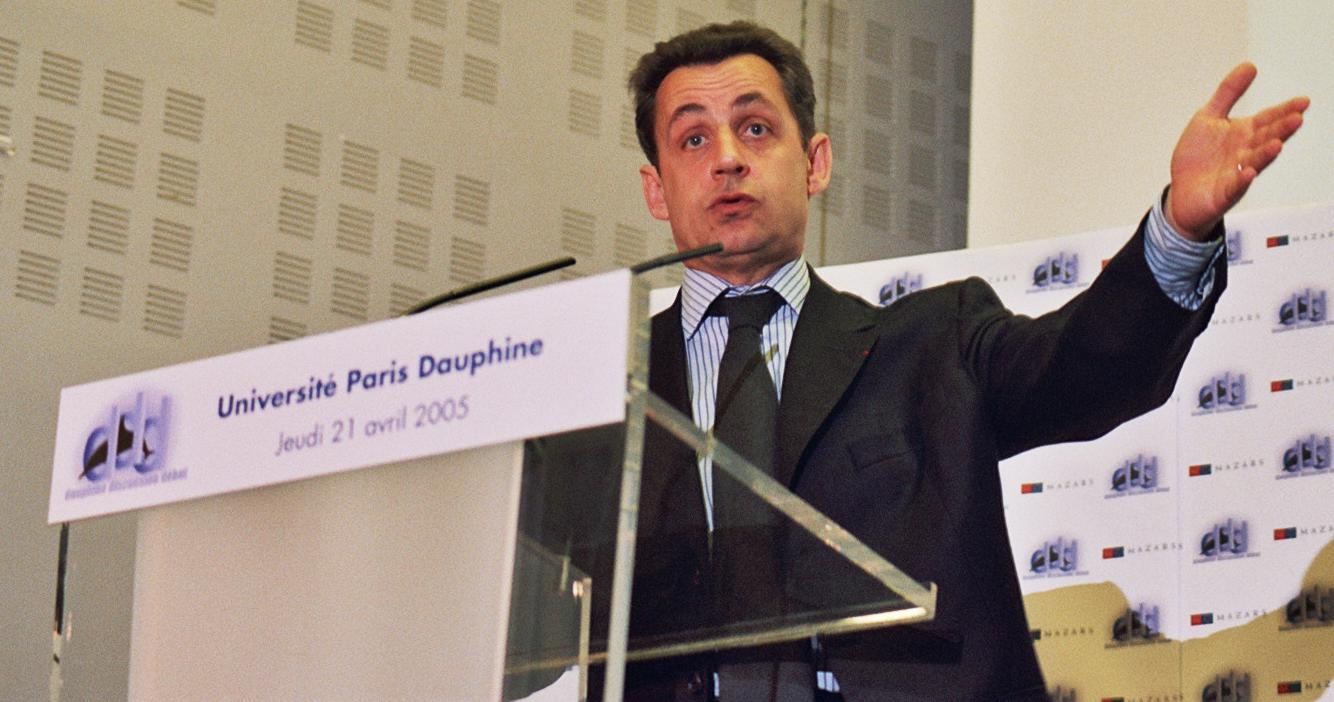
Nicolas Sarkozy lors d'un discours à l'université Paris-Dauphine (2005).

À la tête du ministère de l'Intérieur, il déclare faire de la sécurité sa priorité. Par la loi sur la sécurité intérieure de 2003, complétée par la loi Perben II, le Fichier national automatisé des empreintes génétiques, instauré en 1998 et initialement limité aux délinquants sexuels, est étendu à toute personne soupçonnée d'un quelconque délit (sauf délit d'initié ou financier), ce qui permet le fichage génétique de faucheurs d'OGM ou d'étudiants anti-CPE. Le fait de refuser de se laisser ficher constitue un délit passible d'un an de prison ferme et 15 000 € d'amende.
Nicolas Sarkozy défend à partir de 2003 le principe des peines plancher, importé des États-Unis. En raison des débats sur le sujet au sein de la majorité UMP, une mission parlementaire est créée en mars 2004. Nommé garde des Sceaux en 2005, Pascal Clément défend le projet soutenu par Sarkozy, mais sans retenir les peines plancher dans la loi sur la récidive des infractions pénales. La mesure sera mise en place après l'accession à la présidence de Sarkozy, par la loi Dati de 2007.
En décembre 2003, selon Le Monde, Jacques Chirac intervient pour écarter Nicolas Sarkozy et ses conseillers des pourparlers en cours avec des représentants saoudiens en vue d'un contrat sécuritaire estimé à sept milliards d'euros. L'Élysée aurait soupçonné, derrière le contrat, l'existence d'un réseau destiné à recueillir d'importantes commissions.
Avec Gilles de Robien, ministre des Transports, il organise une politique plus répressive sur les excès de vitesse afin de renforcer la sécurité routière. Cette politique, dont l'aspect le plus emblématique est la multiplication des radars automatiques sur les routes, est mise en œuvre sur une période de baisse notable du nombre d'accidentés, suivant une tendance générale à la baisse des accidents mortels en Europe.

#### Référendum corse
Malgré sa connaissance du tissu social corse grâce à ses liens familiaux, sa politique dans l'île est marquée en 2003 par le rejet de la proposition de réorganisation administrative pour laquelle Nicolas Sarkozy s'était engagé, à l'issue d'une consultation locale (51 % de « non », 49 % de « oui »). Yvan Colonna, recherché dans le cadre de l'enquête sur l'assassinat du préfet Claude Érignac, est arrêté après une cavale de quatre ans, l'avant-veille de cette consultation. Nicolas Sarkozy déclare, le soir de l'arrestation, que la police française vient d'arrêter « l'assassin du préfet Érignac », ce qui lui vaut des reproches pour atteinte à la présomption d'innocence et une assignation par Yvan Colonna. Colonna sera finalement condamné à la réclusion criminelle à perpétuité pour la troisième fois en 2011.

#### Religions
Encourageant l'émergence de « l’islam de France », notamment afin d'assurer le calme dans les banlieues, Nicolas Sarkozy contribue en 2003 à la mise en place du Conseil français du culte musulman (CFCM), initiée en 1999 par Jean-Pierre Chevènement. Une partie de la droite lui reproche de permettre à l'Union des organisations islamiques de France (UOIF) — accusée de prôner un islam radical — de participer au CFCM. En avril 2003, invité d'honneur au congrès de l'UOIF, le ministre de l’Intérieur est applaudi par le public, puis hué lorsqu'il rappelle l'obligation pour les musulmanes de poser tête nue sur les photographies d'identité. L'année suivante, il doit défendre la loi interdisant le port du voile à l’école, à laquelle il était initialement hostile. Catherine Coroller et Christophe Boltanski déclarent dans Libération qu'« il alterne le chaud et le froid, les élans ministériels exaltant la tolérance et encourageant « l'islam de France », et les propos musclés » lui assurant des voix « très à droite ».
Son action contre l'antisémitisme en France est saluée par le Centre Simon-Wiesenthal, qui lui décerne son « prix de la tolérance » en 2003, tandis que le Consistoire central israélite de France, l'institution administrant le culte israélite en France, salue « l'extrême sévérité » dont il fait preuve dans la répression des actes antisémites.

#### Influence et popularité
La XIIe législature est une période d'ascension politique et médiatique pour Nicolas Sarkozy. Dès ses débuts place Beauvau, sa cote de popularité connaît une hausse importante, passant de 43 % en mai 2002 à 59 % en mai 2003 dans le baromètre TNS Sofres, ce qui fait de lui la personnalité politique la plus populaire en France. Lors de ses interventions télévisées, il réalise des records d'audience : en particulier, le 20 novembre 2003, sa participation à l'émission 100 minutes pour convaincre, dans laquelle il débat avec Tariq Ramadan et Jean-Marie Le Pen, est suivie par 6,6 millions de téléspectateurs,,.

### Ministre d'État, ministre de l'Économie, des Finances et de l'Industrie
Il est nommé ministre d'État, de l'Économie, des Finances et de l'Industrie dans le troisième gouvernement Jean-Pierre Raffarin, à la suite du remaniement ministériel de mars 2004. Il axe dans un premier temps sa politique sur la réduction du déficit et annonce en 2005 le respect par la France du pacte de stabilité, avec un déficit de 2,9 % du PIB.
Sur le plan industriel, il fait passer la participation de l'État de 50,4 % à 41 % du capital de France Télécom en septembre 2004, conclut le changement de statut d'EDF et GDF, et annonce la privatisation partielle du groupe Areva. Dans le secteur privé, il fait intervenir l'État pour empêcher le dépôt de bilan du groupe Alstom et favorise la fusion Sanofi / Aventis face à Novartis. Ces interventions de l'État français dans le marché aux dépens d'intérêts allemands irritent les dirigeants allemands. Il dénonce également les hausses de prix dans la grande distribution ou les banques, et signe des accords avec les professionnels concernés. Ces accords sont contestés lors de leur signature par les syndicats,, puisque selon eux, ils ont eu pour conséquence la réduction de postes administratifs et d'encadrement avec la suppression éventuelle de nombreux postes entre 2005 et 2007. Il s'engage dès avril 2004 à ne pas privatiser EDF ou GDF. Il s'opposera en 2006, au sein du gouvernement Dominique de Villepin, à la fusion Suez-GDF, avant de la favoriser à l'été 2007, une fois élu Président de la République.
Concernant la fiscalité de l'épargne, il lance l'exonération des donations jusqu'à 20 000 euros à chaque enfant et petit-enfant (mesure du 10 juin 2004 au 31 mai 2005). Cette mesure, à l'origine temporaire, est finalement prolongée et amplifiée jusqu'au 31 décembre 2005.
Il décide, avec Christian Noyer, gouverneur de la Banque de France, de vendre « de 500 à 600 tonnes [d'or] sur les 3 000 tonnes détenues par la Banque de France », réduisant ainsi le stock d'or du pays d’un cinquième (-19,5 %). Cette décision est poursuivie par la Banque de France sur une période de cinq ans, malgré la hausse du cours de l'or et l'abaissement sensible des taux d'intérêt dû à la crise financière. Cette opération est critiquée par la Cour des comptes, qui indique dans son rapport public annuel de 2012 que ces ventes ont permis de dégager des plus-values de cession de 4,67 milliards d'euros alors que l'or aurait valu 19,4 milliards selon le cours fin 2010,. Les réinvestissements à partir de ces cessions ayant atteint une valeur de 9,2 milliards en 2010, la différence finale sur cette opération est une perte de 10,2 milliards d'euros.
Le 1er avril 2004, à la suite des élections cantonales, il succède à Charles Pasqua à la présidence du conseil général des Hauts-de-Seine. Entre avril 2005 et janvier 2007, il est président de l'EPAD. Il figure parmi les administrateurs de la Société d'économie mixte de Neuilly (Semine) basée à la mairie de Neuilly-sur-Seine, qui gère des immeubles résidentiels. Il est aussi membre d'honneur du Rotary Club de Neuilly et membre du club Le Siècle.

### Président de l'Union pour un mouvement populaire

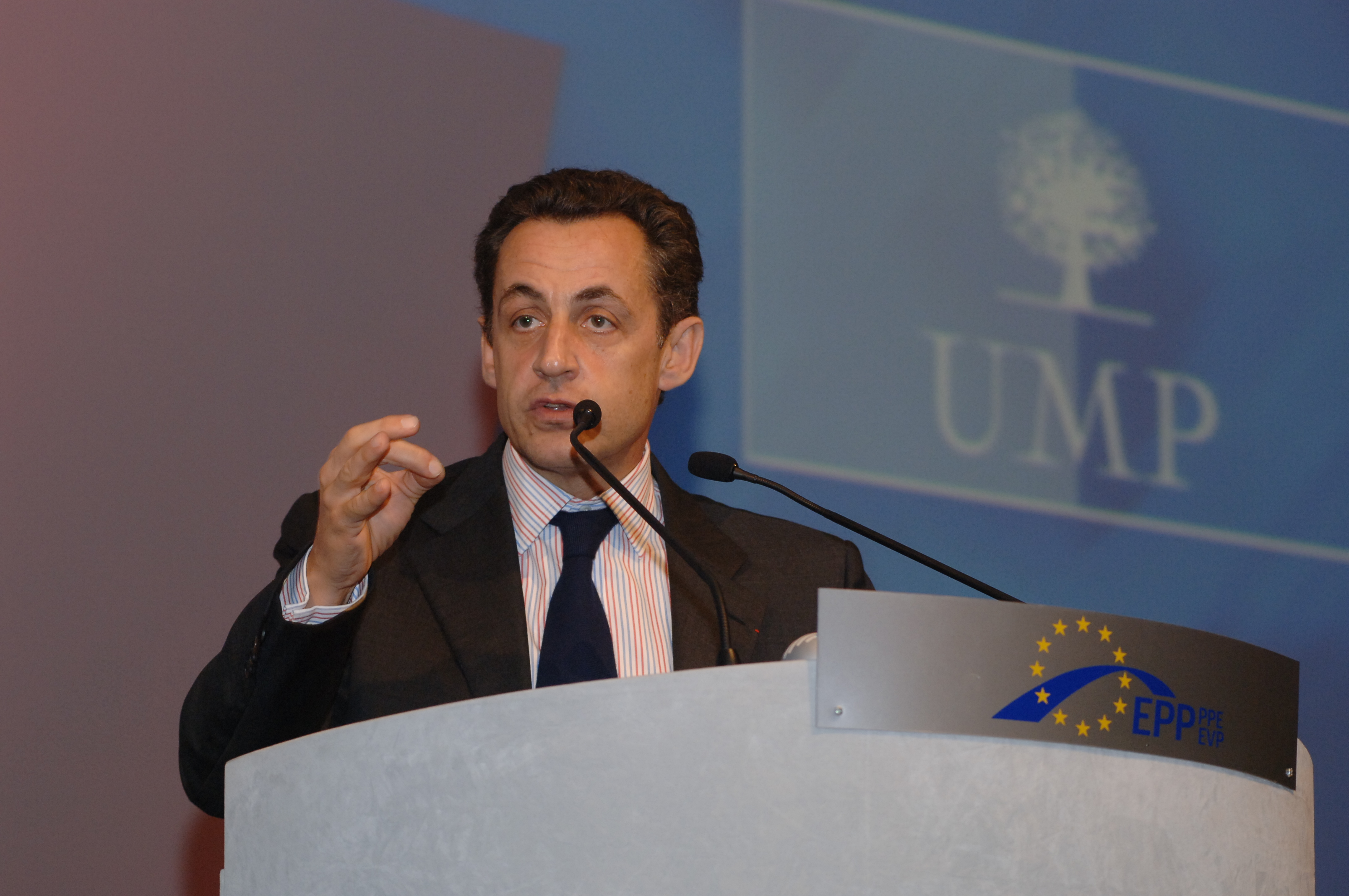
Nicolas Sarkozy à un sommet du Parti populaire européen (2006).

Le 1er septembre 2004, Nicolas Sarkozy déclare officiellement sa candidature à la présidence de l'UMP à la suite de la démission d'Alain Juppé, poursuivi pour « prise illégale d'intérêt ». Jacques Chirac, dans son entretien télévisé du 14 juillet 2004, avait néanmoins mis Nicolas Sarkozy en demeure de choisir entre ce dernier poste et le ministère. À une question à ce propos, le président de la République avait lancé : « Je décide et il exécute » ; cette phrase est mal perçue par les proches de Nicolas Sarkozy.
Lors du congrès du 28 novembre 2004 au Bourget, après avoir été élu président de l'UMP par les militants avec 85,09 % des voix contre 9,10 % à Nicolas Dupont-Aignan et 5,82 % à Christine Boutin, il déclare : « Je suis prêt comme jamais sans doute je ne l'ai été. Je suis prêt parce qu'au plus profond de moi-même, je sais que la France ne redoute plus le changement, mais qu'elle l'attend, et ce changement, c'est nous qui allons l'incarner ». Le lendemain, il présente sa démission du poste de ministre de l'Économie et est remplacé par Hervé Gaymard.
Dès lors, le nouveau président de l'UMP met en œuvre un programme de rénovation du parti, incluant des adhésions gratuites.
Il est l’un des promoteurs de la soumission au vote populaire du traité établissant une constitution pour l'Europe. En tant que président du parti, comme la grande majorité de la classe politique française, il se prononce pour le « oui » au référendum en 2005 et fait campagne pour son adoption. Dans La Cause du Peuple, Patrick Buisson affirme que Sarkozy était contre la constitution mais devait la soutenir par obligation politique. En 2008, près de trois ans après la victoire du « non » au référendum, le traité de Lisbonne — assez proche du projet de constitution refusé — est adopté par voie parlementaire sous l'impulsion de Nicolas Sarkozy,,.
Il occupe une dernière fois la fonction de député du 14 mars au 2 juillet 2005. Dans un communiqué analysant les douze années parlementaires de Nicolas Sarkozy, le député apparenté PS René Dosière fait un bilan très critique de cette période : selon lui, il n'a participé à aucun débat parlementaire, n'a déposé aucun amendement, n'a pris la parole qu'au total une heure pour dix brèves interventions et indique que sur au moins sept années on ne trouve aucune trace de sa présence à l'Assemblée.

### Ministre d'État, ministre de l'Intérieur et de l'Aménagement du territoire
Le 2 juin 2005, après la démission du gouvernement Raffarin III consécutive à la victoire du « non » au référendum sur le traité constitutionnel, Nicolas Sarkozy est nommé ministre d'État, ministre de l'Intérieur et de l'Aménagement du territoire, dans le gouvernement Dominique de Villepin. Une nouvelle fois, il est « numéro deux du gouvernement ». Il cumule sa fonction ministérielle et la présidence de l'UMP, alors qu'une telle situation avait été jugée impossible par le chef de l'État le 14 juillet 2004,.
De retour au gouvernement, il poursuit sa politique de réaction rapide aux faits médiatiques, en particulier en annonçant un certain nombre de mesures à la suite de faits divers,. Il emploie également un vocabulaire direct et « sécuritaire », qui provoque des controverses, y compris au sein du gouvernement.

#### Mesures anti-terrorisme et délinquance

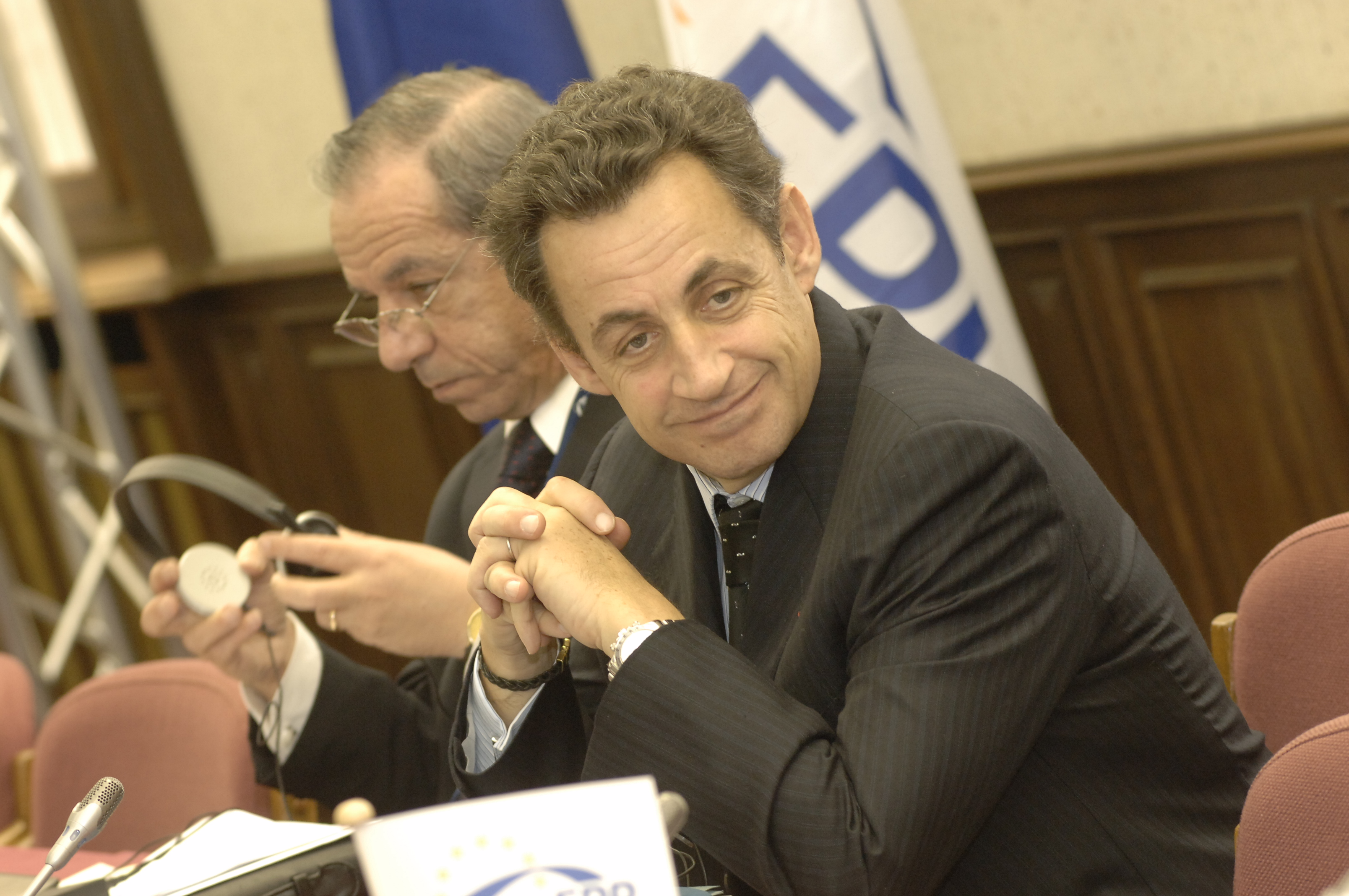
Nicolas Sarkozy aux côtés du Premier ministre de Malte, Lawrence Gonzi (2006).

Nicolas Sarkozy fait voter en 2005 la loi relative au traitement de la récidive des infractions pénales puis en 2007 la loi relative à la prévention de la délinquance. Ce dernier texte insiste sur la détection des troubles du comportement dès le plus jeune âge et instaure un contrôle des activités sur Internet, comme la diffusion de scènes de violence (happy slapping).
En janvier 2006, il fait adopter une loi de lutte contre le terrorisme. Le fait que les données de connexion à Internet des usagers puissent être transmises aux autorités policières sans contrôle judiciaire provoque des critiques de la CNIL et du PS, qui saisit sans succès le Conseil constitutionnel — cette disposition est prorogée jusqu'en 2012 par une loi du gouvernement François Fillon II. À la suite de la sortie du livre Les Mosquées de Roissy de Philippe de Villiers, il décide d'abroger 43 habilitations de bagagistes de l'aéroport de Paris-Charles-de-Gaulle soupçonnés d'être des islamistes radicaux,,

#### Politique migratoire
En septembre 2005, il prône la fermeté contre ceux qui menacent la sécurité des Français, « en premier lieu les gens du voyage, les jeunes des banlieues, les immigrés illégaux »,.
En 2006, il défend la loi relative à l'immigration et à l'intégration, qui vise à promouvoir une « immigration choisie au lieu d'une immigration subie ». Le texte durcit les conditions de régularisation des sans-papiers et du regroupement familial, bien qu'il publie dans le même temps une circulaire permettant dans certains cas la régularisation de parents sans papiers d'enfants scolarisés. La loi prévoit également une politique d'immigration de travailleurs dans plusieurs secteurs de l'économie, ce qui est vu comme une tentative de « pillage des élites » par des dirigeants africains ; dans ce contexte, Nicolas Sarkozy signe avec Abdoulaye Wade un accord sur une politique d'immigration concertée.
La police évacue en août 2006 le plus grand squat de France, l'ancienne résidence universitaire de Cachan, occupée par plusieurs centaines d'immigrés d'Afrique subsaharienne, majoritairement en situation régulière. Deux mois plus tard, Nicolas Sarkozy confie une médiation à la Licra et à SOS Racisme qui débouche sur la régularisation de 230 d'entre eux.

#### Émeutes de 2005 dans les banlieues
Le 20 juin 2005, à la cité des 4000 de La Courneuve, il affirme : « Dès demain, on va nettoyer au Kärcher la cité. On y mettra les effectifs nécessaires et le temps qu'il faudra, mais ça sera nettoyé ». En visite à la cité de La Dalle d'Argenteuil le 25 octobre 2005, il est insulté et victime de jets de pierres de la part d'habitants du quartier. Il déclare alors à un interlocuteur : « Vous en avez assez, hein, vous avez assez de cette bande de racailles ? Eh bien on va vous en débarrasser ». Une partie de la presse y voit une stigmatisation et une des causes des émeutes à venir.
Deux jours plus tard, le 27 octobre, après la mort de deux adolescents fuyant la police, des émeutes éclatent en banlieues. Nicolas Sarkozy prône lors de la crise la « tolérance zéro » et ordonne d'expulser du territoire tous les étrangers condamnés dans ce cadre. Les émeutes durent trois semaines et engendrent de très importants dégâts matériels. Sa gestion de la crise permet à Nicolas Sarkozy de bénéficier d'une image d'autorité. À la fin des émeutes, un sondage de l'institut Ipsos indique qu'il bénéficie de 68 % d'opinions favorables.

#### Électorat du Front national
Son opposition lui reproche de vouloir s'attirer l'électorat du Front national et d'afficher une certaine proximité avec celui-ci, aussi bien au niveau du discours que de sa politique. Dès 1998, Nicolas Sarkozy affirmait que la droite parlementaire devait faire en sorte de convaincre les électeurs du Front national, tout en dénonçant les positions de ce parti, comme lors d'un débat avec Jean-Marie Le Pen dans l'émission 100 minutes pour convaincre, diffusée sur France 2 en 2003. Certaines des mesures et positions de Nicolas Sarkozy sont d'ailleurs critiquées par Jean-Marie Le Pen (réforme de la double peine, défense de la discrimination positive, du financement public de mosquées et de quotas d'immigration). Pour le linguiste Damon Mayaffre, ce rapprochement se fait en tout cas au niveau rhétorique,.

#### Tensions avec Dominique de Villepin

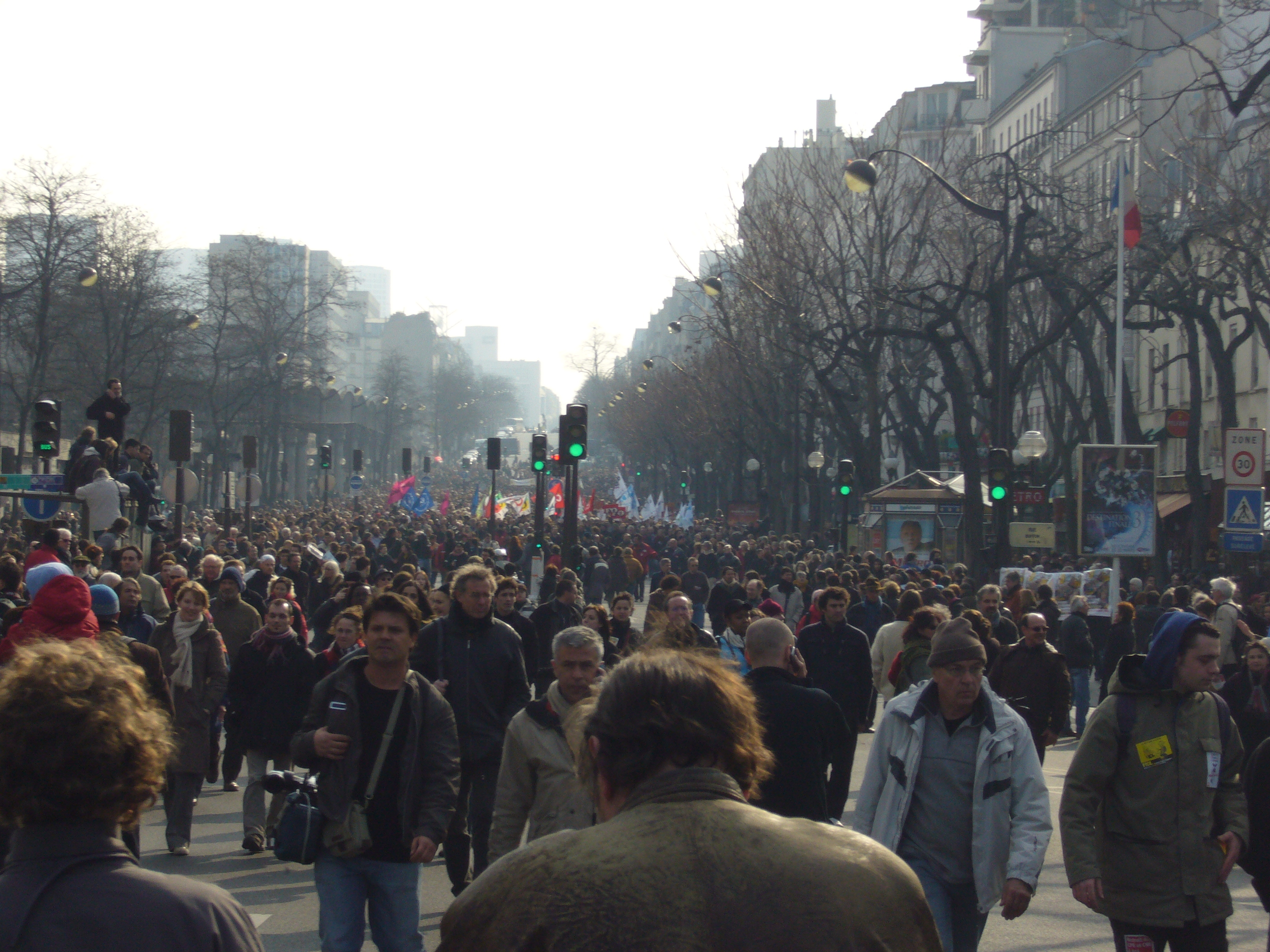
Une manifestation anti-CPE à Paris (2006).

Dans les premiers temps qui suivent sa nomination à Matignon, Dominique de Villepin bénéficie d'une popularité importante et, soutenu par le camp chiraquien, apparaît comme le principal adversaire de Nicolas Sarkozy en vue de l’élection présidentielle de 2007.
Mais deux événements vont ternir l’image du chef du gouvernement et contribuer à l’écarter de la course à la présidentielle. Le premier est le mouvement contre le contrat première embauche (CPE), un contrat de travail destiné aux moins de 26 ans qu’il défend. Après des semaines de protestations, le président de la République abandonne la mesure. Les sondages montrent que Nicolas Sarkozy, qui se montrait peu enthousiasmé par le CPE, est peu affecté en termes de popularité par la crise, contrairement à Dominique de Villepin,.
Par ailleurs, le Premier ministre est accusé d’avoir disposé de comptes dans une banque suisse dans le cadre de l'affaire Clearstream : en 2004, le juge Renaud Van Ruymbeke reçoit des courriers anonymes et des listes selon lesquelles des personnalités ont reçu des commissions dans l’affaire des frégates de Taïwan et que celles-ci ont été versées sur des comptes de la banque Clearstream. Le juge va ainsi enquêter sur des comptes en Italie supposés appartenir à Nicolas Sarkozy (ministre du Budget en 1993). Il apparaît rapidement qu’il s’agit d’une tentative de manipuler la Justice : les listes de comptes occultes envoyées par le corbeau sont des faux afin d’impliquer des personnalités étrangères à l’affaire des frégates,,. Dominique de Villepin est alors accusé d'avoir gardé le silence tout en disposant d'informations sur le sujet. Nicolas Sarkozy se porte partie civile en 2006. Dominique de Villepin sera finalement relaxé en 2010, après quoi Nicolas Sarkozy se désistera de sa plainte.

#### Démission et bilan
Il démissionne du gouvernement le 26 mars 2007 pour se consacrer à sa campagne présidentielle. François Baroin prend sa succession. Lors de son départ de la place Beauvau, Le Monde met à son crédit la création de près de 13 500 postes supplémentaires de policiers et gendarmes, la mise en place des groupes d'intervention régionaux (qui ont saisi en cinq ans 2 000 armes et près de 200 tonnes de drogues), l'instauration de l'Observatoire national de la délinquance ainsi que la multiplication par 100 du nombre de profils présents dans le Fichier national automatisé des empreintes génétiques. Mais le quotidien relève des insuffisances dans l'affectation des fonctionnaires et la hausse des violences contre les personnes (« une hausse moindre qu'entre 1997 et 2001, mais tout de même conséquente »).

## Président de la République

### Élection présidentielle de 2007

#### Annonce de candidature

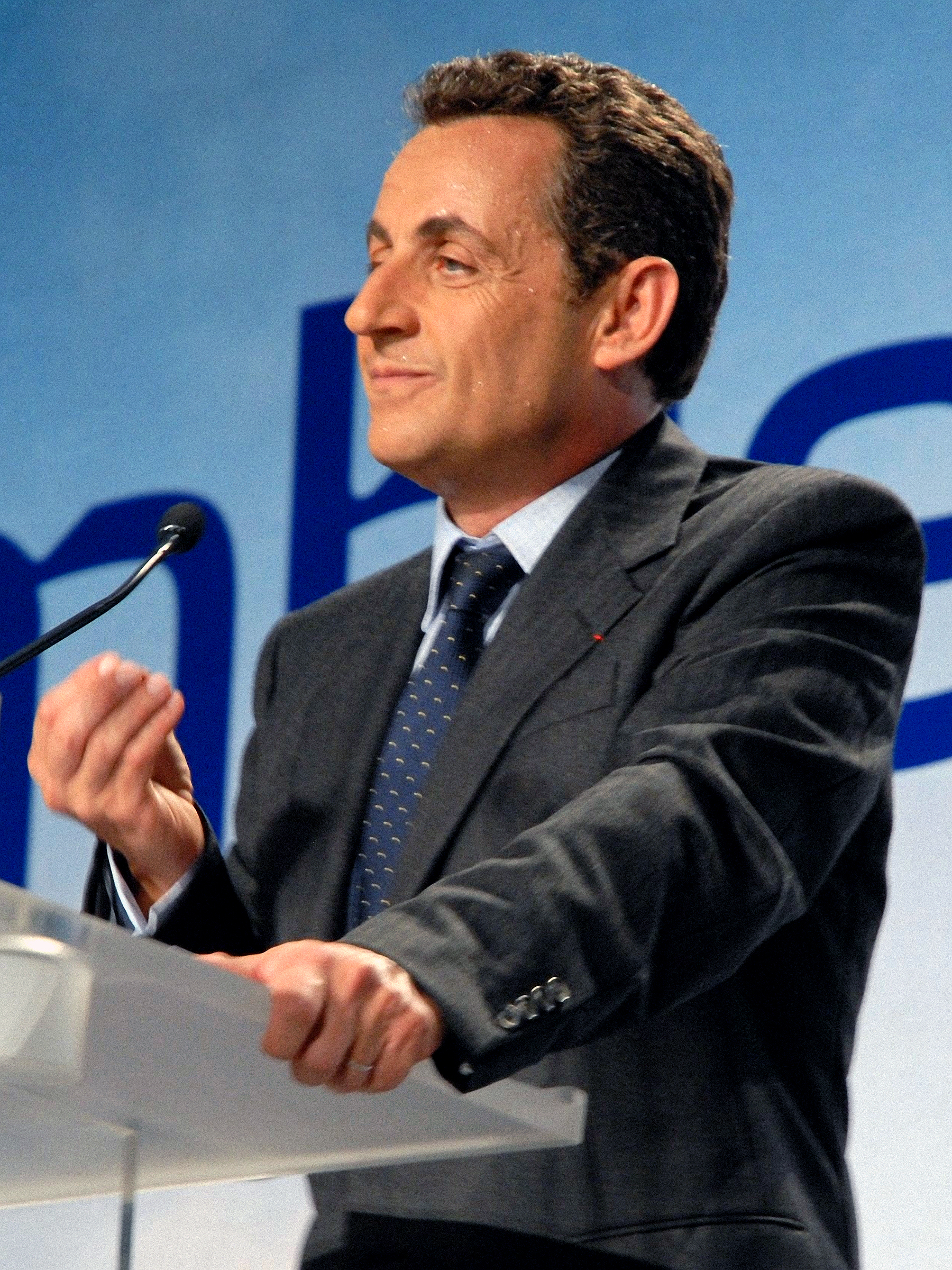
Nicolas Sarkozy en meeting à Toulouse (2007).

Après plusieurs années de spéculation sur ses ambitions présidentielles, Nicolas Sarkozy annonce sa candidature à l'élection présidentielle de 2007 le 29 novembre 2006, dans un entretien à la presse régionale,, après l'avoir annoncée 16 mois auparavant à l'Ambassade des États-Unis en France. Seul candidat à la primaire de son parti, il est désigné candidat de l'UMP par 98,1 % des votants et un taux de participation de 69,1 % des adhérents.

#### Pendant la campagne
Ses principaux slogans de campagne sont « travailler plus pour gagner plus », qui fait référence à son souhait de défiscaliser les heures supplémentaires, et la « rupture tranquille », qui illustre son souhait de se démarquer de l’action de la majorité présidentielle sortante,. Il axe sa campagne sur les questions économiques mais aussi, sur les conseils de Patrick Buisson, sur les thèmes de l'identité nationale. Le scrutin se déroule dans un contexte d'engouement politique qui permet à l'inscription sur les listes électorales de battre des records.
À partir de janvier 2007, Nicolas Sarkozy conforte son avance sur Ségolène Royal dans les sondages. En mars, le centriste François Bayrou paraît cependant en mesure de se qualifier au second tour, avec plus de 20 % d’intentions de vote, et possiblement de battre le candidat de la droite ; Bayrou déclare alors condamner « haut et fort […] l’interventionnisme de Nicolas Sarkozy […] auprès des rédactions » et affirme que « l'information se trouve verrouillée », ce qui va dans le sens d’un livre-enquête du journaliste d'investigation Jean-Baptiste Rivoire publié en 2022.

#### Premier tour de l'élection
Conformément à ce qu'annonçaient les sondages, Nicolas Sarkozy arrive en tête des douze candidats au premier tour, le 22 avril 2007, avec 31,2 % des suffrages exprimés.
La candidate socialiste, Ségolène Royal (25,9 %), se qualifie avec lui pour le second tour. Viennent ensuite les candidats de l'UDF, François Bayrou (18,6 %), et du Front national, Jean-Marie Le Pen (10,4 %), dont Nicolas Sarkozy est parvenu à capter une large partie de l'électorat grâce à un discours axé sur les questions de sécurité et d'intégration,. Dans l’entre-deux tours, il conserve sa position de favori et les enquêtes d'opinion indiquent qu'il sort vainqueur du débat télévisé face à son adversaire.

#### Second tour et victoire
Le 6 mai 2007, il est élu président de la République avec 53,06 % des suffrages (19 millions de voix) face à Ségolène Royal (46,94 %, 16,8 millions de voix). À l'annonce des résultats, des rassemblements d'opposants à Nicolas Sarkozy se forment dans plusieurs grandes villes de France et donnent lieu à des violences. Avant de rejoindre la place de la Concorde, où ses partisans l'attendent pour fêter sa victoire, Nicolas Sarkozy passe une partie de la soirée dans un restaurant chic parisien, le Fouquet's, en compagnie de personnalités liées à de grandes entreprises, de personnalités politiques et de célébrités. Cette réception fastueuse, organisée à l'initiative de Cécilia Sarkozy et offerte par Dominique Desseigne, associée à un séjour ultérieur sur le yacht de Vincent Bolloré, lui vaut d'être qualifié de « président bling-bling » par ses opposants et écorne son image dans l'opinion,,.
Il démissionne de la présidence de l'UMP le 14 mai 2007.

### Exercice du pouvoir

#### Investiture
La passation des pouvoirs avec son prédécesseur Jacques Chirac a lieu le 16 mai 2007 : Nicolas Sarkozy devient ainsi le 23e président de la République française et le 6e président de la Ve République.
Dans l'après-midi, le nouveau président rend hommage, à la cascade du bois de Boulogne, aux 35 jeunes Français résistants assassinés en août 1944 par les nazis, comme Guy Môquet, communiste de 17 ans, fusillé à Châteaubriant, en octobre 1941. Il se rend ensuite à Berlin pour rencontrer la chancelière allemande, Angela Merkel.

#### Politique intérieure

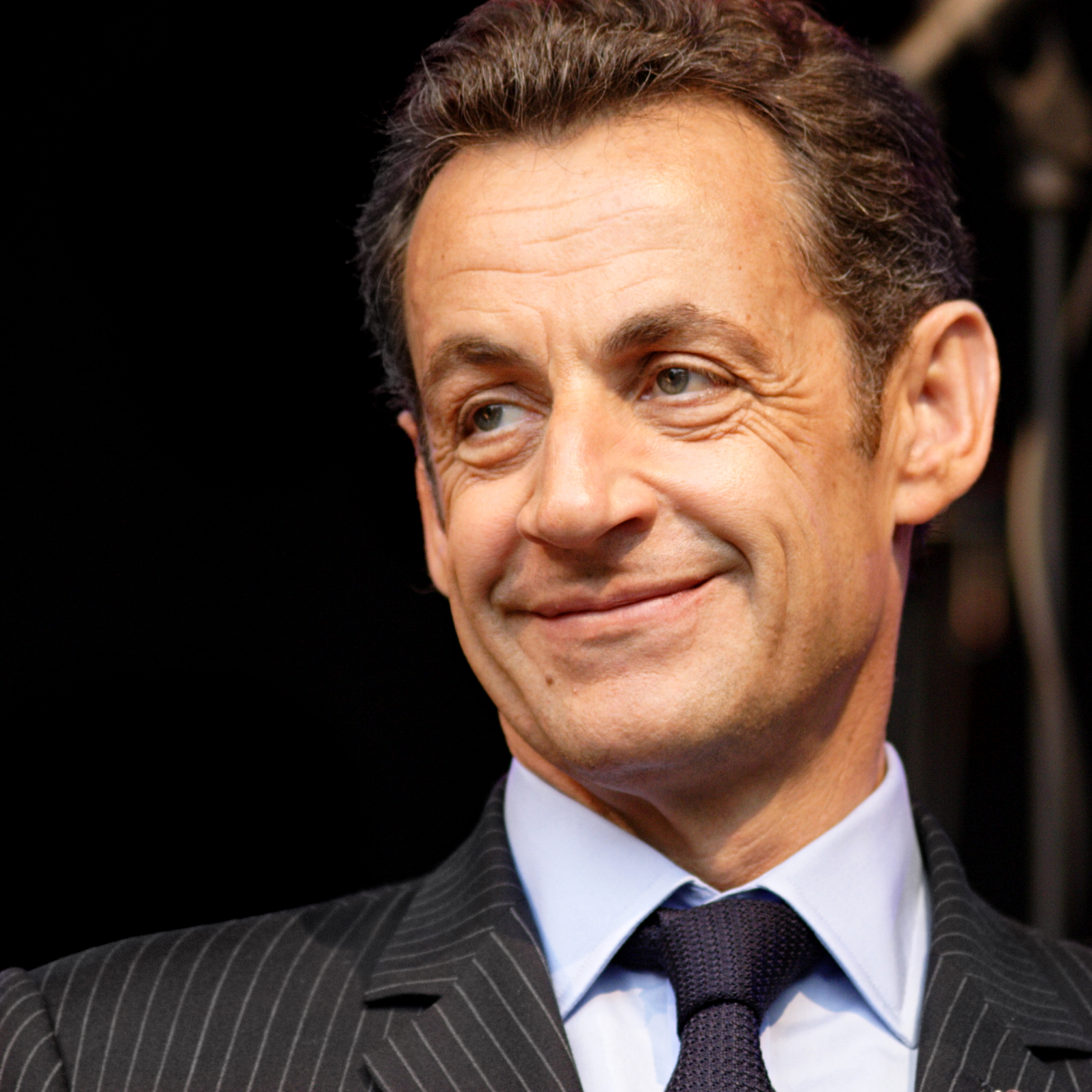
Nicolas Sarkozy à Aix-la-Chapelle (2008).

##### Nomination de François Fillon à Matignon
Le 17 mai 2007, Nicolas Sarkozy nomme François Fillon au poste de Premier ministre. Ce dernier forme le lendemain un gouvernement réduit à 15 ministres (huit hommes et sept femmes), auxquels s'ajoutent quatre secrétaires d'État et un haut-commissaire. Le gouvernement est formé de personnalités de gauche, du centre droit et de la société civile. Le ministère de l'Économie et des Finances est scindé en deux, l'un chargé du budget de l'État, l'autre de la stratégie économique et du développement. Conformément au Pacte écologique signé par Nicolas Sarkozy durant la campagne présidentielle, Alain Juppé prend la tête d'un grand ministère alliant l'écologie, l'aménagement territorial et le transport. Le ministère de l'Immigration, de l'Intégration, de l'Identité nationale et du Codéveloppement, sujet à polémiques, est créé.
À l'issue du second tour des élections législatives de juin 2007, l'UMP conserve la majorité absolue à l'Assemblée nationale, avec 313 élus sur 577. Conformément à la tradition, François Fillon remet sa démission au président de la République le 18 juin 2007, qui le reconduit dans sa fonction pour former un nouveau gouvernement, sans Alain Juppé, seul ministre battu dans sa circonscription.

##### Économie, finances, social

###### Loi «TEPA»
La loi en faveur du travail, de l'emploi et du pouvoir d'achat (TEPA), qui prévoit entre autres la défiscalisation des heures supplémentaires, l'allègement des droits de succession, la déduction fiscale sur les intérêts d'emprunt immobilier, l'abaissement du bouclier fiscal, est votée en août 2007. Au premier mois de son entrée en vigueur, en octobre 2007, une enquête de l'Agence centrale des organismes de sécurité sociale (ACOSS) indique que 40 % des entreprises de plus de dix salariés ont déclaré une exonération relative à la loi TEPA et que 75 % des entreprises de plus de dix salariés ont l'intention d'utiliser cette mesure.

###### Baisse de la TVA dans la restauration
Conformément à ses engagements de campagne, Nicolas Sarkozy abaisse la TVA dans la restauration de 19,6 à 5,5 % pour favoriser l'emploi et relancer la consommation. En 2015, la Cour des comptes fait un bilan très mitigé de cette mesure, qu'elle considère comme « coûteuse pour les finances de l’État et inefficace économiquement ».

###### Service minimum
Fin 2007, le service minimum dans les transports et les écoles est institué. Un service minimum d'accueil dans les établissements scolaires est imposé aux mairies, mais ce dispositif rencontre de nombreuses difficultés de mise en œuvre du fait de mauvaises volontés politique ou de réels problèmes d'organisation notamment dans les petites communes rurales. À la fin de l'année 2007, est également votée la réforme des régimes spéciaux de retraite, visant à harmoniser les principaux paramètres de ces régimes spéciaux avec ceux de la fonction publique. Face aux grèves, Nicolas Sarkozy demande dès le 22 novembre au ministre du Travail, Xavier Bertrand, de signer un accord avec les syndicats. Selon le sénateur UMP d'Indre-et-Loire, Dominique Leclerc et la Cour des comptes, le gain cumulé de la réforme des régimes spéciaux de retraite sera nul au regard du coût des mesures d'accompagnement concédées par le gouvernement. Très vite, les observateurs de la vie politique font le constat que les réformes promises par Sarkozy ne se feront pas, l'« intransigeance verbale » du Président se transformant dans les faits en « une gestion très chiraquienne des compromis ».

###### Création du RSA
Le 1er juin 2009, la généralisation du revenu de solidarité active (RSA), qui remplace le RMI et l'API, est saluée par une partie de l'opposition.

###### Réforme de l'État
En avril 2008, est lancée la première étape de la révision générale des politiques publiques (RGPP), qui a pour objectif la réforme de l'État, la baisse des dépenses publiques et l'amélioration des politiques publiques.

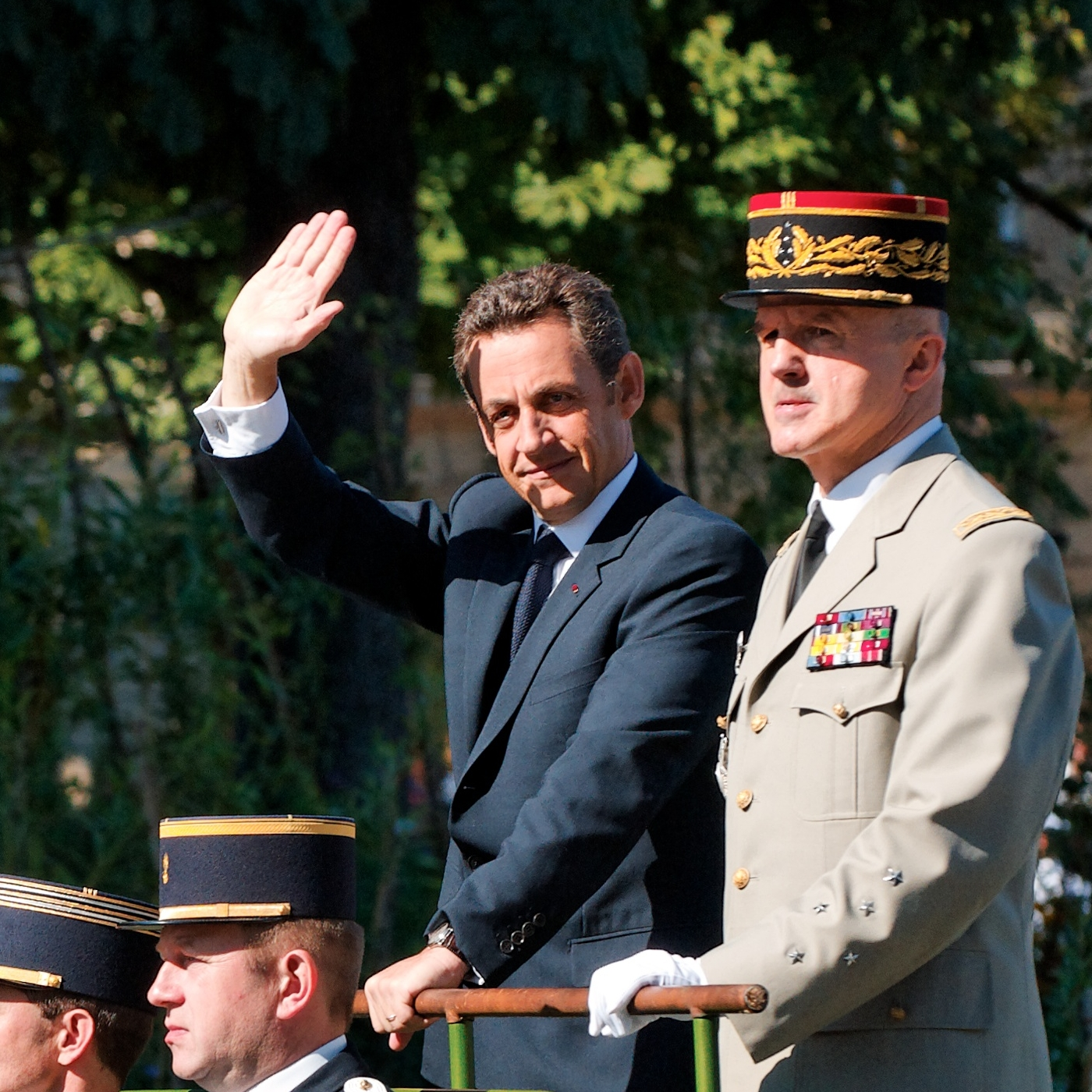
Nicolas Sarkozy aux côtés du général Georgelin lors du défilé du 14 Juillet (2008).

###### Auto-entrepreneuriat
La loi Chatel, qui doit favoriser la libre concurrence et la baisse des prix, et la loi de modernisation de l'économie (LME), qui crée notamment le statut d'auto-entrepreneur, sont adoptées en 2008. Pour l'année 2009, l'INSEE comptabilise 580 200 demandes de création en auto-entrepreneur (75 % de plus qu'en 2008) et l'objectif d'un milliard d'euros de chiffre d'affaires est atteint.

###### Crise financière de 2008
Devant la crise financière mondiale qui commence en 2007 et menace l'économie française, il met en place, en octobre 2008, un plan de sauvetage des banques françaises, dans le but de « ne pas avoir à faire supporter aux Français le coût exorbitant qu’aurait une défaillance de tout le système bancaire ». Ce plan prévoit la garantie par l'État des prêts interbancaires à hauteur de 320 milliards d’euros et dans la limite de cinq ans, ainsi que la recapitalisation des banques en difficulté à hauteur de 40 milliards d’euros, Nicolas Sarkozy indiquant que « l’État ne laissera aucune banque faire faillite ». Dans un discours prononcé à Toulon, le 25 septembre 2008, Nicolas Sarkozy déclare : « Au fond, c'est une certaine idée de la mondialisation qui s'achève avec la fin du capitalisme financier qui avait imposé sa logique à toute l'économie et avait contribué à la pervertir. L'idée de la toute-puissance du marché qui ne devait être contrarié par aucune règle, par aucune intervention politique, cette idée de la toute-puissance du marché était une idée folle. » Décrit par le journaliste Franz-Olivier Giesbert comme un « opportuniste, assez étatiste, vaguement social et plutôt libéral », Nicolas Sarkozy ne pouvait selon lui « être pris de court par la crise financière, comme les idéologues à la Bush » et ne pouvait que retomber « sur un de ses pieds ».
Cette crise financière, la plus importante depuis 1929, entraîne un recul important de l'activité et une hausse considérable des endettements publics dans les pays industrialisés. Ainsi, en France, le chômage progresse de deux points entre fin 2007 et fin 2009. Pour relancer l'économie française, Nicolas Sarkozy annonce, en décembre 2008, un plan de relance d'un montant de 26 milliards d'euros, notamment pour assurer le financement des PME. Après avoir atteint 10 % début 2010, le chômage baisse légèrement ou stagne sur les trois semestres suivants, la croissance s'améliorant en 2010. Le chômage repart ensuite à la hausse, et il y aura plus de 1 100 000 chômeurs en plus, toutes catégories confondues, sur l'ensemble du quinquennat.

###### Grand emprunt
Un grand emprunt, préparé par la commission Juppé-Rocard, est lancé en 2010 sur les marchés financiers. Il doit permettre d'investir dans les secteurs de l'enseignement supérieur et de la formation, de la recherche, de industrie et des PME, du numérique et du développement durable. Sur les 35 milliards d'euros d'investissements, 22 milliards doivent être levés sur les marchés financiers et 13 milliards doivent provenir des aides remboursées à l'État par les banques à la suite du plan de sauvetage de 2008. Parmi les projets financés figure notamment la création du cluster technologique Paris-Saclay, au sud-ouest de la capitale, qui doit concentrer 350 000 emplois et 25 % de la recherche publique française en 2020.

###### Budget de l’Élysée
Dès 2008, les dépenses de l'Élysée sont - pour la première fois - soumises à la cour de comptes. Le 15 juillet 2010, la Cour des comptes publie un rapport sur les comptes et la gestion des services de la présidence de la République, qui souligne « un sérieux effort », entre autres sur le coût des sondages,. L'année suivante, en juillet 2011, la Cour des comptes constate que « la gestion des services de la présidence s'est améliorée de manière ininterrompue » de 2008 à 2010, tout en notant que d'autres économies sont encore possibles.

###### Réforme des retraites
Nicolas Sarkozy confie la gestion politique d’une réforme des retraites, qui prévoit notamment le relèvement de l'âge légal de départ de 60 à 62 ans, au Premier ministre François Fillon, le ministre du Travail Éric Woerth étant considéré comme affaibli par l'affaire Woerth-Bettencourt. Le 8 septembre 2010, au lendemain d'une journée de mobilisation contre cette réforme, il annonce quelques aménagements, parmi lesquels la possibilité pour les personnes présentant un taux d'incapacité d'au moins 10 % (et non plus 20) de continuer à partir à la retraite dès 60 ans et l'aménagement des fins de carrière des salariés exposés à des facteurs de pénibilité.

###### Politique de rigueur
Lors du sommet social du 10 mai 2010, alors que la dette publique de la France dépasse les 80 % du PIB, Nicolas Sarkozy annonce son intention de « redresser [les] finances publiques » : Les Echos écrivent qu'il "réfute tout plan de rigueur mais insiste sur la lutte contre le déficit". Le 26 juin suivant, à l'occasion du G20 de Toronto, il manifeste son opposition à un plan de rigueur sévère en France et en Allemagne, se prononçant pour des ajustements budgétaires « progressifs » à partir de 2011, avec « pas trop d'impôts », afin de ne pas stopper le début de reprise économique. À la fin du mandat de Nicolas Sarkozy, la dette publique de la France aura finalement augmenté de 500 milliards d'euros.
En août et novembre 2011, il demande au gouvernement de préparer deux plans d'économie, de successivement douze et sept milliards d'euros. Le premier prévoit, entre autres, l'instauration d'une taxe exceptionnelle sur les revenus fiscaux supérieurs à 500 000 euros par an, une modification de la taxation des plus-values immobilières, une hausse des prélèvements sociaux sur les revenus du capital, tandis que le second doit notamment permettre l'accélération du calendrier de transition vers l'âge de départ à la retraite à 62 ans, la mise en place d'un taux intermédiaire de TVA à 7 %, la désindexation partielle des prestations sociales, une réduction des dépenses de la Sécurité sociale et des ministères. Certains observateurs, y compris dans son propre camp, considèrent qu'au début de sa présidence, les recettes de l'État ont baissé. Le rapport annuel 2010 de la Cour des comptes signale que « la perte potentielle pour l'État au titre de l'impôt sur les sociétés [s'élève] à 50 milliards fin 2009 ». Pour sa part, le rapporteur UMP de la commission des Finances de l'Assemblée nationale, Gilles Carrez, la chiffre à 36 milliards,. De son côté, le ministère de Budget indique que, pour 2011, les recettes sont en hausse, la part des dépenses publiques dans le PIB en baisse et que le déficit de l'État a été ramené de 7,1 % du PIB en 2010 à 5,2 %. Selon le laboratoire d'idées de gauche Terra Nova, le quinquennat de Nicolas Sarkozy a été marqué par une augmentation sans précédent de la dette, indiquant que de 2007 à 2010, la dette des administrations publiques a connu une hausse de près de 50 %, passant de 1 100 milliards d’euros en 2007 à 1 700 milliards d'euros en 2011 et plus de 1 800 milliards d'euros en 2012. Selon la Cour des comptes, un tiers de l'accroissement de la dette est dû à la crise, le reste étant le fruit de choix politiques, notamment fiscaux avec la loi TEPA, votée en 2007. Par ailleurs, de 2008 à 2011, en grande partie sous l'effet de la crise, le niveau de vie des 10 % les plus aisés de la population a progressé alors que celui des 30 % les plus pauvres a baissé, tandis que le nombre de pauvres est passé de 7,8 millions à 8,7 millions,,,.

##### Institutions
Une réforme de la Constitution est adoptée par le Congrès du Parlement le 21 juillet 2008 à deux voix de majorité. Critiquée par une grande partie de l'opposition, elle limite notamment le nombre de mandats consécutifs du président de la République à deux, permet à celui-ci de pouvoir s'exprimer devant le Congrès, donne des pouvoirs supplémentaires au Parlement en matière législative et de contrôle, crée le poste de défenseur des droits.

##### Justice
En matière judiciaire, la loi sur la récidive d'août 2007, instaure des peines-plancher. Elle est complétée par la loi du 25 février 2008 relative à la rétention de sûreté qui est adoptée en procédure d'urgence (article 49-3) puis partiellement censurée par le Conseil constitutionnel).

##### Sujets de société

###### Immigration
Durant les mois suivants, plusieurs lois sont votées pour limiter l'immigration clandestine (loi du 20 novembre 2007, controversée en raison de l'établissement d'un dispositif sur les tests génétiques — l'amendement « Mariani » —, ainsi que de l'autorisation d'effectuer des statistiques ethniques — cette dernière disposition a été censurée par le Conseil constitutionnel). Le bilan des régularisations des immigrés clandestins de la présidence Sarkozy sera, en dépit de ces mesures, très proche des résultats de ses prédécesseurs avec 124 440 régularisations entre 2007 et 2011.

###### Grande délinquance
Le 30 juillet 2010, en déplacement à Grenoble, Nicolas Sarkozy annonce sa volonté de mettre en place un ensemble de mesures destinées à lutter contre la grande délinquance et les agressions contre les membres des forces de l'ordre. Ces mesures prévoient l'élargissement des possibilités de déchéance de la nationalité française aux personnes d'origine étrangère « qui porterait volontairement atteinte à la vie d'un policier, d'un gendarme, d'un militaire », l'acquisition de la nationalité par un mineur délinquant ne serait plus automatique au moment de sa majorité civile, l'extension des peines plancher « à toutes les formes de violences aggravées », ainsi qu'un débat au Parlement sur une peine de prison incompressible de trente ans pour les assassins de policiers ou de gendarmes. Ce « discours de Grenoble » est suivi de nombreux éloignements de Roms en situation irrégulière, et lui attire de nombreuses critiques, dont celle de favoriser la montée du racisme en France. Les mesures annoncées par Nicolas Sarkozy, sont traduites au niveau législatif en septembre 2010, par le dépôt de plusieurs amendements à la loi (Loppsi 2).

###### Laïcité «positive»
Recevant le titre de chanoine honoraire de Saint-Jean-de-Latran le 20 décembre 2007, Nicolas Sarkozy prononce un discours, inspiré par son conseiller Patrick Buisson, dans lequel il fait référence à l'encyclique Spe Salvi du pape Benoît XVI, rappelle les liens qui unissent la France et le Saint-Siège et appelle à une laïcité moins rigide, qu'il nomme « laïcité positive ». Sa formule « l’instituteur ne pourra jamais remplacer le curé ou le pasteur » est abondamment commentée. 
Se définissant comme un catholique non pratiquant, Nicolas Sarkozy est considéré comme le premier président de la Ve République, au XXIe siècle, à donner des signes publics de pratique religieuse : il publie en 2004 un livre d'entretien avec un prêtre dominicain ; s'affiche aux côtés de Mgr André Vingt-Trois ; s’engage, s’il est élu président de la République, à se retirer quelques jours dans un monastère ; est le seul président de la Ve République à se signer lors d'une cérémonie officielle — ce qu'il faisait déjà comme ministre d'État (2004-2007),,,.

###### Environnement

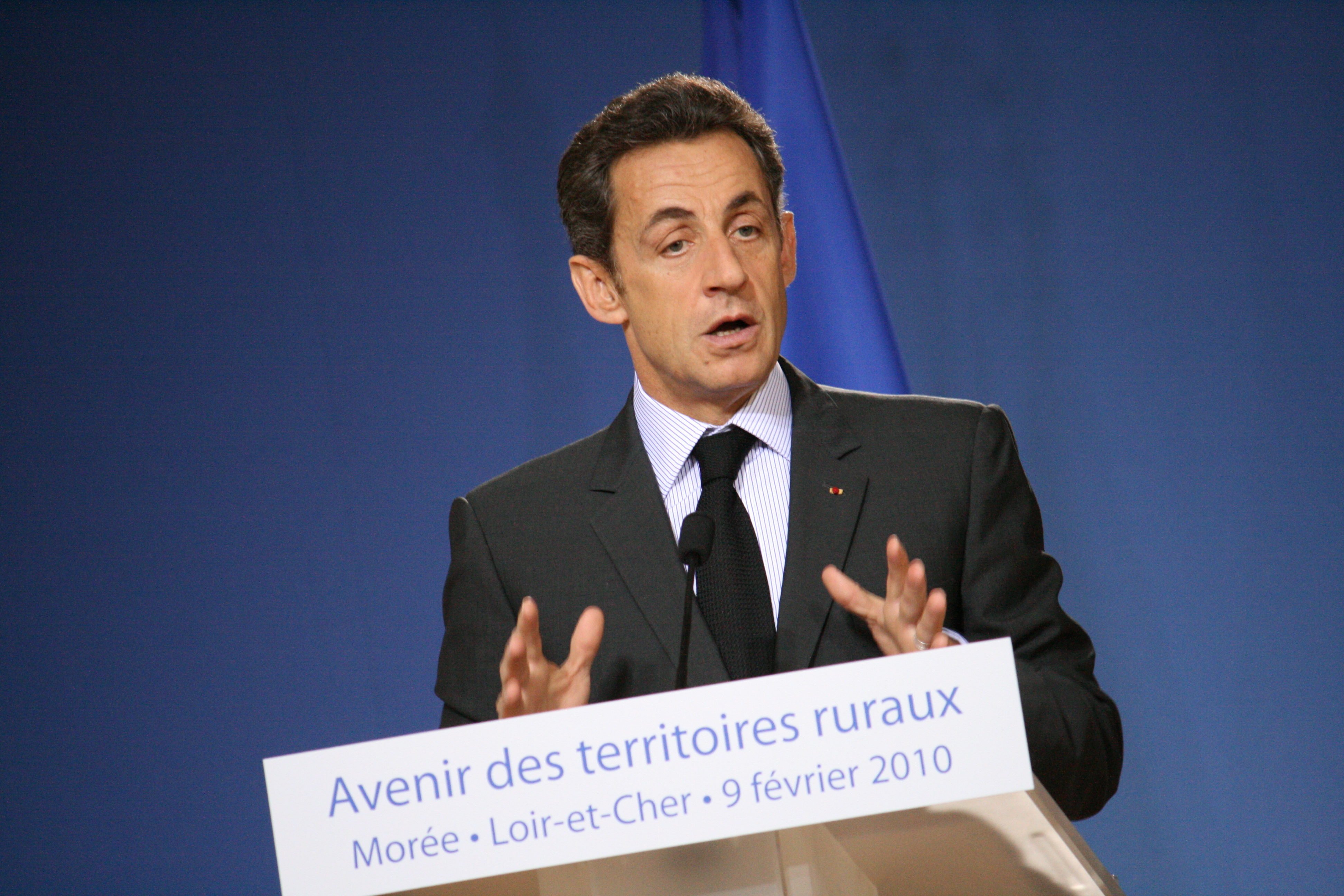
Nicolas Sarkozy prononçant un discours sur l'avenir des territoires ruraux, dans le département de Loir-et-Cher (2010).

À la suite de la tenue du Grenelle Environnement, ensemble de rencontres politiques, à l'automne 2007, la loi Grenelle I est définitivement adoptée le 23 juillet 2009 et promulguée le 3 août suivant. Il s'agit de mesures destinées à lutter contre le réchauffement climatique, pour la protection de la biodiversité et pour la réduction des pollutions. La loi Grenelle II, qui complète et applique la première, est votée en juillet 2010.
Le président de la République présente, le 27 juillet 2010, ses grands axes pour réorganiser la filière nucléaire française, qui avait manqué en décembre 2009 un important appel d'offres pour la construction de quatre réacteurs à Abou Dabi. S'inspirant des conclusions du rapport commandé à François Roussely, il annonce ainsi une coopération renforcée entre EDF et Areva. Dans le cadre de cet accord stratégique, l'éventualité d’une prise de participation d'EDF dans le capital d'Areva « sera examinée ».

##### Éducation et enseignement supérieur
En août 2007, la loi relative aux libertés et responsabilités des universités (LRU), défendue par Valérie Pécresse, est définitivement adoptée par le Parlement. Cette réforme de l'enseignement supérieur donne plus d'autonomie aux universités françaises, afin qu'elles puissent « gérer leurs filières d'enseignement, recruter leurs élèves et leurs enseignants, les rémunérer comme elles l'entendent, utiliser leur patrimoine immobilier et signer des partenariats industriels ou scientifiques ». Critiquée par les syndicats d'enseignants-chercheurs et d'étudiants, elle est présentée par la droite comme l'un des succès du quinquennat de Nicolas Sarkozy puisque 90 % des universités ont opté pour la gestion autonome au 1er janvier 2011. Un rapport d'information sénatorial estime que la mise en œuvre de cette loi a « renforcé l'attractivité des postes administratifs des universités » et permis le recrutement de professeurs étrangers renommés, tel George Fitzgerald Smoot.

##### Culture et politique mémorielle
Début 2009, il annonce la création du Conseil de la création artistique, qu'il préside avec Christine Albanel, Marin Karmitz étant nommé délégué général. Cahiers du cinéma voit en cette organisation la manière d'infliger un camouflet au ministère de la Culture. La même année, il annonce la création d'une « Maison de l’Histoire de France ». Cette décision suscite le scepticisme chez plusieurs historiens, qui y voient une instrumentalisation de l'écriture de Histoire par le Politique,. Le montage administratif, le projet éditorial, les conséquences d'un tel projet sur les autres musées nationaux, font polémique. Le projet est abandonné en 2012 par le gouvernement de gauche.
À partir de décembre 2010, il collabore avec le prince Louis de Bourbon pour la ré-inhumation de la tête du roi Henri IV dans la nécropole royale de la basilique Saint-Denis. Selon Jean-Pierre Babelon, Nicolas Sarkozy prévoit initialement une cérémonie pour mai 2012. Cependant, la controverse autour de la relique et la campagne présidentielle repoussent la date de la célébration et le projet est ensuite abandonné par François Hollande.

##### Élections intermédiaires et remaniements
Après la défaite de la droite aux élections municipales et cantonales de 2008, Nicolas Sarkozy procède à un remaniement ministériel, faisant entrer six nouveaux secrétaires d'État dans le gouvernement. Dans le même temps, il appelle à la création d'un « comité de liaison pour renforcer les liens à l'intérieur de la majorité et préparer les futures échéances politiques » : le Comité de liaison de la majorité présidentielle voit officiellement le jour en juin de l'année suivante.
À la suite des élections européennes de 2009, qui voient les listes de la majorité présidentielle (UMP-NC-LGM) arriver largement devant les autres listes, le gouvernement François Fillon II est remanié le 23 juin : huit membres du gouvernement quittent leurs fonctions, autant font leur entrée (l'« ouverture » est poursuivie, avec l'arrivée de Frédéric Mitterrand et Michel Mercier) et quatorze voient leurs attributions modifiées. Nicolas Sarkozy poursuit sa politique d'« ouverture » en nommant le divers gauche Michel Charasse membre du Conseil constitutionnel et le socialiste Didier Migaud à la présidence de la Cour des comptes en février 2010.
Les élections cantonales de mars 2011 provoquent, dans 200 circonscriptions, des duels au second tour entre le FN et le PS, l'UMP étant éliminée au premier tour. Nicolas Sarkozy indique aux cadres de l'UMP une stratégie du « ni FN, ni PS », sans préciser explicitement l'abstention ou le vote blanc ou nul. Un débat se crée alors dans la majorité présidentielle. Une enquête TNS Sofres publiée après le second tour indique que 49 % des sympathisants de droite des cantons concernés ont trouvé la consigne claire, avec une prise en compte effective dans 20 % des cas.

#### Politique étrangère

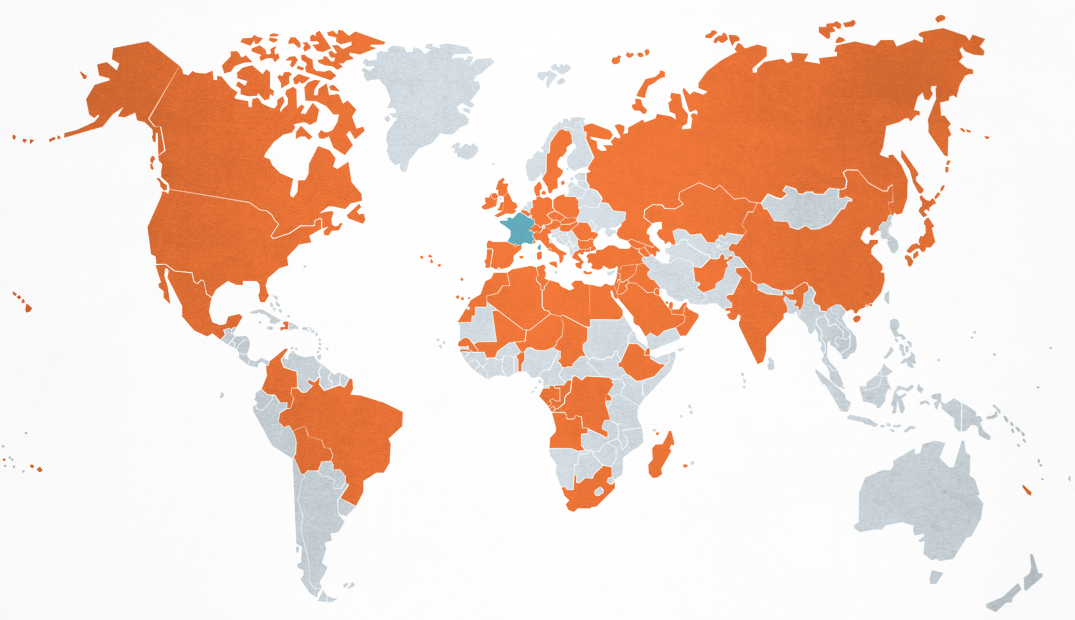
Carte des pays visités par Nicolas Sarkozy de 2007 à 2012.

##### Interventionnisme
Il finalise la libération des infirmières bulgares, sur laquelle la Commission européenne a travaillé plusieurs années, envoyant son épouse Cécilia les chercher. En possible contrepartie de cette libération, il signe, au lendemain de cette libération, une série de contrats avec Mouammar Kadhafi, qu'il reçoit par ailleurs au palais de l'Élysée en décembre 2007.
Au début du mois d'août 2008, le président géorgien Mikheil Saakachvili lance une offensive militaire pour reprendre le contrôle de l'Ossétie du Sud, aux mains des séparatistes pro-russes. L'armée russe riposte, puis avance vers la capitale de la Géorgie, Tbilissi. Le 12 août 2008, Nicolas Sarkozy se rend à Moscou pour faire cesser les combats, bien que le président américain George W. Bush le lui ait déconseillé. Il va ensuite à Tbilissi, où le président Saakachvili signe l'accord de paix formulé par Nicolas Sarkozy et Dmitri Medvedev, ce qui empêche selon les commentateurs[Qui ?] l'annexion pure et simple de la Géorgie par la Russie.

##### Défense

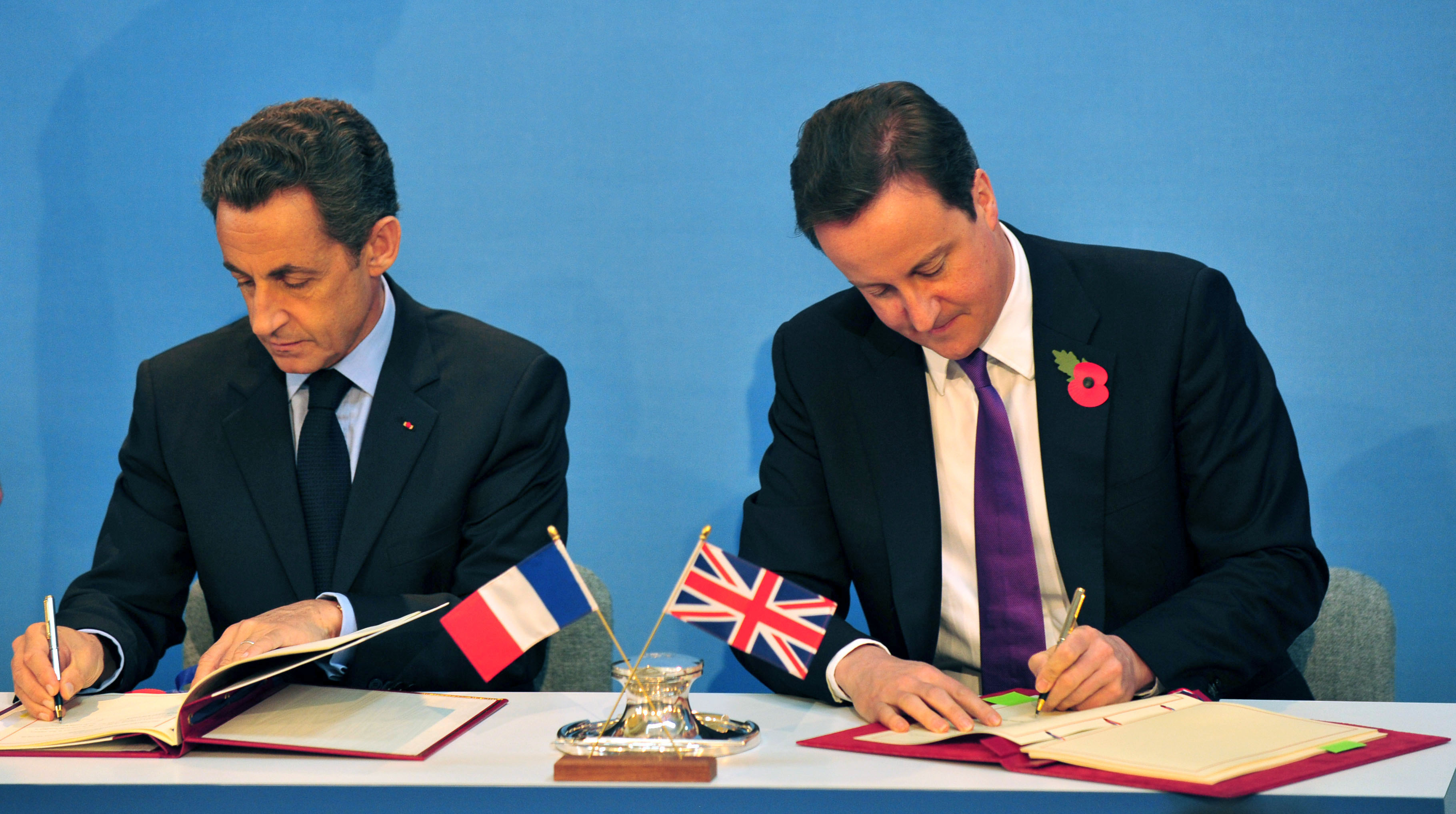
Nicolas Sarkozy signant des traités de coopération dans les domaines de la défense et de la sécurité avec le Premier ministre du Royaume-Uni, David Cameron (2010).

Son élection à la présidence de la République française est notamment saluée par les diplomates américains, qui voient en lui l'un des dirigeants français les plus atlantistes. De fait, son mandat se caractérise par un fort prisme en faveur des États-Unis et par un atlantisme affirmé,,, atlantisme déjà jugé « lamentable » par son prédécesseur avant son accession au pouvoir. Il regrette néanmoins le refus de Washington de signer un accord de coopération bilatérale sur le renseignement, refus que les diplomates français attribuent au « souhait des États-Unis de continuer à espionner la France ». En 2012, il est révélé que Nicolas Sarkozy lui-même avait été placé sur écoute par les États-Unis.
Bien qu'il ait suggéré un retrait des troupes françaises présentes dans le cadre de la force internationale d'assistance et de sécurité sous l'égide de l'OTAN et mandaté par le Conseil de sécurité des Nations unies pendant la campagne électorale de 2005, Nicolas Sarkozy annonce en novembre 2007 un renforcement des effectifs militaires français, précisant que « l'échec n'est pas une option »,.
Le 12 juillet 2011, en visite à Kaboul, il déclare qu'« il faut savoir finir une guerre » et annonce le retrait d'un quart des effectifs français, soit un millier de soldats, d'ici fin 2012. Il confirme qu'en 2014, tous les soldats français seront partis d'Afghanistan.
En conformité avec le Livre blanc sur la Défense et la Sécurité nationale de 2008, il réduit les effectifs de l'armée française et l'engagement militaire permanent en Afrique et ouvre avec l'Implantation militaire française aux Émirats arabes unis la première base militaire française à l'étranger depuis cinquante ans.
Annoncée fin 2008, la réintégration de la France dans le commandement intégré de l'OTAN devient effective en avril 2009. Cette réintégration est critiquée par une partie de la classe politique française, qui dénonce un rapprochement avec les États-Unis et considère qu'il s'agit-là d'une trahison de l'héritage du général de Gaulle, tandis que la majorité présidentielle souligne les contreparties obtenues et estime que cette décision permet de mettre fin à une hypocrisie.

##### Politique africaine et moyen-orientale

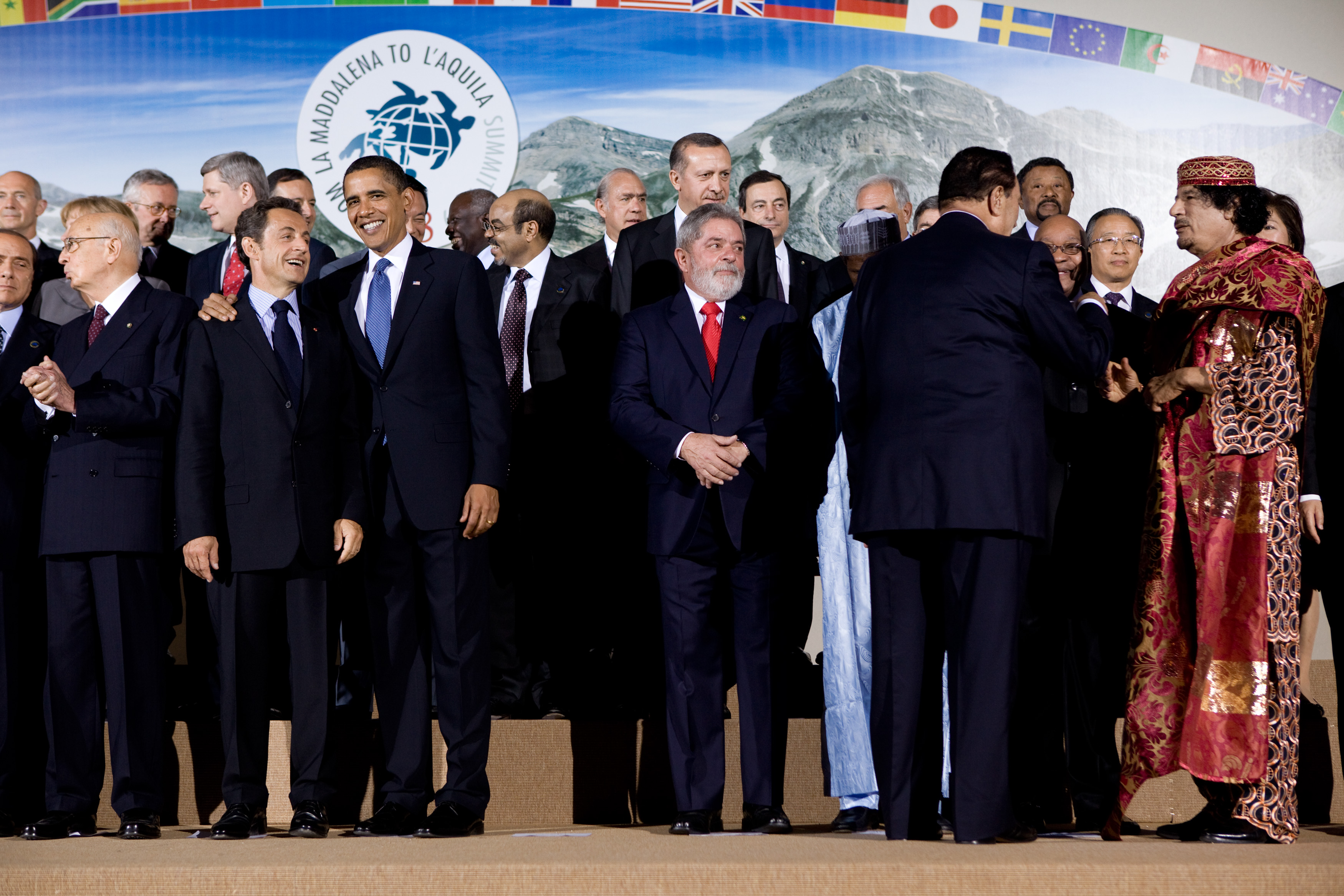
Les différents dirigeants des pays du G8 réunis à L'Aquila (2009).

Quelques semaines après son élection, Nicolas Sarkozy effectue deux voyages en Afrique, l'un en Libye, l'autre en Afrique de l'Ouest. Il prononce notamment, en juillet 2007, un long discours à l'université Cheikh-Anta-Diop à Dakar. Dans ce discours, rédigé par Henri Guaino, le président français déclare notamment que la colonisation fut une faute mais il estime que le problème principal de l'Afrique vient du fait que « l'homme africain n'est pas assez entré dans l'histoire. […] Le problème de l'Afrique, c'est qu'elle vit trop le présent dans la nostalgie du paradis perdu de l'enfance ». Des historiens spécialistes de l'Afrique s'insurgent contre cette représentation stéréotypée d'une Afrique anhistorique et immobile, et soulignent le fait que le propos, dénué de tout fondement scientifique,,, trouve ses racines dans l'ère de l'esclavage et de la colonisation. Le discours suscite de nombreuses réactions en France et dans le monde,,. Quelques mois après le discours de Dakar, Nicolas Sarkozy prononce un autre discours, à Constantine (Algérie), en octobre 2007, où il affirme que le « système colonial […] ne pouvait être vécu autrement que comme une entreprise d’asservissement et d’exploitation. »
Nicolas Sarkozy et le ministre des Affaires étrangères, Bernard Kouchner, organisent la conférence de Paris, réunissant une vingtaine de pays, afin de relancer le processus sur le Darfour le 25 juin 2007. Bernard Kouchner lance l'idée d'un corridor humanitaire. À la suite de la réunion, la création d'une force hybride de 20 000 hommes devant être déployée au Darfour, force comportant des membres de l'Union africaine et de l'ONU, est annoncée. Le 31 juillet 2007, l'ONU approuve à l'unanimité l'envoi de troupes au Darfour.
Nicolas Sarkozy est réputé proche du Qatar, dont il utilise la médiation en 2007 lors de l'affaire des infirmières bulgares et qui aurait payé la rançon. En 2008, il signe avec l'émirat arabe une convention fiscale qui fait de la France une destination accueillante pour les investissements qataris. Elle exonère notamment la famille royale de tout impôt sur ses plus-values immobilières. Selon l'universitaire Frédéric Pichon, c'est sur l'insistance du Qatar que Nicolas Sarkozy aurait invité Bachar el-Assad la même année au défilé du 14 juillet. Pendant la présidence de Nicolas Sarkozy, la France a approuvé l'intervention militaire internationale dans la guerre civile libyenne contre le gouvernement de Kadhafi en soutenant la résolution 1973 du Conseil de sécurité des Nations unies. Par la suite, la France s'est engagée dans des actions militaires contre les forces gouvernementales libyennes par l'opération Harmattan, fournissant un soutien au Conseil national de transition. Cependant, le gouvernement français a déclaré que le but de cette intervention était de protéger les civils libyens.
Dans leur livre Une France sous influence, Vanessa Ratignier et Pierre Péan notent que Nicolas Sarkozy a participé à faire du Qatar une puissance incontournable du Moyen-Orient. Habitué des tribunes VIP du club de football du PSG (possédé par le Qatar), il effectue après sa présidence de régulières conférences très bien rémunérées dans le pays. De plus, selon Nicolas Sarkozy, une accusation déplacée : « le Qatar est un pays ami de la France. Pas depuis moi, c'est François Mitterrand ». « Vous croyez, a-t-il poursuivi, que François Mitterrand, Jacques Chirac, moi-même hier, François Hollande aujourd'hui, on aurait cette politique d'amitié avec le Qatar si nous pensions que le Qatar, c'était uniquement le financeur du terrorisme ? ».
L'Union pour la Méditerranée, qui compte 44 membres (dont les 27 membres de l'UE), est officiellement fondée le 13 juillet 2008 et est coprésidée par Nicolas Sarkozy. L'UPM est un projet d'union politique proposé aux pays riverains de la mer Méditerranée par le président français Nicolas Sarkozy qui fait le constat de l'échec du processus de Barcelone. Ce projet avait pour but de renforcer la coopération entre les pays des deux rives, dans les domaines de l'énergie, de l'environnement, de l'immigration, et d'amener Israël et les pays arabes à s'asseoir à la même table. Les promoteurs de l'UPM pensaient que la Turquie verrait ce projet comme une alternative à son adhésion à l'Union européenne. À la fin du mandat de Nicolas Sarkozy, il apparaît que l'UPM n'a pas atteint ses objectifs.
Devant la crise politique qui suit l'élection présidentielle ivoirienne de 2010 (le président sortant Laurent Gbagbo et son adversaire Alassane Ouattara revendiquent tous deux la victoire), la France participe aux opérations de l'ONUCI visant à détruire les armes lourdes utilisées contre des civils par les partisans de Laurent Gbagbo. Celui-ci est arrêté le 11 avril 2011 par les forces d'Alassane Ouattara, soutenues par l'ONUCI et la France.
En mars 2011, après avoir été critiqué pour sa lenteur à soutenir les révolutions tunisienne et égyptienne, Nicolas Sarkozy est au premier rang des chefs d'État demandant le départ du dirigeant libyen Mouammar Kadhafi, qui réprime violemment une révolte dans son pays. À la demande notamment de la France, la résolution 1973 du Conseil de sécurité des Nations unies est adoptée, ce qui permet la création d'une zone d'exclusion aérienne au-dessus de la Libye, le gel des avoirs de Kadhafi, ainsi que « les mesures nécessaires » à la protection des civils. Nicolas Sarkozy annonce le 19 mars 2011 le début d'une intervention militaire contre la Jamahiriya arabe libyenne, à laquelle la France participe. Les interventions de Nicolas Sarkozy, qui est par ailleurs le premier chef d'État à reconnaître le Conseil national de transition, sont saluées par une grande partie de la classe politique française. Son action reste cependant plutôt mal reçu à l'étranger, le Washington Post y voyant ainsi « l'embarras de Nicolas Sarkozy face à la lente réponse de son gouvernement aux révoltes tunisienne et égyptienne ». Le 1er septembre 2011, à la suite de la prise de Tripoli par les rebelles, il préside au palais de l'Élysée une conférence qui réunit les délégations de 63 pays et qui prévoit notamment la levée des avoirs libyens gelés. Deux semaines plus tard, le 15 septembre, il se rend en Libye, en compagnie d'Alain Juppé, du Premier ministre britannique David Cameron et du philosophe Bernard-Henri Lévy ; il dit, ce jour-là, sa « grande émotion » de venir dans une Libye « libérée », puis, devant une foule de plusieurs milliers de personnes réunies sur la place de la Liberté à Benghazi, il plaide pour une Libye unie et assure les Libyens du soutien de la France,.
Une deuxième guerre civile libyenne éclate en 2014 dans le Nord de la Libye. L'année suivante, en 2015, les anciens ministres Bernard Kouchner et Michèle Alliot-Marie se montrent critiques sur l'intervention en Libye et estiment que le départ des migrants de Libye était mieux contrôlé sous Kadhafi. Xavier Bertrand considère pour sa part que « la responsabilité de la communauté internationale est collective ». Revenant en 2016 sur ces événements, Barack Obama explique l'attitude de Nicolas Sarkozy par sa volonté de se mettre en avant et critique son suivi des opérations,. En 2016, une commission des affaires étrangères du Parlement britannique dirigée par le député conservateur Crispin Blunt publie un rapport affirmant que l'intervention militaire « fut fondée sur des postulats erronés », que la menace d’un massacre de populations civiles a été « surévaluée » et que la coalition n'a pas « vérifié la menace réelle pour les civils » ; il estime également que les véritables motivations de Nicolas Sarkozy étaient de servir les intérêts français et d'« améliorer sa situation politique en France ».
Dans le même sens, des e-mails d'un conseiller de l'ancienne secrétaire d'État Hillary Clinton (rendus publics par le département d'État américain) révèlent que ce conseiller estimait que la véritable raison de cette intervention militaire occidentale était avant tout liée à des préoccupations d'ordre économiques et géostratégiques et non à des considérations humanitaires, telles que la protection des civils ou l'établissement de la démocratie en Libye,. Par ailleurs, des médias européens tels que le Daily Telegraph ou le Corriere della Sera envisagent l'hypothèse que Nicolas Sarkozy ait pu commanditer la mort du colonel Kadhafi afin d'étouffer de potentielles révélations sur le financement de sa campagne présidentielle de 2007,.

##### Institutions internationales

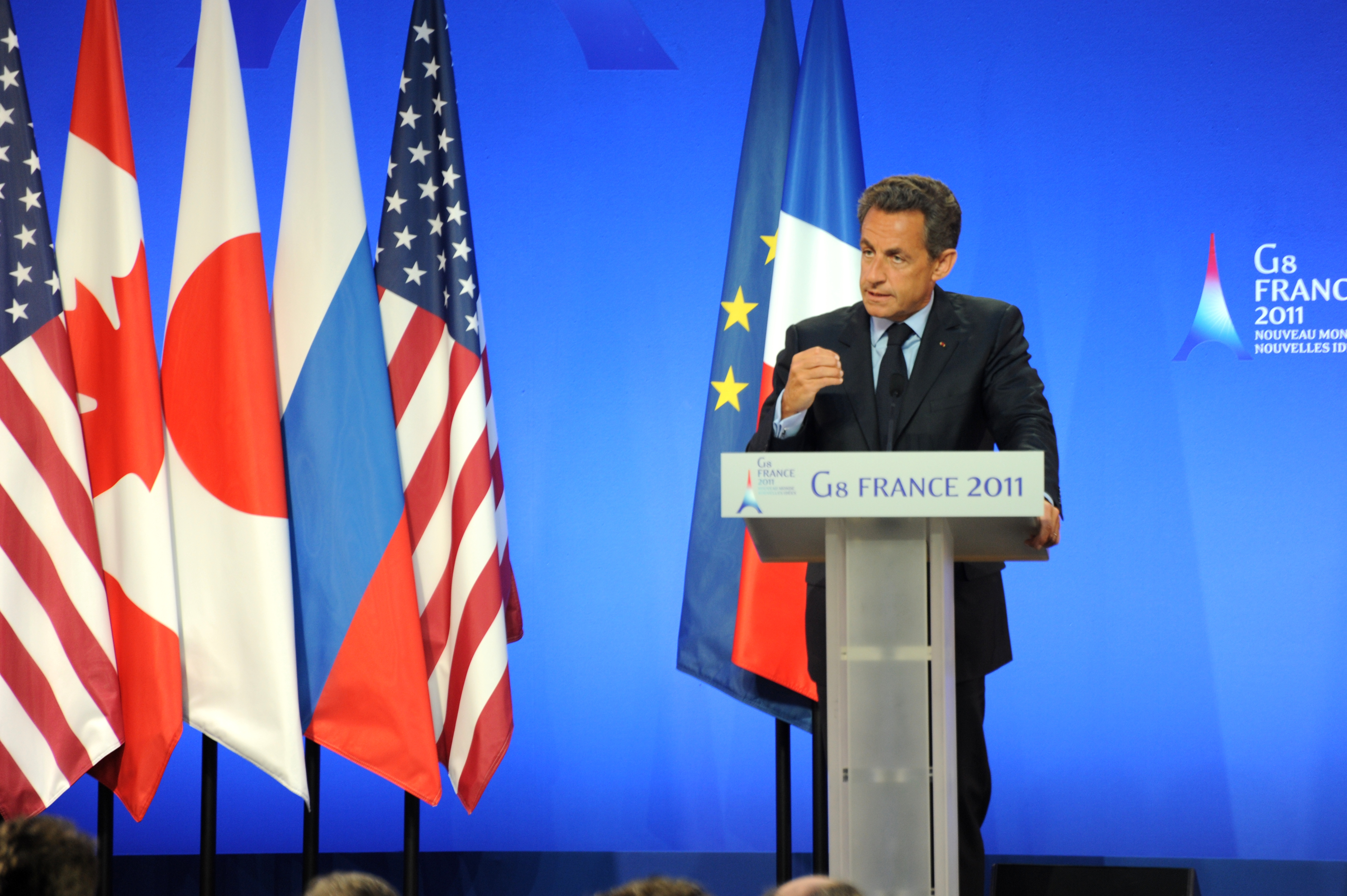
Nicolas Sarkozy tenant une conférence de presse lors du sommet du G8 (2011).

En 2007, Nicolas Sarkozy donne son accord à la candidature du socialiste Dominique Strauss-Kahn au poste de directeur général du Fonds monétaire international (FMI), puis le soutient personnellement durant sa campagne. L'appui à cette candidature est présenté comme une poursuite de la politique d'« ouverture ». Dominique Strauss-Kahn devient directeur général du FMI en novembre 2007.
À la suite de la démission de Dominique Strauss-Kahn, inculpé à New York pour agression sexuelle, Nicolas Sarkozy défend pour prendre la tête du FMI la candidature de Christine Lagarde, ministre française de l'Économie, notamment lors du sommet du G8 de Deauville. La désignation de cette dernière est présentée comme un succès pour Nicolas Sarkozy, les médias considérant qu'il a, pour la deuxième fois, réussi à faire désigner le candidat de la France à la tête d'une des principales institutions mondiales.
En 2011, Nicolas Sarkozy préside le G20, qu'il a contribué à réunir pour la première fois, avec Gordon Brown, en novembre 2008.

##### Politique européenne

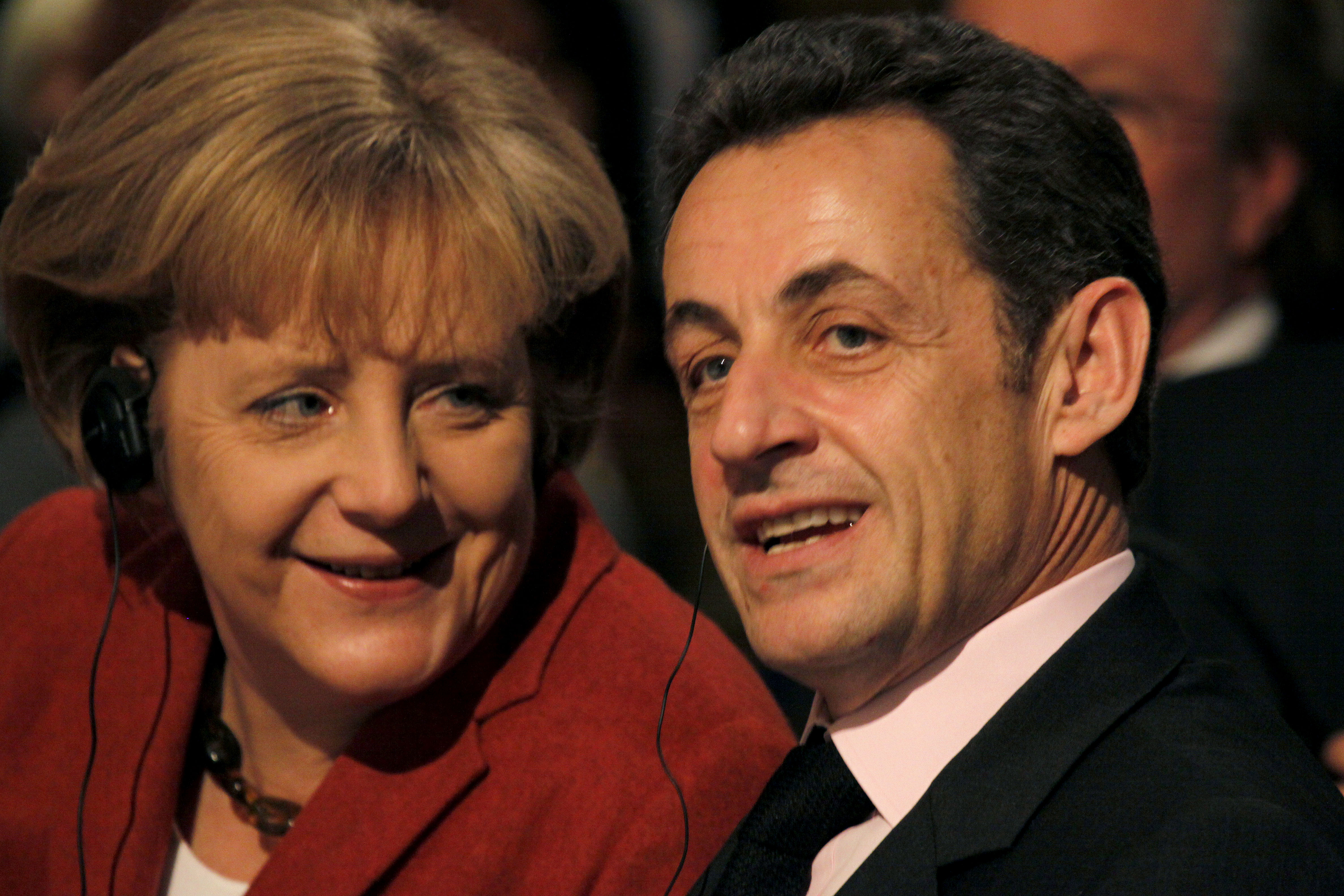
Nicolas Sarkozy en compagnie de la chancelière allemande, Angela Merkel (2009).

Nicolas Sarkozy est le premier président français à poser avec le drapeau européen pour sa photographie officielle.
Lors du sommet européen du 8 au 10 juin 2007 présidé par l'Allemagne, Nicolas Sarkozy défend l'idée d'un « traité simplifié » entre les partenaires européens, reprenant en grande partie les articles du projet de constitution européenne, notamment la partie institutionnelle. Après de longues négociations, avec en particulier le président polonais Lech Kaczyński, ce projet est adopté le 23 juin 2007. Le traité de Lisbonne est adopté par le Parlement français en février 2008 et entre en application en décembre 2009.
De juillet à décembre 2008, la France assure la présidence du Conseil européen. Le Conseil européen des 15 et 16 octobre 2008 adopte le Pacte européen sur l'immigration et l'asile, proposé par Nicolas Sarkozy, et approuvé par le Conseil justice et affaires intérieures le 25 septembre. Ce texte prévoit « l'harmonisation des politiques d'asile et d'immigration » au sein de l'Union européenne et interdit les régularisations massives de sans-papiers.

##### Crises financière et économique
En 2007, éclate une crise financière mondiale, conséquence d'un endettement privé excessif dû aux dérèglements du système financier américain. En octobre 2008, après la faillite de la banque Lehman Brothers, une réunion de l'Eurogroupe se tient au palais de l'Élysée. Les représentants de la zone euro et le Premier ministre britannique Gordon Brown mettent au point un plan qui mobilise près de 1 700 milliards d'euros sous forme de garanties et qui parvient à rassurer les marchés. L'action de Nicolas Sarkozy pendant cette période de crise est jugée déterminante. Martin Schulz, président du groupe socialiste au Parlement européen, affirme qu'il a « bien agi et pris les mesures qui s'imposent ». Pour Franz-Olivier Giesbert, il « a fait preuve, pendant cette période, d'un esprit de décision et d'une aptitude impressionnante à la négociation » et « a pris à cette occasion une dimension historique ».

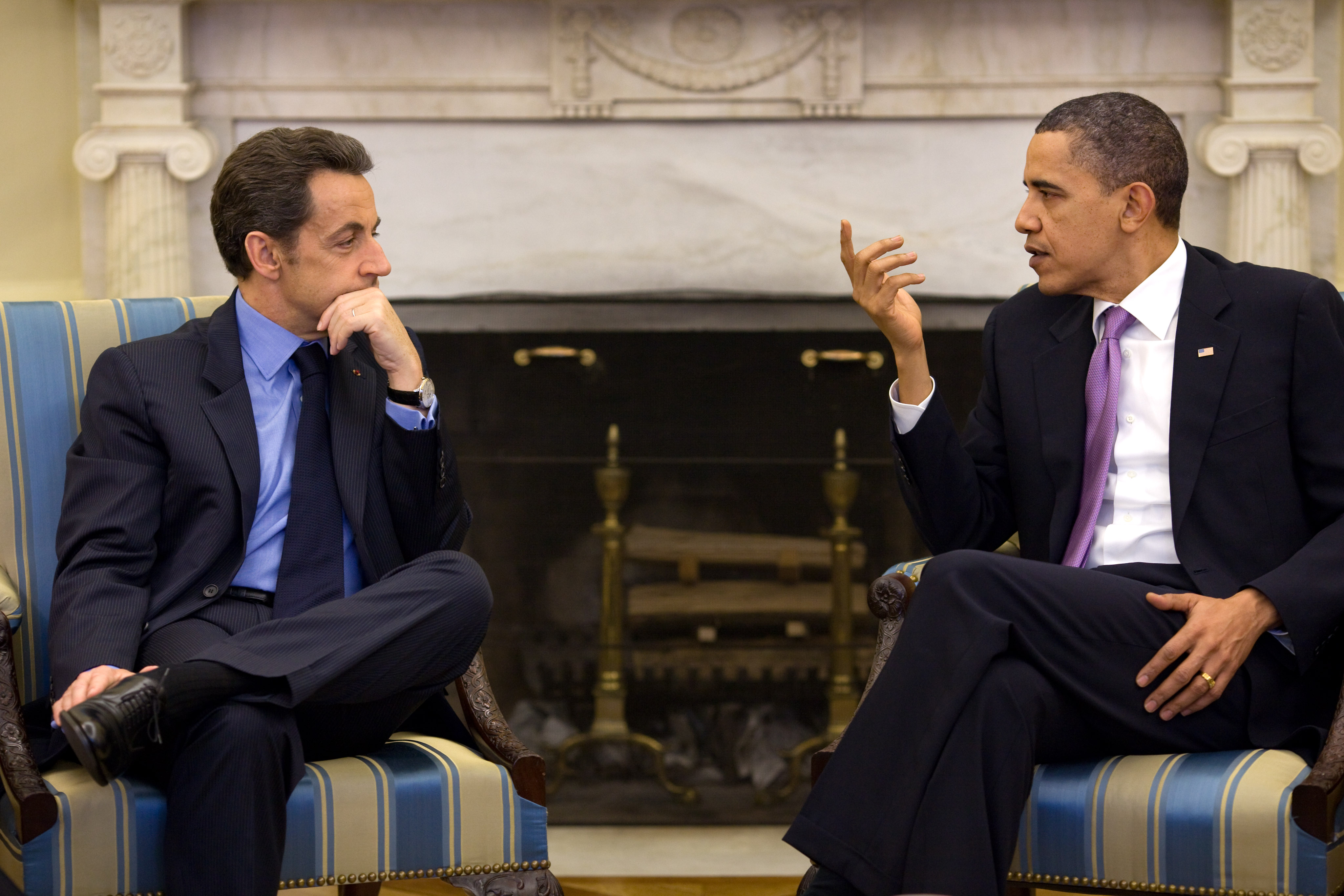
Rencontre dans le bureau ovale de la Maison-Blanche entre Nicolas Sarkozy et le président des États-Unis Barack Obama (2010).

Pour faire face à la crise de la dette publique grecque, qui menace la stabilité financière de la zone euro, Nicolas Sarkozy contribue, en 2010, à la mise en place d'un plan d'aide UE-FMI à la Grèce de 110 milliards d'euros. Le président français plaide pour plus de gouvernance économique au niveau européen.
Lors de la réunion de l'Eurogroupe du 21 juillet 2011, il participe à la négociation d'un second plan de sauvetage financier de la Grèce, de 158,6 milliards d'euros, dans le but d'alléger le poids du stock de dettes et de ses intérêts, en prévoyant notamment la contribution du secteur financier privé et le soutien à hauteur de 109 milliards d'euros de l'Union européenne et du FMI,. Le 16 août 2011, à la suite de la dégradation de la note des États-Unis par l'agence Standard & Poor's et de la baisse des bourses mondiales, il tient une réunion avec la chancelière allemande Angela Merkel, à l'issue de laquelle tous deux se prononcent pour « un véritable gouvernement de la zone euro », pour l'adoption par les 17 États membres de la zone euro, avant l'été 2012, de la « règle d'or » sur l'équilibre budgétaire et pour une taxe sur les transactions financières.

#### Évolution de la popularité

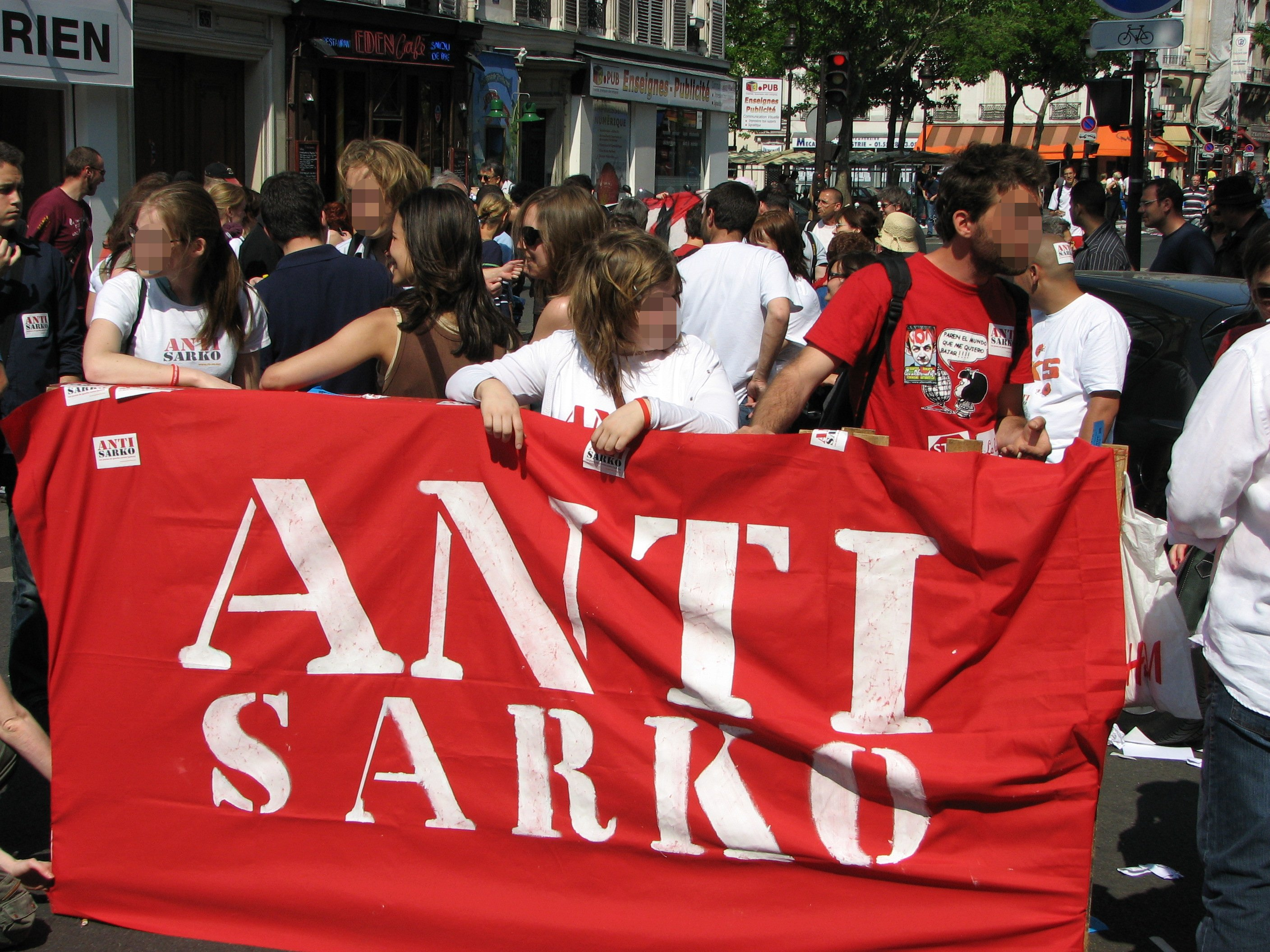
Des manifestants contre Nicolas Sarkozy lors de la fête du Travail (2007).

Au début de son quinquennat, Nicolas Sarkozy jouit d'une popularité supérieure à celle de ses prédécesseurs (sauf Charles de Gaulle) au même moment de leur présidence, recueillant entre 65 % et 70 % d'opinions positives,. À partir du second semestre 2007, son image s'effrite dans l'opinion en raison, selon plusieurs sondeurs, d'un style jugé trop « bling-bling ». Dans le même temps, la cote de popularité de son Premier ministre, François Fillon, demeure à un niveau élevé, Nicolas Sarkozy gouvernant en « omniprésident » et prenant ainsi sur lui l'impopularité d'habitude réservée au chef du gouvernement. Cette situation atteint son paroxysme en mars 2010, lorsque Nicolas Sarkozy envisage de changer de Premier ministre ; après avoir envisagé de placer Jean-Louis Borloo à la tête du gouvernement, il renonce finalement à cette idée. Au cours de l'année 2010, la courbe d'impopularité de Nicolas Sarkozy dépasse le seuil des 70 %. À plusieurs reprises, le président revient à la politique intérieure et au « thème refuge » de l'insécurité afin de ressouder son électorat, d'après les commentateurs politiques.
Philip Gourevitch (en), journaliste pour le New York Times et observateur de la politique française, estime que « ce qui rebute les Français chez Nicolas Sarkozy, ce n'est pas tant sa politique que son style. » Le « style » de Nicolas Sarkozy semble en effet être un élément important de sa baisse de popularité durant son quinquennat. À titre d'exemple, les événements étant intervenus dans sa vie privée (le divorce avec son épouse Cécilia, son remariage avec Carla Bruni) ont pu embarrasser les personnes âgées, plus conservatrices et généralement soutien de la droite. L'Encyclopædia Universalis note à ce propos que « le style présidentiel, se voulant résolument plus décontracté, moins guindé, voire un peu familier, a été discrètement corrigé après avoir franchi les limites du supportable aux yeux de l'opinion lors de certains voyages privés ». Son interventionnisme en matière de politique étrangère, et notamment ses efforts pour sauver l'Union européenne de la crise, n'augmente pas durablement sa cote de confiance. L'impopularité du président apparaît progressivement comme s'étant cristallisée, en particulier à la suite des difficultés économiques de longue durée rencontrées à la suite de la crise financière.
En 2009, la possible nomination de son fils Jean à la tête de l'Établissement public pour l'aménagement de la région de la Défense (EPAD) suscite une polémique : une partie des médias, l’opposition et des internautes, en France et à l’international, s’indignent de ce qui est présenté comme un acte de népotisme,. Jean Sarkozy renonce par la suite à ce poste.

#### Élection présidentielle de 2012

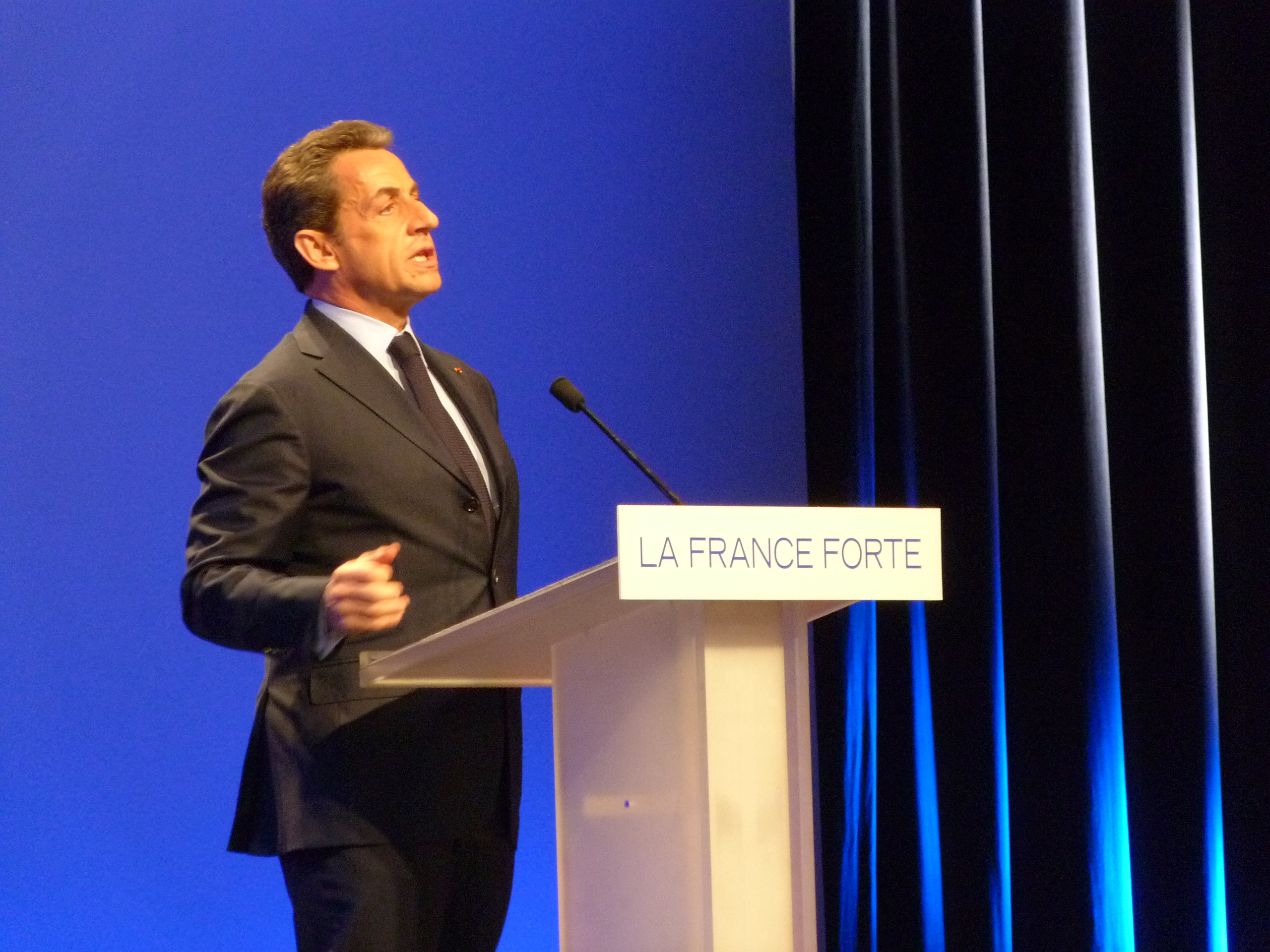
Nicolas Sarkozy lors d'un meeting à Nancy (2012).

Alors qu'il n'a pas encore annoncé sa décision de se représenter, Nicolas Sarkozy est critiqué pour plusieurs déplacements en province dont les coûts sont pris en charge par les services de l'État,. Nicolas Sarkozy officialise sa candidature à un second mandat, pressentie depuis 2009, au journal de 20 heures de TF1 du 15 février 2012. Les commentateurs, au vu des résultats défavorables des sondages, jugent sa réélection très difficile, voire impossible,. Il est même donné éliminé au premier tour de scrutin entre mars et juin 2011. Il déclare à cette occasion un patrimoine de 2,7 millions d'euros (2,1 millions d'euros en 2007).
Le slogan de sa campagne est « La France forte ». La stratégie de la campagne est dirigée par Patrick Buisson, tandis que Nathalie Kosciusko-Morizet est nommée porte-parole. Il dévoile son programme dans une Lettre au peuple français, s'inspirant ouvertement de la Lettre à tous les Français de François Mitterrand en 1988. Nicolas Sarkozy chiffre son programme de campagne à 5,5 milliards d'euros. Pour les financer et respecter son objectif de retour à l'équilibre budgétaire en 2016, il estime qu'un effort de 53,5 milliards d'euros doit être fourni en plus des mesures déjà votées. Il prévoit que cet effort repose aux trois quarts sur des réductions de dépenses et pour un quart sur des hausses d'impôts.
Le début de la campagne officielle coïncide avec une série d'assassinats touchant des militaires français, puis des civils, en Midi-Pyrénées. Nicolas Sarkozy et d’autres candidats interrompent leur campagne. Il préside l'enterrement des militaires assassinés, en présence de la majorité des autres candidats à la présidentielle,.
Après la tenue d'un grand meeting de campagne à Villepinte, le 11 mars 2012, les intentions de vote en faveur de Nicolas Sarkozy augmentent de manière significative, même s'il reste devancé au second tour. Quelques jours avant le premier tour, alors qu'il connait une baisse dans les sondages, il affirme que son discours est devenu « inaudible » et que « la conception de l'égalité à la française, c'est neuf contre un », la règle fixée par le CSA ne lui permettant de bénéficier que d'un dixième du temps de parole et d'antenne accordé aux candidats dans les médias audiovisuels. Continuant sa campagne, il enchaîne au total 44 meetings, qui sont organisés par les sociétés Bygmalion et Event & Cie et qui drainent une affluence considérable, en dépit de chiffres contestés,,,. Deux ans plus tard, en mai 2014, la révélation d'une double facturation des coûts de ces meetings provoquera la démission de la direction de l'UMP et le début de l'« affaire Bygmalion »,,.
Totalisant 27,2 % des voix au premier tour, Nicolas Sarkozy se qualifie pour le second tour, derrière le candidat socialiste, François Hollande (28,6 %),. Il est le premier président de la République sortant à ne pas arriver en tête au premier tour de scrutin. Dans l'entre-deux tours, il maintient sa stratégie, récuse les accusations de « pétainisme » et s'attaque à François Hollande sur la maîtrise des déficits,. Le 29 avril 2012, lors d'un discours prononcé à Toulouse, il fait l'éloge des frontières et de la Nation. Le 1er mai, il tient place du Trocadéro, à Paris, un rassemblement, pour lequel il revendique 200 000 participants et qu'il présente comme étant « la vraie fête du travail ». Le parti pris supposé des médias contre Nicolas Sarkozy est critiqué par plusieurs dirigeants de la droite et du centre et suscite l'hostilité des militants UMP à leur égard,,,.

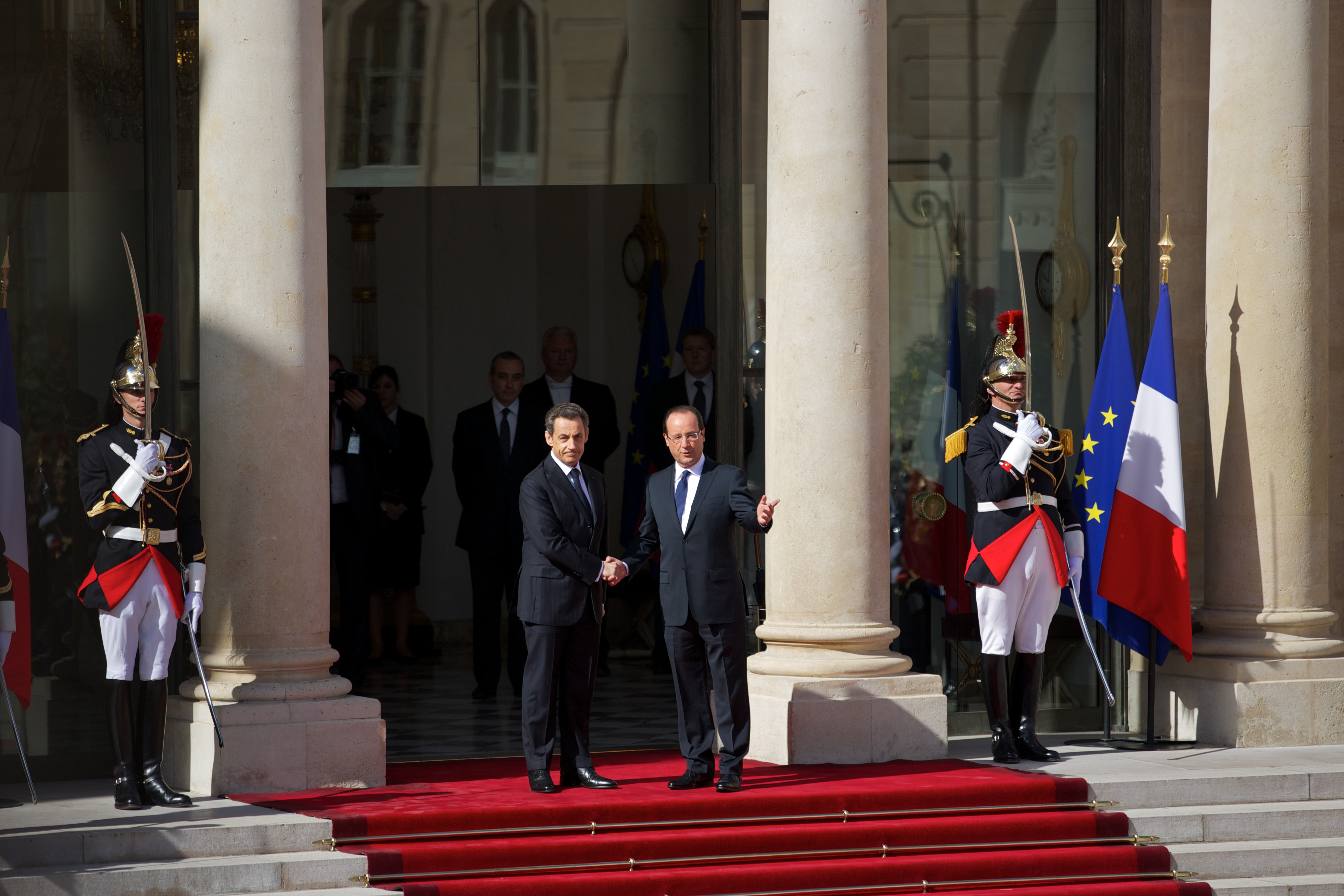
Nicolas Sarkozy et François Hollande lors de la passation de pouvoirs au palais de l'Élysée (2012).

Le 6 mai 2012, Nicolas Sarkozy est battu par François Hollande, recueillant 48,36 % des suffrages exprimés. Il s'agit de la deuxième élection présidentielle la plus serrée de l'histoire après celle de 1974. C'est également la deuxième fois qu'un président briguant un second mandat est battu lors d'une élection présidentielle sous la Ve République. Les analystes politiques estiment que François Hollande a été élu « par défaut », essentiellement en raison de l'impopularité de Nicolas Sarkozy, qui a cependant obtenu un score honorable au vu des sondages d'opinion,,. Pour une partie des commentateurs, la « ligne Buisson », résolument axée à droite, lui a permis de réaliser un bon score, tandis que pour une autre partie, ce discours n'a pas été suffisamment rassembleur,.
Au soir du second tour, dans un discours prononcé à la maison de la Mutualité, à Paris, Nicolas Sarkozy souhaite bonne chance au président élu et déclare : « Cela fait dix ans que chaque seconde, je vis pour les responsabilités gouvernementales au plus haut niveau ; après cinq ans à la tête de l'État, mon engagement dans la vie de mon pays sera désormais différent ». Nicolas Sarkozy avait annoncé avant le scrutin son intention de quitter la vie politique en cas de défaite,. Il confirme cette décision à son comité de campagne au lendemain du second tour.

#### Départ de l'Élysée
Nicolas Sarkozy fait part de sa décision de quitter la vie politique. Le 8 mai 2012, sur invitation du président sortant, François Hollande participe à ses côtés aux commémorations du 8 mai 1945. Nicolas Sarkozy quitte ses fonctions le 15 mai suivant.

## Après la présidence

### Membre du Conseil constitutionnel
Nicolas Sarkozy siège pour la première fois au Conseil constitutionnel, dont il est membre de droit depuis son départ de la présidence de la République, le 19 juin 2012,.
En raison de ses anciennes fonctions politiques, il est rémunéré par l'État à hauteur de 2,2 millions d'euros par an, dépenses de fonctionnement et rémunération de ses collaborateurs incluses. Il s'installe dans des bureaux situés dans le 8e arrondissement de Paris, au 77 rue de Miromesnil. Il touche d'importants cachets pour intervenir lors de conférences à l'étranger sur l'économie et la finance à l'invitation de banques ou d'organisations diverses,,.
Le 7 août 2012, il publie avec Abdel Basset Sayda, président du Conseil national syrien, un communiqué commun appelant à une action rapide de la communauté internationale dans le conflit syrien. Au fil des mois, alors que sa cote de popularité reste forte à droite, notamment parmi les sympathisants UMP, son retour en politique et l'hypothèse d'une candidature à l'élection présidentielle de 2017 sont évoqués par la presse et la classe politique, notamment en raison de l'absence de chef incontesté à droite à la suite du congrès de l'UMP de 2012,,.
La Commission nationale des comptes de campagne et des financements politiques rejette le 21 décembre 2012 ses comptes de campagne pour l'élection présidentielle de 2012. Le recours de Nicolas Sarkozy contre cette décision est ensuite rejeté par le Conseil constitutionnel, qui estime que ses dépenses électorales ont excédé de 2 % le plafond autorisé,. Nicolas Sarkozy annonce alors qu'il « démissionne immédiatement du Conseil constitutionnel afin de retrouver sa liberté de parole », bien que le président du Conseil constitutionnel, Jean-Louis Debré, indique que les anciens chefs de l'État ne peuvent formellement démissionner,. La souscription nationale lancée dans la foulée par Jean-François Copé permet à l’UMP de recueillir 11 millions d'euros de dons privés,,.
Il accepte l'invitation de François Hollande à se rendre, le 15 décembre 2013, aux obsèques de Nelson Mandela en Afrique du Sud.

### Tentative de retour en politique

#### Création et direction des Républicains

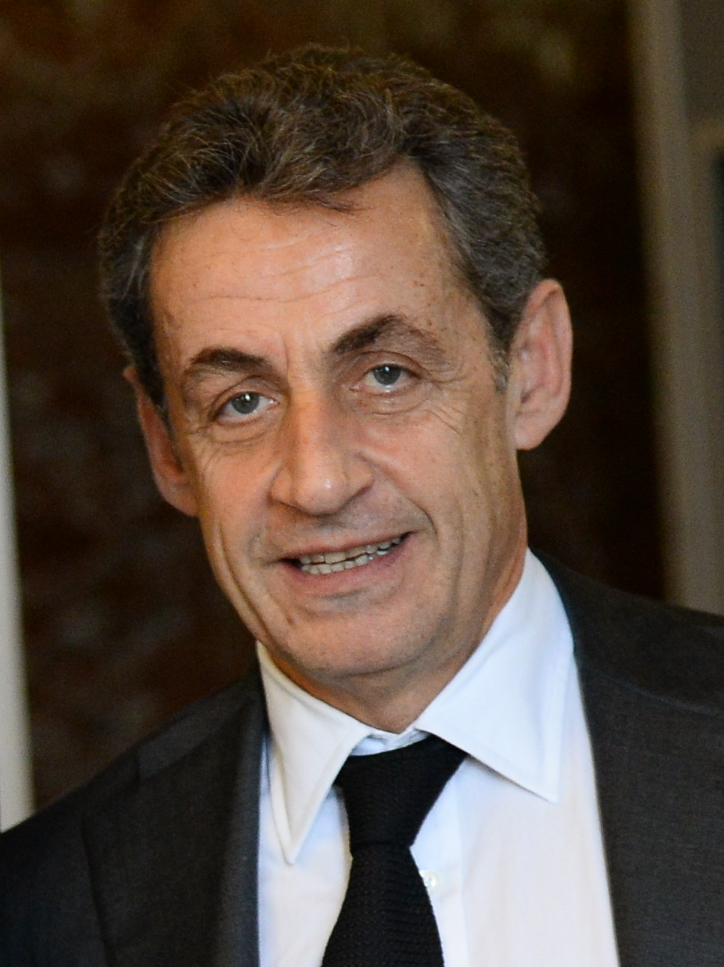
Nicolas Sarkozy à Bruxelles (2015).

Nicolas Sarkozy effectue son retour en politique le 19 septembre 2014, en annonçant sa candidature à la présidence de l’UMP,,. Opposé à Bruno Le Maire et Hervé Mariton, il l'emporte dès le premier tour, le 29 novembre 2014, avec 64,5 % des 156 000 suffrages d'adhérents.
Après le succès de la droite aux élections départementales de 2015, Nicolas Sarkozy réitère son souhait, formulé pendant sa campagne de 2014, de changer le nom de l'UMP, dont l'image a été dégradée à la suite de la crise interne de 2012-2013 puis à la révélation de l'affaire Bygmalion. C'est finalement la dénomination « Les Républicains » (LR) qui est retenue et officialisée le 30 mai 2015, après un vote favorable des adhérents du parti. En pleine multiplication des attentats islamistes en France, Nicolas Sarkozy se montre critique envers le gouvernement et propose l’ouverture de centres de déradicalisation, l’expulsion des personnes étrangères fichées S et le placement en centre de rétention ou sous bracelet électronique de celles présentant un risque de radicalisation. À cette occasion, certains de ses opposants lui reprochent d'avoir supprimé la double peine en 2003, ce qui aurait selon eux permis d'éviter plusieurs attentats.

#### Échec à la primaire des Républicains de 2016
Le 22 août 2016, il officialise sa candidature à la primaire présidentielle des Républicains en vue de l'élection présidentielle de 2017,. Le lendemain, il démissionne de la présidence des Républicains, Laurent Wauquiez lui succédant,,. En même temps que sa candidature, il annonce la sortie d'un livre programme, Tout pour la France, qui se classe parmi les meilleures ventes d'ouvrages,. Ses principaux thèmes de campagne sont l'immigration, l'islam, la sécurité, la défense de l'identité française et la compétitivité économique. Il propose notamment de baisser les impôts de 40 milliards d'euros et de réduire la dépense publique de 100 milliards. Dans les sondages, il est le plus souvent devancé par son ancien ministre Alain Juppé, qui bénéficie du soutien de la frange modérée de l’électorat de la droite et du centre,,.
À l'issue du vote de 4,3 millions d'électeurs le 20 novembre 2016, Nicolas Sarkozy obtient 20,7 % des suffrages, étant devancé par Alain Juppé (28,6 %) et par François Fillon (44,1 %), qui a bénéficié d'une inattendue montée dans les sondages de fin de campagne,. Nicolas Sarkozy reconnaît aussitôt sa défaite et annonce qu'il votera au second tour pour François Fillon. Il déclare notamment : « Il est temps pour moi d'aborder une vie avec plus de passion privée et moins de passion publique », ce qu'une partie des médias interprète comme l'annonce d'une mise en retrait de la vie politique. Il appelle à voter François Fillon pour le premier tour de l'élection présidentielle, puis Emmanuel Macron en vue du second tour.

### Administrateur de sociétés et positions internationales

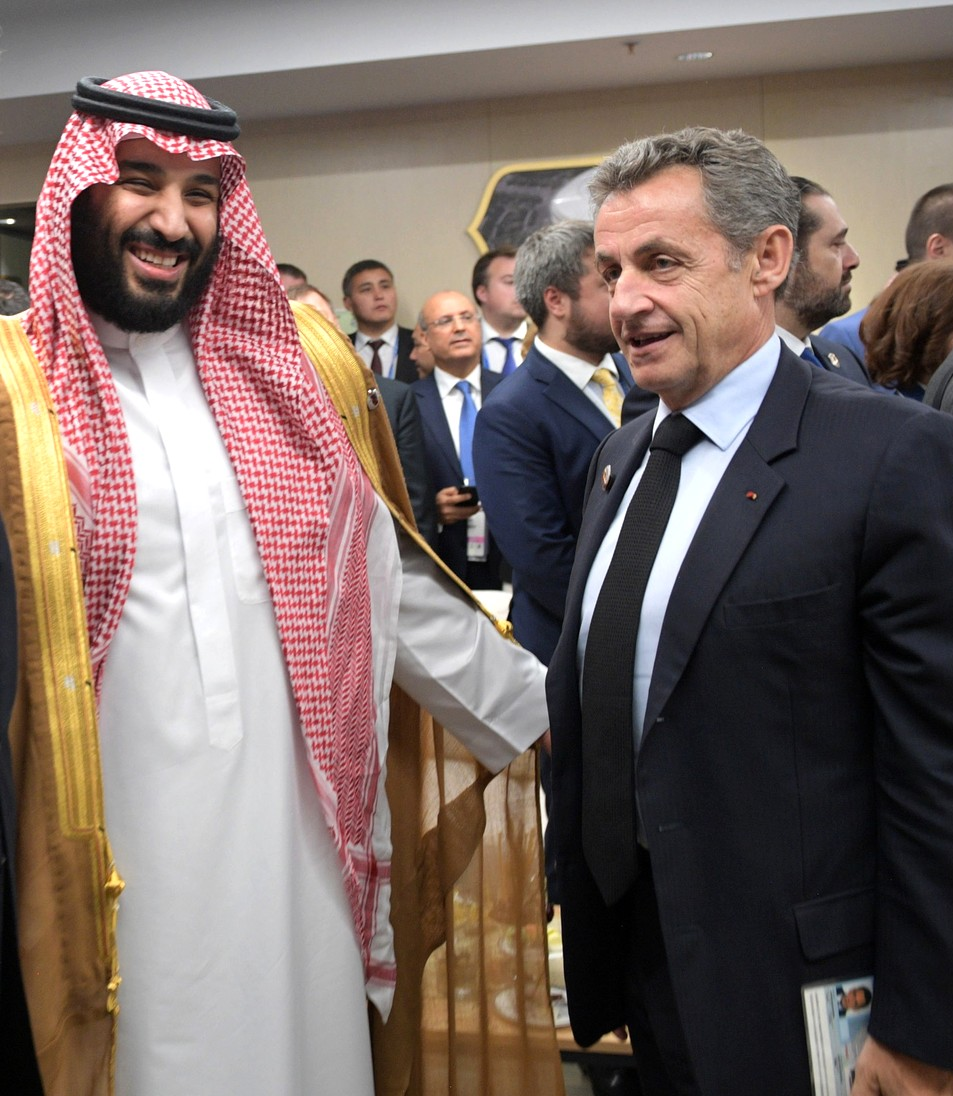
Nicolas Sarkozy avec le prince héritier d'Arabie saoudite Mohammed ben Salmane lors de la cérémonie d'ouverture de la Coupe du monde de football en Russie (2018).

#### Avocat d'affaires
Après sa défaite lors de l'élection présidentielle de 2012, Nicolas Sarkozy reprend ses activités au sein du cabinet d'avocat Claude & Sarkozy, dont il détient 34 % des parts. Selon Mediapart, son retour conduit à une hausse du chiffre d’affaires du cabinet de 23 % l’année suivante, pour atteindre 5,1 millions d’euros. Nicolas Sarkozy est personnellement « responsable » des missions confiées au cabinet à partir de 2014 et au moins jusqu'en 2016 par le groupe AccorHotels, ainsi que d’une consultation juridique confiée à partir de 2012 par Arnaud Lagardère en lien avec Qatar Investment Authority (QIA).
Il touche plus de 3 millions d’euros en 2018, officiellement en tant que conseiller d’un fonds d’investissement luxembourgeois. Pourtant, d'après Mediapart, l’argent proviendrait principalement des Émirats arabes unis.
Nicolas Sarkozy tente de concilier l'homme d'affaires Beny Steinmetz et le président guinéen, Alpha Condé, qui a privé ce dernier de la mine de Simandou, la plus grande réserve au monde de minerai de fer.

#### Fonds d'investissement Columbia et Stéphane Courbit
Peu après sa défaite lors de l'élection présidentielle de 2012, il s'associe à Stéphane Courbit pour créer le fonds d'investissement Columbia, un fonds d’investissement dans lequel QIA s'engage à investir 200 millions d’euros à son lancement, soit 40 % de la somme nécessaire pour le lancement. Le projet de fonds échoue quelques mois plus tard en raison de la mise en examen dans l’affaire Bettencourt de Stéphane Courbit, selon une déclaration de son avocat à l’AFP à l’époque.
Nicolas Sarkozy est un lobbyiste influent pour le site de paris sportifs Betclic, dirigé par son ami Stéphane Courbit, qu'il a activement aidé à s'implanter en Afrique (Côte d'Ivoire, Sénégal, RDC, Bénin…).

#### Conseils d'administration

##### Accor
Trois mois après sa défaite à la primaire de 2016, Nicolas Sarkozy rejoint le conseil d'administration du géant hôtelier AccorHotels,. Le journaliste Vincent Jauvert relève qu'il est officiellement choisi pour son indépendance et « son expertise internationale », mais que « le cabinet d'avocats d'affaires Claude et Sarkozy, dont il est l'un des trois associés, est employé par la société, ce qui laisse planer un doute sur sa qualité d'administrateur indépendant ». Dans son rapport annuel, le conseil d'administration estime que Nicolas Sarkozy est un administrateur « indépendant » selon les critères du code de bonne gouvernance Afep/Medef, au motif que les honoraires versés par Accor pèsent « moins de 1 % du chiffre d’affaires du cabinet Claude & Sarkozy » (soit 55 000 euros en 2017) et que « Monsieur Sarkozy ne fournit lui-même aucune prestation de conseil juridique au groupe ». AccorHotels précise que le cabinet bénéficiait d’une convention de « fourniture de services de conseils » assortie d’un « montant forfaitaire annuel d’honoraires », à laquelle le groupe « a mis fin […] lors de l’entrée de Nicolas Sarkozy au conseil d’administration en février 2017 ». Accor ajoute avoir continué à travailler « occasionnellement » avec Claude & Sarkozy par la suite, dans des « conditions normales », et l’avoir mentionné dans son rapport annuel. Selon Vincent Jauvert, Nicolas Sarkozy perçoit 86 000 euros de jetons de présence en 2017 et 79 000 euros en 2018, « pour une douzaine de séances de quatre heures ». Président du « comité de la stratégie internationale » d'AccorHotels, il facilite notamment les relations entre le groupe et la Côte d'Ivoire, dont le président Alassane Ouattara est un ami et où Accor veut établir une plate-forme de correspondance (hub).

##### Groupe Barrière
En avril 2019, il entre au conseil d'administration du groupe des casinos Barrière.

##### Groupe Lagardère
En mai 2020, il est coopté au sein du conseil d'administration du groupe Lagardère, spécialisé dans les médias, alors que son dirigeant, Arnaud Lagardère, proche de l’ancien chef de l’État, est contesté par Amber Capital, un temps premier actionnaire. Peu après, il est le principal instigateur de l'entrée de Vivendi dans le capital du groupe Lagardère.
En mars 2022, Le Monde publie une enquête révélant que Nicolas Sarkozy utilise son appartenance au conseil d'administration de Lagardère afin de faire pression sur des éditeurs du groupe dont il estime qu'ils nuisent à son image.

#### Politique internationale
S’impliquant dans les questions de relations internationales, il s'inquiète de la perte d’influence des pays occidentaux, auxquels il reproche par ailleurs de s’opposer systématiquement à Vladimir Poutine.

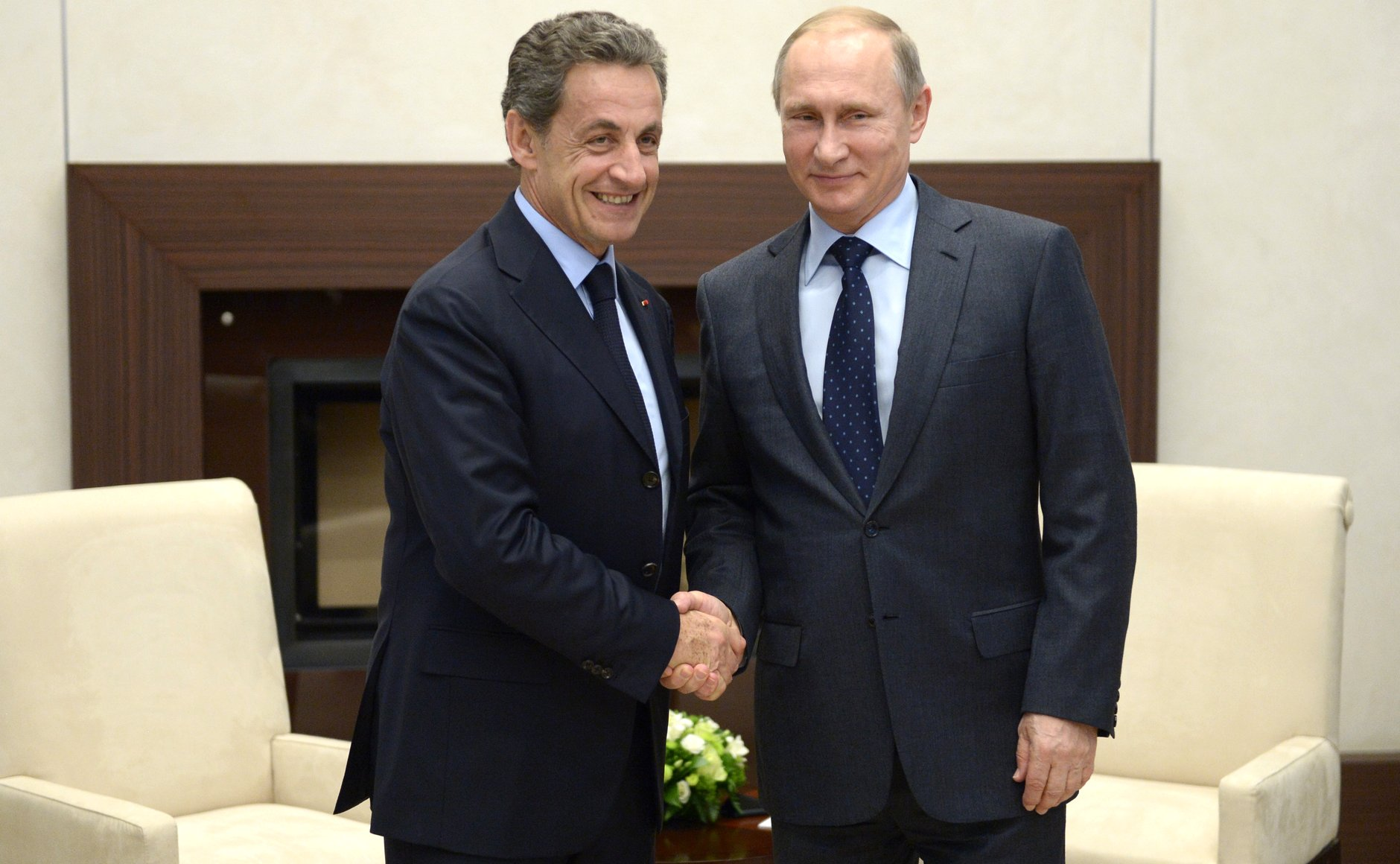
Nicolas Sarkozy rendant visiste au chef du Kremlin en octobre 2015.

En mai 2019, il réitère cette vision en s'alarmant de la « disparition de l'Occident », affirmant que « ce n'est pas être un décliniste que de dire que l'axe du monde est oriental »,. En 2019, il prend la défense de son « ami » le Premier ministre hongrois, Viktor Orbán, après que le parti de celui-ci, le Fidesz, a été suspendu du Parti populaire européen, plaidant pour le « rassemblement » et le « compromis » au sein de l'Union européenne.

### Influence persistante dans la vie politique malgré son retrait
En vue des élections législatives de 2017, il propose des candidats à Emmanuel Macron, pour qui il a appelé à voter entre les deux tours de l'élection présidentielle, contrairement à Laurent Wauquiez. Il rencontre ensuite régulièrement le nouveau chef de l’État, ainsi que certains de ses conseillers et ministres, en particulier ceux venus de LR,,. En décembre 2018, dans le cadre du mouvement des Gilets jaunes, Nicolas Sarkozy aurait convaincu le président de la République de reprendre deux mesures adoptées sous sa présidence : la défiscalisation des heures supplémentaires et la prime exceptionnelle aux salariés,,. En novembre 2019, l'exécutif annonce l’instauration de « quotas » pour l’immigration professionnelle en fonction de la branche d’activité, reprenant ainsi un marqueur de la ligne politique de Nicolas Sarkozy.
Le président de la République lui confie le soin de représenter la France lors de plusieurs cérémonies officielles à l'étranger : en décembre 2018, lors de la cérémonie d’investiture de la présidente de la Géorgie, Salomé Zourabichvili, ; en octobre 2019, pour l’intronisation de Naruhito, nouvel empereur du Japon ; en janvier 2020, pour la cérémonie d’hommage à Qabus ibn Saïd, défunt sultan d’Oman ; en septembre 2022, pour les funérailles nationales de l'ancien premier ministre du Japon, Shinzo Abe, mort assassiné en juillet 2022. En mars 2019, il est invité par Emmanuel Macron à la célébration du 75e anniversaire des combats du plateau des Glières, contrairement à François Hollande.

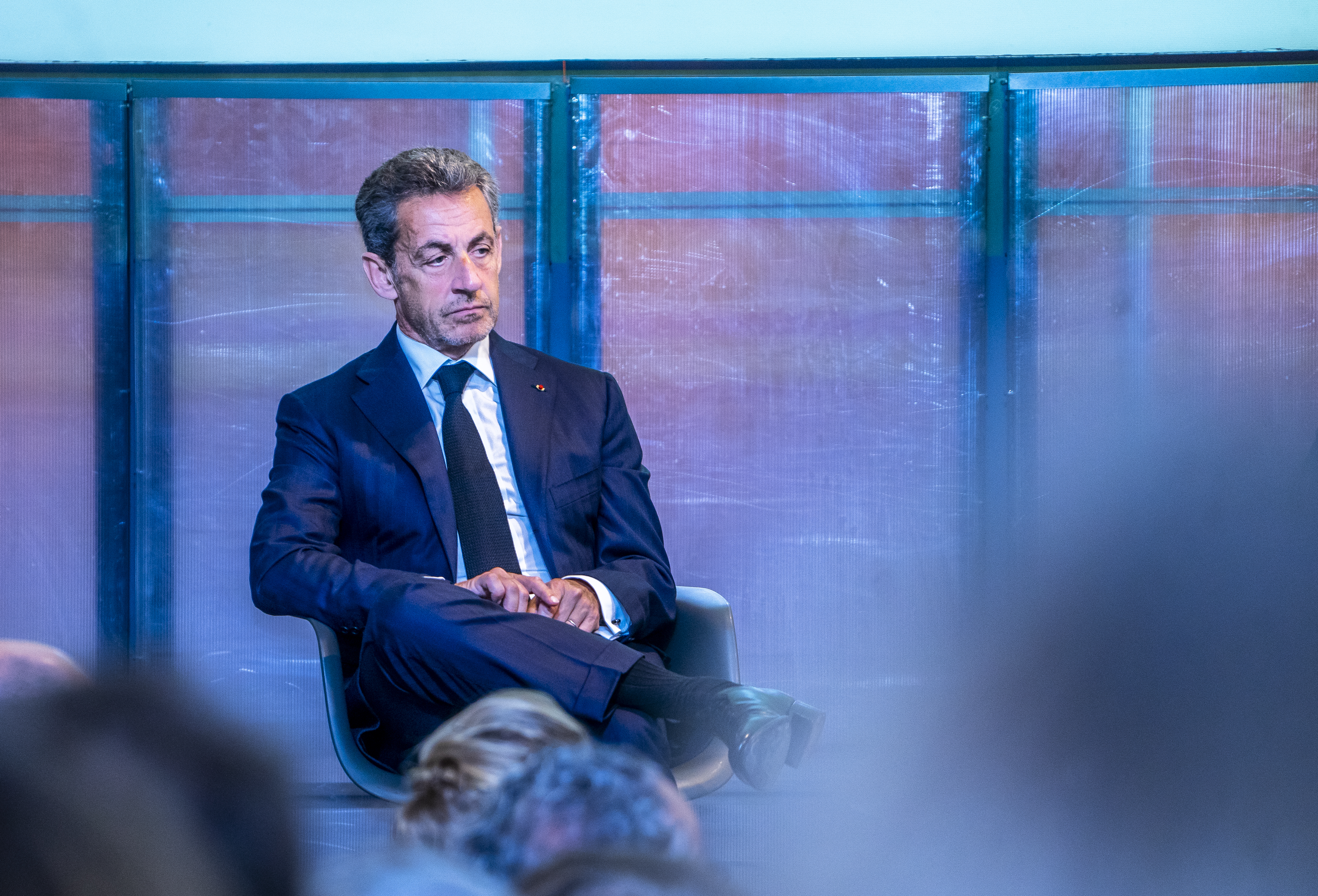
Nicolas Sarkozy à un congrès en 2019.

Cependant, Nicolas Sarkozy réaffirme plusieurs fois son soutien aux Républicains, appelant à voter pour le parti aux élections européennes de 2019. Il décline peu auparavant la proposition de Laurent Wauquiez de se présenter à la présidence de la Commission européenne. En vue du congrès des Républicains de 2019, il soutient la candidature de Christian Jacob, qui est élu. L'année suivante, il participe au meeting de fin de campagne de Rachida Dati, candidate LR aux élections municipales à Paris.
À la fin des années 2010, il reste très nettement la personnalité politique la plus populaire auprès des sympathisants de droite. En août 2019, en un mois, son ouvrage autobiographique Passions s'écoule à plus de 220 000 exemplaires, ce qui constitue un niveau exceptionnel pour un livre politique — deux fois plus que Les Leçons du pouvoir (2018) de François Hollande en quatre mois — et conduit par la suite à plusieurs réimpressions,,. Jusqu’en 2021, alors qu’aucun candidat naturel n’émerge à droite, la possibilité qu’il soit un recours pour l’élection présidentielle de 2022 est évoquée dans les médias et par ses partisans ; son image reste cependant clivante au sein de l’ensemble de l’électorat.

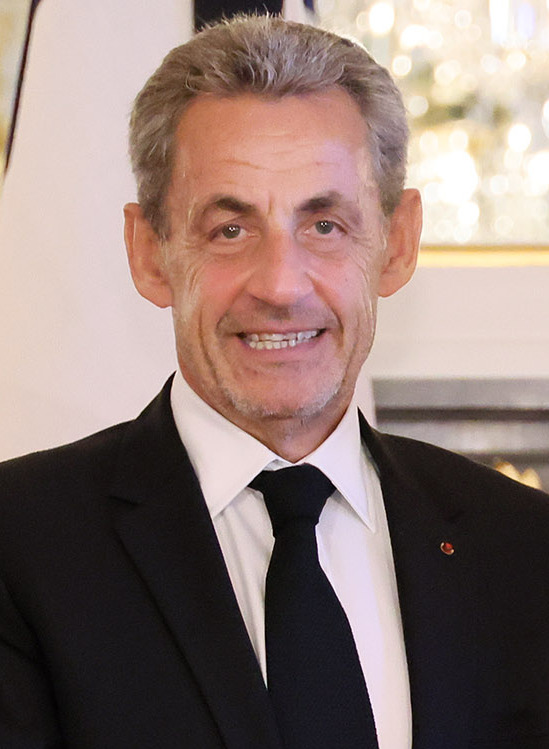
Nicolas Sarkozy en 2022.

Il manœuvre pendant la campagne électorale de 2022 pour la réélection d’Emmanuel Macron, qui a placé plusieurs de ses proches à des postes clés au sein de son gouvernement. Il lui recommande également la nomination de Christine Lagarde à Matignon après le scrutin. Son nom est sifflé par le public lors d'un meeting de Valérie Pécresse, la candidate du parti Les Républicains. Au second tour de l'élection présidentielle 2022, il appelle à voter pour Emmanuel Macron car « il a l'expérience nécessaire face à une grave crise internationale, plus complexe que jamais ».
Dans le deuxième tome de ses Mémoires, Le Temps des combats, publié à l'été 2023, Nicolas Sarkozy apporte son soutien au ministre de l'Intérieur en fonction, Gérald Darmanin (RE), en vue de l'élection présidentielle de 2027. En politique étrangère, afin de sortir de la guerre russo-ukrainienne, il se prononce pour une « neutralisation » de l'Ukraine, insiste sur le caractère russe de la Crimée et affirme souhaiter un rapprochement de la France avec la Russie, ce qui lui attire des critiques,,.

### Revenus
Les revenus de Nicolas Sarkozy pour la période 2013 et 2019 sont estimés à au moins 18 millions d'euros. L'ex-chef de l’État a notamment perçu 4,5 millions d'euros du Washington Speakers Bureau, filiale de la multinationale de la communication Omnicom, en échange de discours prononcés à diverses conférences, 3 millions d'euros en 2018 et 2019 d'une structure financée par les fonds personnels du président des Émirats arabes unis Mohammed ben Zayed, 680 000 euros de l’État français au titre de retraite de ses mandats électifs, ou encore 650 000 euros de droits versés par les diverses maisons d'édition qui publient ses livres.

## Affaires judiciaires

### Affaires classées

#### Affaire Woerth-Bettencourt

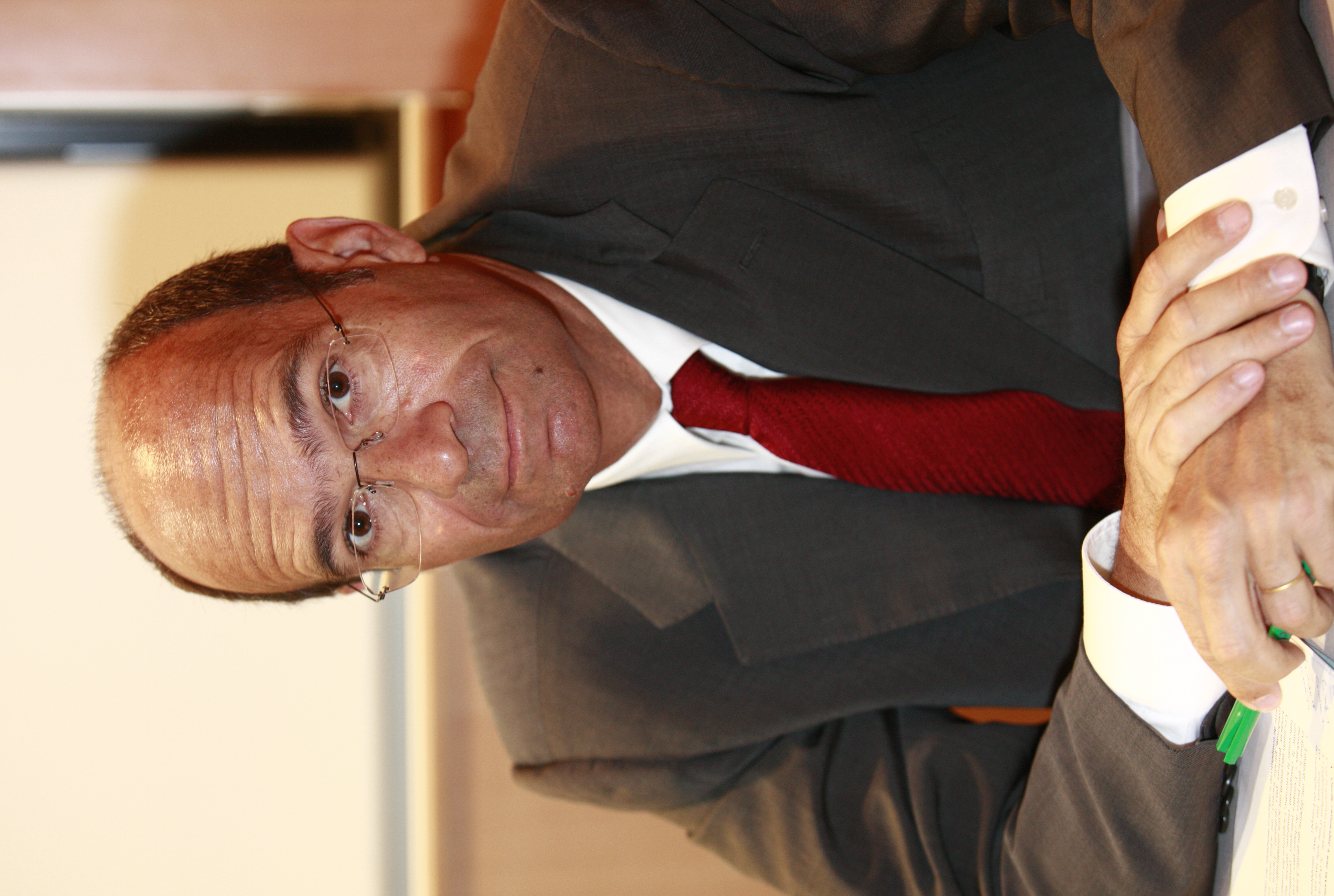
Éric Woerth, trésorier de la campagne présidentielle de Nicolas Sarkozy en 2007.

En 2010, Nicolas Sarkozy est accusé par plusieurs personnes proches du couple Bettencourt, du financement illégal de sa campagne présidentielle de 2007 par ce même couple,. Nicolas Sarkozy est placé sous le statut de témoin assisté le 22 novembre 2012,. Le 21 mars 2013, il est mis en examen pour abus de faiblesse sur Liliane Bettencourt. Une décision de non-lieu est finalement rendue en sa faveur le 7 octobre 2013. Le trésorier de la campagne, Éric Woerth mis en examen pour trafic d'influence passif et pour recel de financement illicite de parti politique, est relaxé en mai 2015. Le tribunal correctionnel conclut en ces termes : « Il existe une forte suspicion de remise d’argent des fonds Bettencourt, sans que la démonstration de la remise soit totalement acquise ».

#### Affaire des sondages de l'Élysée
Cette affaire concerne la commande d'études d'opinion par la présidence de la République à partir de 2008. Elle commence en 2009 avec la publication d'un rapport de la Cour des comptes pointant des irrégularités dans les marchés conclus entre l'Élysée et neuf instituts de sondage. Nicolas Sarkozy n'est pas inquiété du fait de l’irresponsabilité pénale dont jouit le président de la République, mais six personnes, dont Claude Guéant et Patrick Buisson, sont renvoyés en correctionnelle en 2019, notamment pour favoritisme et détournements de fonds publics après une enquête de la Brigade de répression de la corruption et de la fraude fiscale. Le procès se tient fin 2021. Le verdict est rendu le 21 janvier 2022 : Claude Guéant est condamné à un an d'emprisonnement dont quatre mois avec sursis avec un mandat de dépôt différé ; Patrick Buisson à deux ans avec sursis ainsi que 150 000 euros d'amende ; Pierre Giacometti à six mois avec sursis et 70 000 euros d'amende ; et Emmanuelle Mignon à six mois avec sursis. Claude Guéant fait appel de sa condamnation.

### Procédures judiciaires en cours

#### Affaire Sarkozy-Kadhafi

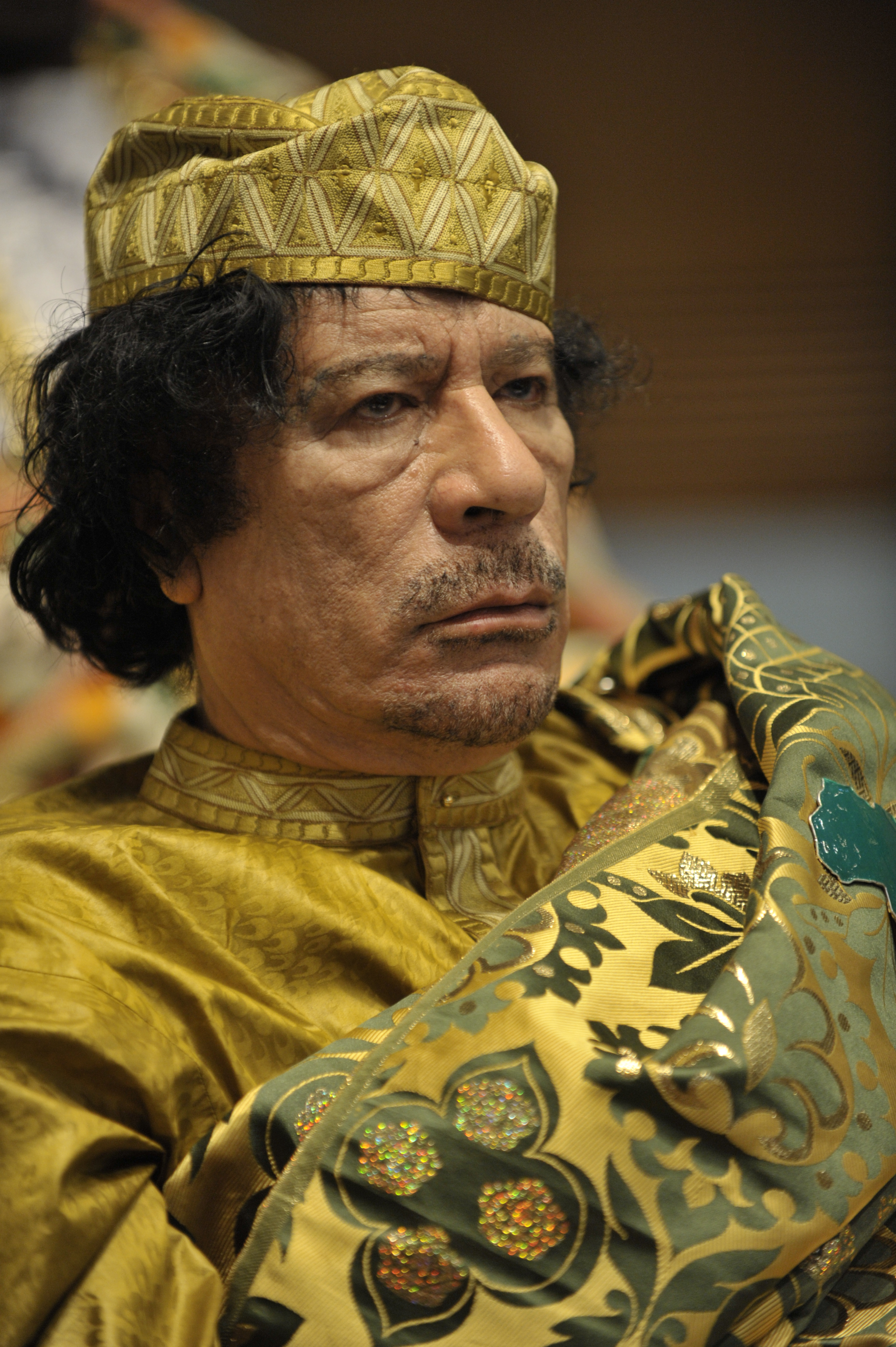
Le régime libyen de Mouammar Kadhafi, soupçonné d'avoir financé illégalement la campagne présidentielle de 2007 du candidat Sarkozy.

L'affaire Sarkozy-Kadhafi est une affaire politico-financière internationale déclenchée par la publication, par le journal en ligne Mediapart, le 12 mars et le 28 avril 2012, de deux documents laissant supposer l’existence d’un versement de 50 millions d'euros à des fins de financement de la campagne présidentielle de Nicolas Sarkozy en 2007 de la part du régime libyen de Mouammar Kadhafi. Le montant officiel de la campagne présidentielle de Nicolas Sarkozy en 2007 était de 20 millions d’euros.
Nicolas Sarkozy dépose alors plainte contre le journal en ligne le 30 avril 2012, pour « faux » et « usage de faux ». La procédure se solde par un non-lieu le 30 mai 2016, l'accusation n'ayant pu démontrer qu’il s’agissait d’« un support fabriqué par montage » ou « altéré par des falsifications »,.
En 2018, Nicolas Sarkozy est mis en examen par l'Office anticorruption (OCLCIFF) pour « corruption passive, financement illicite de campagne électorale et recel de détournement de fonds publics libyens », ainsi que le directeur de sa campagne présidentielle, Claude Guéant pour les mêmes motifs, et le trésorier de la campagne Éric Woerth pour «complicité de financement illégal de campagne électorale».
En 2020, Nicolas Sarkozy, Claude Guéant, Brice Hortefeux et Thierry Gaubert sont mis en examen pour « association de malfaiteurs » en vue de la préparation de ces délits, par le Parquet national financier (PNF).
Le 25 août 2023, deux magistrates financières signent le renvoi devant la 32e chambre du tribunal correctionnel de Paris de Nicolas Sarkozy et de douze personnes concernées par l'affaire.
Le 6 octobre 2023, Nicolas Sarkozy est mis en examen pour « recel de subornation de témoin » et « participation à une association de malfaiteurs en vue de commettre l’infraction d’escroquerie au jugement en bande organisée » et a également été placé sous le statut de témoin assisté pour « participation à une association de malfaiteurs en vue de commettre l’infraction de corruption active de personnel judiciaire étranger » au Liban dans le cadre de l’enquête sur la rétractation du témoin Ziad Takieddine.
Le procès s'est ouvert le 6 janvier 2025 et devrait durer jusqu'au 10 avril 2025,. Le 27 mars 2025, le Parquet national financier requiert sept ans de prison et 300 000 euros d’amende à l'encontre de l'ancien président français ainsi que cinq ans d’inéligibilité,. Le parquet demande également des peines de six ans de prison et 100 000 euros d’amende contre Claude Guéant et trois ans de prison et de 150 000 euros d’amende contre Brice Hortefeux,. Le délibéré est prévu pour le 25 septembre 2025.

#### Affaire Bygmalion
En 2014, une information judiciaire est ouverte contre X pour « faux et usage de faux », « abus de confiance », « tentative d'escroquerie » et « complicité et recel de ces délits ». Pour masquer des dépassements des frais de la campagne électorale de Nicolas Sarkozy lors de l'élection présidentielle de 2012, la société Bygmalion aurait fait des fausses factures de ses prestations auprès de l'UMP.
Dans cette affaire, Nicolas Sarkozy est mis en examen le 16 février 2016 pour « financement illégal de campagne électorale », et se voit placé sous le statut de témoin assisté pour les autres chefs d’accusation,. En février 2017 à l'issue de l'instruction, s’il n’est pas mis en cause dans le système des fausses factures, pour lequel plusieurs autres personnes seront jugées, Nicolas Sarkozy est en revanche renvoyé en correctionnelle par le juge d'instruction Serge Tournaire,. Il est jugé pour « financement illégal de campagne électorale » à partir du 20 mai 2021.
Le 17 juin 2021, le parquet requiert une peine d’un an de prison dont six mois avec sursis et 3 750 euros d’amende à l’encontre de Nicolas Sarkozy, jugé depuis le 20 mai pour la vaste affaire de fausses factures Bygmalion. Le 30 septembre 2021, Nicolas Sarkozy est condamné à un an de prison ferme pour financement illégal de sa campagne électorale.
Il fait appel et est jugé à partir du 8 novembre 2023, date d'ouverture du procès en appel. Le 24 novembre, lors de son interrogatoire, il « conteste vigoureusement toute responsabilité pénale ». Le 30 novembre, devant la cour d’appel de Paris, les avocats généraux Bruno Revel et Serge Roques requièrent contre Nicolas Sarkozy, condamné à un an ferme en première instance, un an d'emprisonnement avec sursis. Le 1er décembre, son avocat demande la relaxe, affirmant le fait que Nicolas Sarkozy n'avait pas eu connaissance des dépassements budgétaires. Le 14 février 2024, il est finalement condamné à un an de prison, dont six mois fermes, contre un an ferme en première instance. La peine est aménageable en détention à domicile sous surveillance électronique. L'ancien président décide de se pourvoir en cassation.

#### Reso-Garantia
En 2020, une enquête préliminaire visant Nicolas Sarkozy a été ouverte par le Parquet national financier sur des soupçons de « trafic d’influence » et de « blanchiment de crime ou de délit » pour sa rémunération par la société d'assurances russe Reso-Garantia, détenue par deux milliardaires et oligarques russo-arméniens, les frères Sergey et Nikolaï Sarkisov, tous deux proches de Vladimir Poutine. Selon Mediapart, Nicolas Sarkozy a reçu début 2020 un paiement de 500 000 euros dans le cadre d’un contrat de conseil s’élevant à trois millions d’euros,,.

### Affaire Bismuth: condamnation pour corruption
L'affaire Sarkozy-Azibert, dite aussi affaire des écoutes, ou affaire Paul Bismuth, débute en mars 2014, à la suite d'écoutes judiciaires effectuées dans le cadre de l'affaire Sarkozy-Kadhafi, qui révèlent la tenue de conversations entre Nicolas Sarkozy et son avocat Thierry Herzog sur des téléphones mobiles enregistrés sous de faux noms ; ce dernier a ouvert une ligne pour Nicolas Sarkozy au nom de Paul Bismuth, dans l'espoir de déjouer la surveillance policière,. Dans le cadre de cette affaire, Nicolas Sarkozy et Thierry Herzog sont suspectés d'avoir corrompu un magistrat, Gilbert Azibert, avocat général près la Cour de cassation, pour qu'il les renseigne des avancées de la procédure judiciaire concernant l'affaire Woerth-Bettencourt — et d'avoir été informés par lui qu'ils étaient placés sur écoute par la justice — en échange d'un appui pour l'obtention d'un poste à Monaco,,,,.
Le 2 juillet 2014, Nicolas Sarkozy est mis en examen pour « corruption active », « trafic d'influence » et « recel de violation du secret professionnel ». Nicolas Sarkozy intente plusieurs recours pour échapper au procès. L'un d'eux tente de faire valoir que l’utilisation d’écoutes portant sur des conversations entre un avocat et son client constituerait une violation du secret professionnel, un point de vue faisant l'objet de débats entre avocats et magistrats,. La Cour de cassation rejette en 2019 les recours de Nicolas Sarkozy.
Le procès s'ouvre le 23 novembre 2020. C'est la première fois sous la Ve République qu'un ancien président est jugé pour corruption. Le Parquet national financier requiert quatre ans de prison, dont deux avec sursis, contre Nicolas Sarkozy, Thierry Herzog et Gilbert Azibert. Le 1er mars 2021, le tribunal correctionnel de Paris reconnaît les accusés coupables, Nicolas Sarkozy étant condamné à trois ans d’emprisonnement, dont un ferme, pour corruption et trafic d’influence. Le jugement prévoit que la peine soit aménagée et effectuée à domicile sous surveillance électronique. Il est le premier ancien président de la République française condamné à de la prison ferme. Nicolas Sarkozy et le parquet national financier font appel, ce qui suspend l’application de la peine dans l’attente du jugement d’appel,,. En appel, le 17 mai 2023, Nicolas Sarkozy est condamné à trois ans de prison dont un ferme avec détention à domicile sous bracelet électronique et trois ans de privation des droits civiques, ; la peine est suspendue par un pourvoi en cassation.
Le 18 décembre 2024, la Cour de cassation confirme la condamnation de la cour d'appel et déboute donc l'ancien président de son dernier recours devant les juridictions françaises dans l'instance. Il dénonce un « harcèlement juridique », une « injustice profonde », clame son innocence et indique que ses droits durant la procédure ont été bafoués. Il affirme vouloir saisir la Cour européenne des droits de l'homme, ce qui n'aurait pas pour effet de suspendre l'application de sa peine.
Le 7 février 2025, on lui pose son bracelet électronique qui lui est néanmoins retiré le 15 mai suivant étant dorénavant âgé de 70 ans, étant admis au régime de libération conditionnelle,,,,,. Lors de la pose, il décide de faire un vœu de silence médiatique en interrompant ses activités publiques.
Le 15 juin 2025, il est déchu de la Légion d'honneur et de l'ordre national du Mérite (avec Gilbert Azibert et Thierry Herzog), et devient le second chef d'État français après le Maréchal Pétain à perdre ce titre honorifique de la Légion d'honneur .

## Détail des fonctions et mandats

### Au niveau local
- 1977-2007 : conseiller municipal de Neuilly-sur-Seine ;
- 1986-1988 : vice-président du conseil général des Hauts-de-Seine, chargé de l'Enseignement de la culture ;
- 1985-1988 : conseiller général des Hauts-de-Seine pour le canton de Neuilly-sur-Seine-Nord ;
- 29 avril 1983 - 7 mai 2002 : maire de Neuilly-sur-Seine (puis adjoint « hors rang ») ;
- 1983-1988 : conseiller régional d'Île-de-France ;
- 2004-2007 : conseiller général des Hauts-de-Seine pour le canton de Neuilly-sur-Seine-Nord ;
- 1er avril 2004 - 14 mai 2007 : président du conseil général des Hauts-de-Seine (démission après son élection à la présidence de la République).

### À l'Assemblée nationale
- Député pour la sixième circonscription des Hauts-de-Seine :
  - 23 juin 1988 - 1er avril 1993 (élu avec 67,35 % des voix au premier tour) ;
  - 2 avril 1993 - 1er mai 1993 (réélu avec 64,90 % des voix au premier tour ; remplacé par son suppléant, Charles Ceccaldi-Raynaud, après sa nomination au gouvernement) ;
  - 24 septembre 1995 - 21 avril 1997 (réélu avec 75,96 % des voix au second tour, après la démission de son suppléant) ;
  - 12 juin 1997 - 7 juin 2002 (réélu avec 56,23 % des voix au premier tour ; remplacé par sa suppléante, Joëlle Ceccaldi-Raynaud, après sa nomination au gouvernement) ;
  - 19 juin 2002 - 18 juillet 2002 (réélu avec 68,78 % des voix au premier tour ; remplacé par sa suppléante après sa nomination au gouvernement) ;
  - 14 mars 2005 - 2 juillet 2005 (réélu avec 70,74 % des voix au premier tour, après la démission de sa suppléante ; remplacé par sa suppléante après sa nomination au gouvernement).

### Au Parlement européen
- Député français au Parlement européen :
  - 20 juillet 1999 - 14 septembre 1999 (élu sur le quota réservé à la liste « Union pour l'Europe, l'opposition unie avec le RPR et Démocratie libérale », dont il était à la tête ; en raison de la loi sur le cumul des mandats, mais aussi parce que son rôle était avant tout d'être une « locomotive électorale » — en association initiale avec Philippe Séguin — sans l'objectif de siéger[473], il choisit de démissionner de son mandat de député européen, Brice Hortefeux lui succédant).

### Au gouvernement
- Ministre :
  - 30 mars 1993 - 19 janvier 1995 : ministre du Budget et porte-parole du gouvernement Balladur ;
  - 19 juillet 1994 - 19 janvier 1995 : chargé à titre provisoire des fonctions de ministre de la Communication du gouvernement Balladur ;
  - 19 janvier 1995 - 11 mai 1995 : ministre du Budget et chargé des fonctions de ministre de la Communication du gouvernement Balladur ;
  - 7 mai 2002 - 30 mars 2004 : ministre de l'Intérieur, de la Sécurité intérieure et des Libertés locales dans les premier et deuxième gouvernements Raffarin.
- Ministre d'État :
  - 31 mars - 29 novembre 2004 : ministre d'État, ministre de l'Économie, des Finances et de l'Industrie dans le troisième gouvernement Raffarin ;
  - 2 juin 2005 - 26 mars 2007, ministre d'État, ministre de l'Intérieur et de l'Aménagement du territoire dans le gouvernement Villepin.

### Présidence de la République
- 16 mai 2007 - 15 mai 2012 : président de la République française et coprince d'Andorre.

### Au sein de partis politiques
- 1977 : membre du comité central du Rassemblement pour la République (RPR) ;
- 1978-1979 : délégué national des jeunes du RPR ;
- 1981 : président du comité national des jeunes en soutien à Jacques Chirac pour l'élection présidentielle ;
- 1988 : secrétaire national du RPR, chargé de la Jeunesse et de la Formation ;
- 1989 : secrétaire national du RPR, chargé de l'Animation, de la Jeunesse et de la Formation et codirecteur de la liste d'union pour les élections européennes ;
- 1992-1993 : secrétaire général adjoint du RPR, chargé des fédérations ;
- 1995 : porte-parole d'Édouard Balladur pour l'élection présidentielle ;
- 10 juillet 1997 - 6 février 1998 : coordinateur et porte-parole de la direction provisoire du RPR ;
- 6 février 1998 - 4 octobre 1999 : secrétaire général du RPR ;
- 16 avril 1999 - 4 décembre 1999 : président par intérim du RPR ; tête de la liste RPR-DL aux élections européennes ;
- 3 mai 2000 : élu président du comité départemental du RPR des Hauts-de-Seine ;
- 28 novembre 2004 - 14 mai 2007 : président de l'Union pour un mouvement populaire (UMP) ;
- 2 décembre 2014 - 30 mai 2015 : président de l'UMP ;
- 30 mai 2015 - 23 août 2016 : président des Républicains (LR).

### Au Conseil constitutionnel
- Depuis le 15 mai 2012 : membre de droit du Conseil constitutionnel.

## Synthèse des résultats électoraux

### Élections présidentielles
| Année | Parti     | Parti | 1er tour   | 1er tour | 1er tour   | 2d tour    | 2d tour | 2d tour | Issue |
| Année | Parti     | Parti | Voix       | %        | Rang       | Voix       | %       | Rang    | Issue |
| ----- | --------- | ----- | ---------- | -------- | ---------- | ---------- | ------- | ------- | ----- |
| 2007  |           | UMP   | 11 448 663 | 31,18    | 1er        | 18 983 138 | 53,06   | 1er     | Élu   |
| 2012  | 9 753 629 | UMP   | 27,18      | 2e       | 16 860 685 | 48,36      | 2e      | Battu   |       |

### Élections législatives
| Année | Parti     | Parti  | Circonscription       | 1er tour | 1er tour | 1er tour | 2d tour | 2d tour | 2d tour | Issue |
| Année | Parti     | Parti  | Circonscription       | Voix     | %        | Rang     | Voix    | %       | Rang    | Issue |
| ----- | --------- | ------ | --------------------- | -------- | -------- | -------- | ------- | ------- | ------- | ----- |
| 1988  |           | RPR    | 6e des Hauts-de-Seine | 26 522   | 67,40    | 1er      |         |         |         | Élu   |
| 1993  | 26 594    | RPR    | 6e des Hauts-de-Seine | 64,90    | 1er      | Élu      |         |         |         |       |
| 1995  | RPR (UDF) | 13 057 | 6e des Hauts-de-Seine | 60,44    | 1er      | 15 109   | 75,96   | 1er     | Élu     |       |
| 1997  | RPR       | 21 077 | 6e des Hauts-de-Seine | 56,23    | 1er      |          |         |         | Élu     |       |
| 2002  |           | UMP    | 6e des Hauts-de-Seine | 27 803   | 68,78    | 1er      | Élu     |         |         |       |

### Élections européennes
Les résultats ci-dessous concernent uniquement les élections où il est tête de liste.
| Année | Parti | Parti    | Circonscription | Voix      | %     | Rang | Sièges obtenus |
| ----- | ----- | -------- | --------------- | --------- | ----- | ---- | -------------- |
| 1999  |       | RPR (DL) | France          | 2 263 201 | 12,82 | 3e   | 12 / 87        |

## Décorations et distinctions

### Titresex officioen tant que président de la République
- Chanoine d'honneur de la basilique Saint-Jean-de-Latran (2007)[482].

### Décorations françaises
- Médaille du RAID, pour son rôle lors de la prise d'otages de la maternelle de Neuilly[483].

### Déchéance des ordres nationaux
Nicolas Sarkozy est nommé chevalier de la Légion d'honneur le 31 décembre 2004 au titre de « ancien ministre d'État, ancien député des Hauts-de-Seine, ancien maire de Neuilly-sur-Seine ; 24 ans d'activités professionnelles, de fonctions électives et de services militaires. ».
À l'issue de son élection à la présidence de la République le 16 mai 2007, il est élevé ex officio à la dignité de grand-croix de l'ordre de la Légion d'honneur et de l'ordre national du Mérite en tant que grand maître de l'ordre.
Sa condamnation pour corruption dans l'affaire des écoutes, en décembre 2024, entraîne une possibilité d'exclusion de ces deux ordres. Le président Emmanuel Macron exclut alors de dégrader son prédécesseur. Depuis janvier 2025, le président n'ayant plus à se prononcer lorsque l’exclusion est « de droit »,, cette dernière est constatée par le grand chancelier, le général François Lecointre, par arrêté du 5 juin 2025, avec effet rétroactif au 17 mai 2023,, date de sa condamnation en appel. Cette exclusion « de droit » fut aussi appliquée, par exemple, au lieutenant-colonel Dreyfus[réf. nécessaire].
Il a été dit que Nicolas Sarkozy était le second chef d’État français après Philippe Pétain à avoir subit une telle dégradation, cependant Philippe Pétain ne fut pas chef de l’État français au regard de l’ordonnance du 9 août 1944, celle-ci confirmant que l’ensemble des actes administratifs pris en métropole entre le 16 juin 1940 et la libération de celle-ci, furent illégaux et donc nuls de tout effet. Par conséquent, Nicolas Sarkozy est à ce jour l’unique chef d’État français à avoir été dégradé de la Légion d’honneur et de l’ordre du Mérite. 

### Décorations étrangères

Armoiries en tant que chevalier de la Toison d'or espagnole.

- Collier de classe exceptionnelle de l'ordre du roi Abdelaziz (Arabie saoudite), le 13 janvier 2008[491].
- Chevalier de l'ordre de la Gloire (Arménie), le 8 octobre 2011[492].
- Commandeur de l'ordre de Léopold (Belgique), en 2004[493].
- Grand collier de l'ordre national de la Croix du Sud (Brésil), le 5 septembre 2009[494].
- Grand-croix de l'ordre de Stara Planina (Bulgarie), le 18 septembre 2007[495].
- Grand-croix de l'ordre national (Côte d'Ivoire), le 26 janvier 2012[496],[497].
- Collier de l'ordre de Zayed (Émirats arabes unis), le 14 janvier 2008[491].
- Chevalier de l'ordre de la Toison d'or (Espagne), en novembre 2011[498].
- Collier de l'ordre de Charles III (Espagne), en 2009[499].
- Ordre de la Victoire de Saint-Georges (Géorgie), le 7 octobre 2011[500].
- Grand-croix de l'ordre du Sauveur (Grèce), le 7 juin 2008[491].
- Ordre de l'Aigle d'Or (Kazakhstan), le 6 octobre 2009[501].
- Collier de l'ordre de Moubarak le Grand (Koweït), le 5 janvier 2009[491].
- Grand-croix de l'ordre du Mérite libanais (Liban), le 16 mars 2009[491]
- Collier de l'ordre de la Souveraineté (Maroc) le 22 octobre 2007[491].
- Grand-croix de l'ordre de Saint-Charles (Monaco), le 25 avril 2008[502].
- Grand collier de l'ordre de l'Indépendance (Qatar), le 14 janvier 2008[491].
- Chevalier grand-croix de l'ordre du Bain (Royaume-Uni), le 26 mars 2008[503].
- Grand-croix de l'ordre du 7-Novembre (Tunisie), le 22 avril 2008[491].
- 1re classe de l'ordre du Prince Iaroslav le Sage (Ukraine), le 6 octobre 2010[504].

### Prix et distinctions
- Prix de l'« homme d’État de l’année » en 2008 : « honore les dirigeants qui soutiennent la paix et la liberté, par la promotion de la tolérance, la dignité humaine et les droits de l’homme ». Prix remis par la fondation Appeal of Conscience.
- En décembre 2008, le Time Magazine le classe au troisième rang des personnalités de l'année, derrière Barack Obama et Henry Paulson[505]. Il est également classé au troisième rang des personnalités les plus puissantes du monde pour l'année 2009 par le magazine Newsweek, après Barack Obama et Hu Jintao[506].
- Médaille de la présidence de l'Assemblée nationale, décernée, en 2008, par l'Assemblée nationale du Québec[507]

### Prix satiriques
- Prix Iznogoud 1999.
- Prix Orwell 2005 pour l'« ensemble de son œuvre », décerné par Privacy International[508].
- « Grand vainqueur » du prix du menteur en politique 2014[509].

### Toponymie
- Rue Nicolas Sarkozy à Kamza (Albanie)[510].

## Dans les arts et la culture populaire
Nicolas Sarkozy est une cible privilégiée des caricaturistes, et ce avant même son élection à la présidence de la République. Ainsi, sa taille et son apparente nervosité, puis son supposé manque de culture et son côté « bling-bling », (autant d'accrocs supposés à la « dignité présidentielle ») sont des thèmes fréquents de caricature anti-sarkoziste.

### Cinéma
- En 2007, les réalisateurs Karl Zéro et Michel Royer sortent un documentaire Ségo et Sarko sont dans un bateau, quelques semaines avant l'élection présidentielle. D'abord disponible en VOD, le film est ensuite distribué en salles. Karl Zéro récidive en 2008 avec Starko !, cette fois coréalisé avec Daisy d'Errata, où un imitateur, Michel Guidoni, double les images de Nicolas Sarkozy pour une narration à la première personne ; le film n'est toutefois pas distribué en salles.
- Nicolas Sarkozy est incarné par l'acteur iranien Kourosh Amini dans le film japonais Guilala's counter attack sorti en 2008.
- L'acteur Mathieu Amalric s'est notamment inspiré de Nicolas Sarkozy pour interpréter le rôle du méchant de Quantum of Solace, film de James Bond sorti en 2008[514].
- Nicolas Sarkozy apparaît furtivement à la fin du film Envoyés très spéciaux, réalisé par Frédéric Auburtin en 2009, où il accueille les deux « otages ». La doublure de Nicolas Sarkozy est jouée par Christophe Baillargeau tandis que l'imitateur Didier Gustin lui prête sa voix.
- Dans le film La Conquête, de Xavier Durringer sorti le 18 mai 2011, sur le parcours de Nicolas Sarkozy de 2002 à l'élection présidentielle de 2007, il est joué par Denis Podalydès[515].
- Dans le film Présidents (2021) d'Anne Fontaine, le personnage interprété par Jean Dujardin est directement inspiré de Nicolas Sarkozy.
- Dans Bernadette (2023), de Léa Domenach, Nicolas Sarkozy est interprété par Laurent Stocker.

### Télévision
- Dans Le Bébête show, Nicolas Sarkozy était représenté par un caniche (celui de Édouard Balladur, lui-même représenté en pélican) nommé « Sarcosette ».
- Dans Les Guignols de l'info, il possède sa marionnette à partir de sa nomination dans le gouvernement Édouard Balladur en mars 1993. Sa voix est imitée par Yves Lecoq.
- Nicolas Sarkozy a été incarné pour la première fois par un acteur dans le téléfilm docufiction H.B. Human Bomb - Maternelle en otage, réalisé par Patrick Poubel et diffusé pour la première fois le 25 septembre 2007 sur France 2. Dans ce téléfilm sur la prise d'otages de la maternelle de Neuilly en 1993, son personnage est interprété par Frédéric Quiring.
- Nicolas Sarkozy apparaît également dans deux séries télévisées d'animation américaines :
  - Dans l'épisode Canada en grève de South Park (épisode 4, saison 12, diffusé aux États-Unis le 2 avril 2008 et en France le 9 septembre 2008) aux côtés de Gordon Brown, Angela Merkel, Lee Myung-bak, Vladimir Poutine, Yasuo Fukuda ainsi que d'autres dirigeants. Dans la version originale, Hank Azaria double le personnage de Sarkozy.
  - Dans l'épisode Le diable s'habille en nada des Simpson (The Devil Wears Nada, épisode 5, saison 21, diffusé le 15 novembre 2009 aux États-Unis et le 26 septembre 2010 en France), Nicolas Sarkozy est présent avec sa femme Carla Bruni-Sarkozy.
- Nicolas Sarkozy est aussi évoqué (mais non présent à l'écran) dans plusieurs épisodes de la série américaine Gossip Girl. Il y est présenté comme un ancien petit ami de Lily van der Woodsen[516].
- Le téléfilm La Dernière Campagne (2013), réalisé par Bernard Stora, raconte la campagne de l'élection présidentielle de 2012. Le rôle de Nicolas Sarkozy y interprété par Thierry Frémont.
- Dans la série Lie to Me, son visage, affichant la micro-expression de surprise, apparait parmi d’autres dans les locaux du Dr Lightman[517].

### Bandes dessinées et caricatures
Outre les nombreuses caricatures et dessins humoristiques parus dans la presse, certains ouvrages de bande dessinée ou recueils de caricatures ont pris Nicolas Sarkozy comme personnage principal ou majeur.
- Dol est une bande dessinée de Philippe Squarzoni publiée en 2006 par Les requins Marteaux. C'est une critique de la politique française des années 2000.
- En 2006, le journaliste Jean-Luc Porquet et le caricaturiste Cabu sortent aux éditions La Découverte Le Petit Démagogue, ouvrage satirique sous-titré « Nicolas Sarkozy et les neuf règles de base de la démagogie efficace ».
- La Face karchée de Sarkozy est une BD-enquête parue le 2 novembre 2006 chez Vents d'Ouest et Fayard Éditions. L'enquête du journaliste Philippe Cohen sur l'ascension de Sarkozy est scénarisée par Richard Malka et dessinée par Riss. L'ouvrage a donné lieu à une suite publiée en 2007, La Face karchée de Sarkozy, la suite : Sarko 1er, puis le même trio a publié en 2008 Carla et Carlito ou La vie de château.
- Plusieurs parodies de la série de jeunesse Le Petit Nicolas (de René Goscinny et Jean-Jacques Sempé) ont été éditées sous les pseudonymes de Gospé (l'illustrateur Mario Alberti) et Sempinny (un journaliste resté anonyme). Le premier album, Le Petit Nicolas, Ségolène et les copains, est sorti en mars 2007, peu de temps avant l'élection présidentielle. Un deuxième album, Le Petit Nicolas à l'Élysée, est sorti en octobre 2007, puis Nicolas a de petits soucis en novembre 2008 et Le petit monde de Nicolas en octobre 2009.
- Nico Shark, BD-blog de Frantico commencé le 6 mai 2007 au lendemain de l'élection présidentielle, a ensuite donné lieu à une publication en album chez Delcourt, toujours en 2007. Il s'agit d'une vision parodique et satirique de la façon dont Sarkozy gouverne la France ; dans l'album, le personnage de Nico Shark est élu directeur du personnel par les employés d'une grande entreprise.
- En 2007, Le P’tit Sarko et la p’tite Ségo qui fait rien qu’à l’embêter, dessiné par Alteau et scénarisé par Jim et Gaston, fait suite au P’tit Chirac (2006), aux éditions Jungle. Les mêmes auteurs éditent en 2009 une suite, Le P’tit Sarko, moi, moi, moi (et moi).
- À l'occasion de la Saint-Nicolas en 2007, huit dessinateurs de Charlie Hebdo ont sorti un ouvrage intitulé Bonne fête Nicolas, dressant un portrait des premiers mois de sa présidence sous forme de caricatures.
- Plantu a axé plusieurs de ses recueils de caricatures sur la personne de Nicolas Sarkozy, dont Un boulevard pour Sarko en 2008, Le Best of Sarko en 2009 et Tête de gondole en 2010. L'ouvrage La présidentielle 2007 vue par Plantu publié en 2007 en fait aussi un personnage évidemment majeur. Avec Cabu et Wiaz, Plantu a également publié en 2008 L'agenda (le vrai) du Président : avril 2007 - mars 2008. D'autre part, depuis le 14 janvier 2005, Plantu caricature régulièrement Nicolas Sarkozy en Iznogoud (même tunique et burnous) dans le Monde : en effet, en 2005, Sarkozy, alors ministre de l'Intérieur et candidat déclaré à l'élection présidentielle française de 2007 (« calife à la place du calife »), s'oppose en 2005 au président de la République, Jacques Chirac, à propos de l'entrée de la Turquie dans l'Union européenne, lui valant cette caricature sous le titre « Turquie, immigration, Sarkozy défie Chirac »[518].
- À partir de 2008, Martin Vidberg tient un blog BD intitulé L'Actu en patates (relayé par le site du Monde) où il fait la satire de la société avec des personnages qui prennent la forme de patates. Nicolas Sarkozy est régulièrement caricaturé, au point d'être le personnage central de la première édition papier issue du blog, Quinquennat nerveux, sorti en 2011.
- Le dessinateur satirique Jul a sorti en 2008 un album intitulé Conte de Fées à l'Élysée, qui s'axe sur le mariage de Nicolas Sarkozy avec Carla Bruni.
- Le caricaturiste Luz a axé deux de ses albums sur la personne de Nicolas Sarkozy : Les Sarkozy gèrent la France en 2009 et Robokozy en 2010.
- En 2010, le journaliste Renaud Dély collabore avec le dessinateur Aurel pour l'album Sarkozy et ses femmes, paru chez Drugstore. En 2011, le même duo sort Sarkozy et les riches.
- Les éditions Delcourt éditent une série humoristique et parodique, Les Aventures de Sarkozix, commencée en 2010 avec le tome 1 intitulé Tout pour ma Gaule !, avec Wilfrid Lupano au scénario et Bruno Bazile aux dessins. La même année, sort le tome 2, Et ils coulèrent des jours heureux…, suivi en 2011 du tome 3, N'en jetez plus !, coscénarisé par Guy Delcourt. Cette série parodie la série Astérix[519].
- Benoît Delépine et Diego Aranega ont cosigné en 2010 l'album Sarko & fils, basé sur Nicolas Sarkozy et son fils Jean.
- En 2011, le journaliste Thomas Legrand et le dessinateur Philippe Bercovici publient la bande dessinée J'aurais voulu faire président qui imagine les stratégies de Nicolas Sarkozy pour une réélection en 2012.
- En 2011, le caricaturiste Tignous a édité un recueil de ses caricatures intitulé 5 ans sous Sarkozy.
- En 2012, le dessinateur Olivier Grojnowski a adapté en bande dessinée les quatre premiers tomes des Chroniques du règne de Nicolas Ier de Patrick Rambaud (qui signe aussi le scénario de la BD et y est mis en scène). Nicolas Sarkozy y est comparé à l'empereur Napoléon Ier.
- En 2019, Sarkozy-Kadhafi. Des billets et des bombes, Fabrice Arfi, La Revue dessinée/Delcourt[520]

### Chanson
Le groupe Chanson plus bifluorée qui a fait des parodies au sujet des plusieurs hommes et femmes politiques a écrit la chanson Prenez garde au p'tit Sarkozy. sur l'air de Qui craint le grand méchant loup.

### Autres
- En 2008, une poupée vaudou à l'effigie de Nicolas Sarkozy, accompagnée de 12 aiguilles et d'un manuel, le tout dans un coffret intitulé Nicolas Sarkozy : Le Manuel vaudou, est commercialisée par les éditions K&B, provoquant une bataille judiciaire inédite. Invoquant le droit à la caricature, les juges autorisent sa vente[522]. La cour d'appel saisie par la suite confirme cette autorisation tout en imposant un autocollant sur chaque emballage indiquant qu'utiliser les aiguilles jointes est une « atteinte à la dignité » quand bien même « le mal physique serait-il symbolique »[523].
- En 2008, dans une école primaire, une photo de l'ancien président est utilisée par un élève de CM1 afin d'illustrer le thème de la méchanceté[524],[525]
- Pál Sarkozy, peintre et père de Nicolas Sarkozy, a représenté son fils sur l'une des toiles qu'il a exposées à Budapest puis à Paris en 2010[526].
- En 2011, un jeu de société intitulé Casse-toi pov' con, dont le titre reprend une phrase de Sarkozy lui-même, est édité par Cocktailgames. Ludovic Maublanc en est le créateur et Martin Vidberg en réalise les illustrations.
- En 2018, l'humoriste La Bajon le compare à Houdini, déclarant : « même pieds et poings liés, il arrive toujours à s'en sortir… »[527].

## Publications

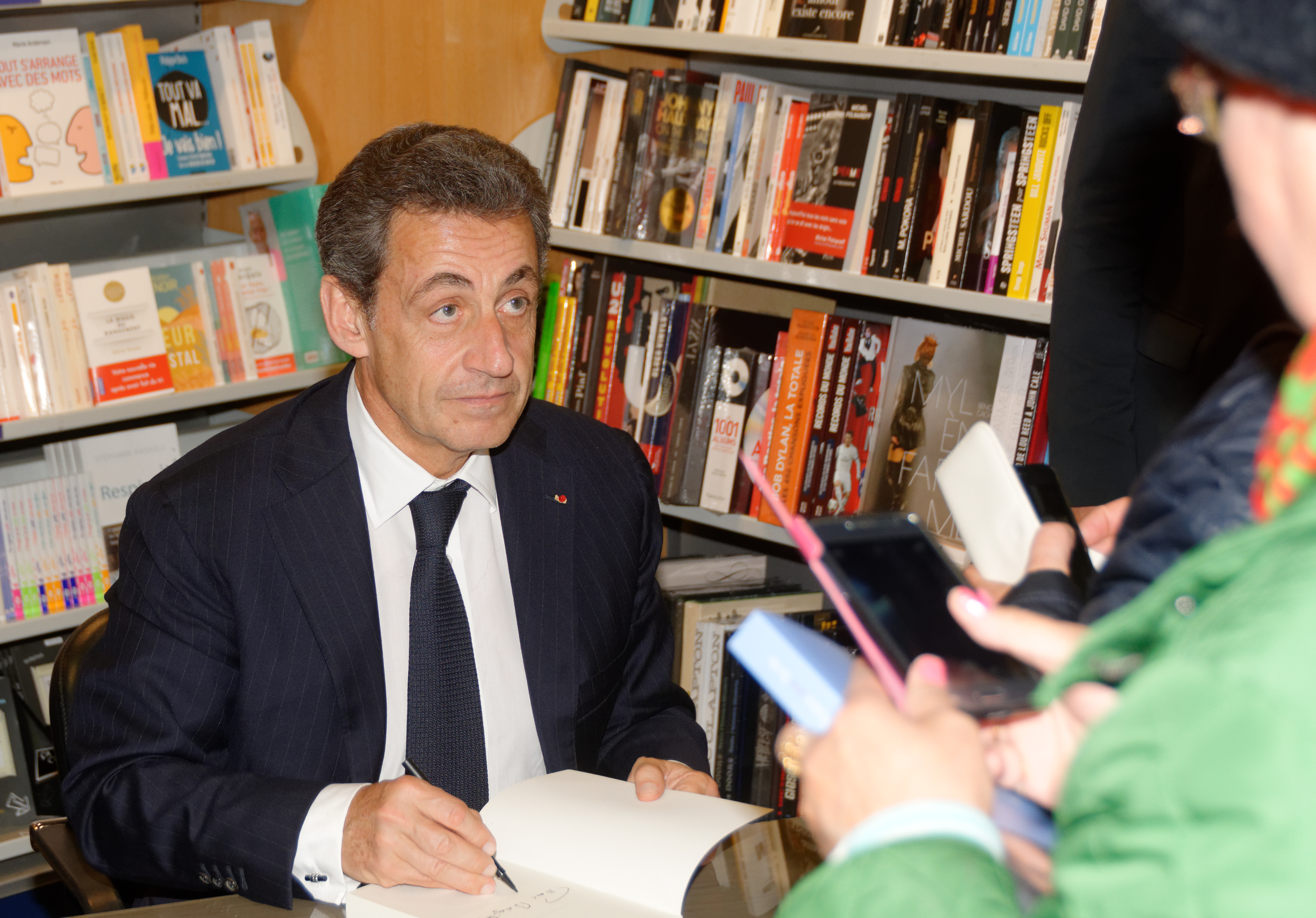
Nicolas Sarkozy dédicaçant son livre La France pour la vie (2016).

Les œuvres de Nicolas Sarkozy sont gérées par l'agent littéraire Andrew Wylie :

### Ouvrages
- Georges Mandel : le moine de la politique, biographie de Georges Mandel, Grasset (9 février 1994)  (ISBN 978-2-246-46301-6).
 Cette biographie a été accusée à plusieurs reprises d'être un plagiat d'un ouvrage de Bertrand Favreau[529]. Elle donne lieu à une adaptation télévisée en 1997, sous le titre Le Dernier Été[530] (avec Jacques Villeret et Catherine Frot).
- Libre. Paris : coéd. Robert Laffont - Fixot, 2001, 330 p.  (ISBN 2-221-08909-X). Rééd. Pocket no 11932, 2003, 414 p.  (ISBN 2-266-13303-9). Nicolas Sarkozy évoque son engagement en politique, ses erreurs, ses frustrations, ses rencontres et ses ambitions politiques. Il raconte la vie politique française et propose un programme politique de droite pour l'avenir de la France.
- Témoignage / préface Gianfranco Fini. Paris : XO éditions, 2006, 288 p.  (ISBN 978-2-84563-287-5). Rééd. Pocket no 13279, 2008, 280 p.  (ISBN 978-2-266-17024-6). Un témoignage sur la situation politique, sociale et économique de la France depuis le 21 avril 2002. N. Sarkozy commente des faits marquants, ainsi que les actions qu'il a menées et propose des solutions. Le livre est publié à 250 000 exemplaires (six retirages), correspondant à environ 500 000 € de droits d'auteur[531]. Il est traduit en 16 langues[532].
- Ensemble. Paris : XO Éditions, 2007, 158 p.  (ISBN 978-2-84563-345-2). Une lettre aux Français par le candidat UMP à l'élection présidentielle française de 2007[533].
- La France pour la vie. Paris : Plon, 2016, 259 p.  (ISBN 978-2259248945). Dans ce livre, l'ex-Président dresse le bilan de son quinquennat, évoque ses réussites et ses erreurs, sa période de retrait de la politique et formule quelques propositions pour permettre à la France d'affronter les défis de demain.
- Tout pour la France, Paris, Plon, 2016, 231 p.  (ISBN 978-2-259-25125-9). Nicolas Sarkozy annonce sa candidature à l'élection présidentielle 2017 et présente les cinq axes de sa campagne sous forme de défis à affronter : la vérité, l'identité, la compétitivité, l'autorité et la liberté.
- Passions, éditions de l'Observatoire, 2019, 368 p.  (ISBN 979-10-329-0831-0). Autobiographie où il précise son itinéraire politique jusqu'à son élection à la présidence de la république. — Version audio sur Audible en 2022, lue par l'auteur[534],[535].
- Le Temps des tempêtes, tome 1, éditions de l'Observatoire, 2020, 528 p.  (ISBN 979-10-329-1716-9). Chronique de ses deux premières années à la présidence, qu'il écrivit pendant le premier confinement national lié à la pandémie de Covid-19[536]. — Version audio sur Audible en 2021, lue par l'auteur[537]. Cet ouvrage s'est écoulé à plus de 250 000 exemplaires[538].
- Promenades, Herscher, 2021,  (ISBN 978-2-733-50437-6). Livre d'art réalisé avec la collaboration du marchand d'art Julien Paganetti. L'ouvrage chronique son cheminement et ses passions artistiques et culturelles[539],[540] et présente de nombreuses reproductions de chefs-d'œuvre de l'histoire de l'art. Plus de 100 000 exemplaires ont été écoulés.[réf. nécessaire]
- Nicolas Sarkozy, Le Temps des combats, Paris, Fayard, août 2023, 550 p. (ISBN 978-2-213-72648-9)Chronique de sa présidence de 2008 à 2012[541],[542],[543]

### Livres d'entretiens
- Au bout de la passion, l'équilibre / entretiens avec Michel Denisot. Paris : Albin Michel, 1995, 242 p.  (ISBN 978-2-226-07616-8).
- La République, les religions, l'espérance / entretiens avec Thibaud Collin et Philippe Verdin ; préface Gianfranco Fini. Paris : Éditions du Cerf, 2004, 172 p.  (ISBN 978-2-266-15708-7). Rééd. Pocket no 12808, 2005, 208 p.  (ISBN 2-266-15708-6). Les grandes questions concernant la place des religions dans la République française sont ici abordées, notamment les rapports entre les religions et la laïcité, la question de l'organisation de l'islam en France, la révision ou non de la loi de 1905 sur la séparation des Églises et de l'État, ainsi que la place des sectes.

### Recueils de citations
- Présidentielles : Sarkozy : 1978-2006, Nicolas a dit / sous la direction de David d'Equainville. Paris : Anabet, coll. « Pamphlet », 2006, 75 p.  (ISBN 2-35266-012-2). Compilation thématique d'extraits d'interventions publiques de Nicolas sarkozy quand il était ministre de l'Intérieur, président de l'UMP et candidat potentiel de l'UMP pour l'élection présidentielle de 2007.
- J'vais vous dire un truc… : les plus belles déclarations de Nicolas Sarkozy. Paris : La Découverte, 2009, 149 p.  (ISBN 978-2-7071-5868-0). Recueil d'extraits d'interviews, de déclarations publiques, de discours ainsi que des réactions spontanées du président de la République française.
- Le Petit Livre rouge du président Sarko : citations de Nicolas Sarkozy. Bègles : L'Esprit du temps, coll. « Le Petit Livre de », 2012, 187 p.  (ISBN 978-2-84795-231-5). Recueil de citations de Nicolas Sarkozy provenant de ses ouvrages, ses entretiens, ses déclarations publiques, ses discours officiels choisies sur le modèle des citations du président Mao dans les années 1970.

### Contributions, autre format
- Sous le pseudonyme « Mazarin » : Les Lettres de mon château, parues dans le journal Les Échos à l'été 1995. Il s'agit de 24 lettres parodiques et auto-parodiques, concernant l'entourage de Jacques Chirac, alors récent vainqueur de la présidentielle. Nicolas Sarkozy reconnaît en 2004 en être l'auteur[544].
- Leclerc, un rêve d'Indochine, avec Jean-Michel Gaillard, scénario de téléfilm consacré au général Leclerc, 2003 — le téléfilm est réalisé par Marco Pico et Leclerc est interprété par Bernard Giraudeau[530].
- Un traité pour l'Europe. Paris : Dalloz, coll. « À savoir », 2008, 222 p.  (ISBN 978-2-247-07810-3). Édition du traité de Lisbonne ainsi que d'autres traités de l'Union européenne. Nicolas Sarkozy écrivit une présentation introductive[545].

### Livres
- Ghislaine Ottenheimer, Les Deux Nicolas, éd. Plon, 22 novembre 1994.
- Anita Hausser, Sarkozy, l'ascension d'un jeune homme pressé, Belfond, 1995, réédition en 2006.
- Christophe Barbier, La Comédie des orphelins. Les vrais fossoyeurs du gaullisme, Grasset, 2000.
- Michaël Darmon, Sarko Star, éd. du Seuil, 2004.
- Nicolas Domenach, Sarkozy au fond des yeux, éd. Jacob-Duvernet, 2004.
- Béatrice Gurrey, Le Rebelle et le roi, éd. Albin Michel, 2004 (sur les rapports Sarkozy-Chirac).
- Richard Monvoisin, Le Sarkozy sans peine Vol. 1 : la république, les religions, l’espérance, Infokiosques, 2005, Infokiosques, 2005.
- Paul Ariès, Misère du sarkozysme, cette droite qui n'aime pas la France, éd. Parangon/Vs, 2005.
- Victor Noir, Nicolas Sarkozy ou le destin de Brutus, Éditions Denoël, 2005  (ISBN 978-2-207-25751-7).
- Frédéric Charpier, Nicolas Sarkozy. Enquête sur un homme de pouvoir, Presses de la Cité, 2006.
- Philippe Cohen, Richard Malka et Riss : La Face karchée de Nicolas Sarkozy, BD (2 novembre 2006), Vents d'Ouest / Fayard Éditions  (ISBN 978-2-7493-0309-3).
- Noël Mamère, Sarkozy, mode d'emploi, éd. Ramsay, 2006.
- Serge Portelli, Traité de démagogie appliquée : Sarkozy, la récidive et nous, éd. Michalon, 2006.
- Marianne, « Ce qu'il y a de Bush en lui », no 523, 28 avril 2007.
- Catherine Nay, Un Pouvoir nommé désir, Grasset, 2007  (ISBN 978-2-246-68001-7).
- Éric Dupin, À droite toute, Fayard, 2007.
- Hedwige Chevrillon, Sarkozy Connexion, Hachette littératures, 17 janvier 2007.
- Jean-Luc Porquet, Le Petit Démagogue, éd. La Découverte, 18 janvier 2007.
- Collectif, « Sarkozy vu d'ailleurs », numéro spécial de La Vie des Idées, février 2007.
- Serge Portelli, Ruptures, mars 2007, licence de mise à disposition Creative Commons NC-BY-SA [lire en ligne] [PDF].
- Christophe Barbier, La Saga Sarkozy, éd. L'Express, 8 mars 2007.
- Azouz Begag, Un mouton dans la baignoire, Fayard, 11 avril 2007  (ISBN 978-2-213-63375-6).
- Alain Badiou, Circonstances, 4. De quoi Sarkozy est-il le nom ?, Nouvelles Éditions Lignes, 2007.
- Bruno Jeudy et Ludovic Vigogne, Nicolas Sarkozy : De Neuilly à l'Élysée, L'Archipel, 2007  (ISBN 978-284-187953-3).
- Philippe Cohen, Richard Malka et Riss : Sarko Ier (BD), Vents d'Ouest / Fayard Éditions, 16 mai 2007  (ISBN 978-2-7493-0400-7).
- Yasmina Reza, L'Aube, le soir ou la nuit, Flammarion, 28 août 2007  (ISBN 978-2-08-120916-9).
- Collectif, « La new droite. Une révolution conservatrice à la française ? », no 52 de la revue Mouvements, Paris, La Découverte, novembre 2007  (ISBN 978-2-7071-5354-8).
- Patrick Rambaud, Chronique du règne de Nicolas Ier, Grasset, 24 janvier 2008  (ISBN 978-2-246-73571-7).
- François Léotard, Ça va mal finir, Grasset, mars 2008[546].
- Jean Véronis, Louis-Jean Calvet, Les mots de Nicolas Sarkozy, Éditions du Seuil, 6 mars 2008  (ISBN 978-2-02-095631-4).
- Pierre Lembeye, Sarkozy un président chez le psy, Scali, 12 mars 2008  (ISBN 978-2-35012-251-9).
- Pierre Moscovici, Le Liquidateur, Hachette Littératures, 14 mars 2008  (ISBN 978-2-01-237399-0).
- Laurent Joffrin, Le roi est nu, Robert Laffont, 19 mars 2008  (ISBN 978-2-221-11086-7).
- Laurence de Cock, Fanny Madeline, Nicolas Offenstadt et Sophie Wahnich, Comment Nicolas Sarkozy écrit l'histoire de France, Agone, coll. « Passé et Présent », 4 avril 2008  (ISBN 978-2-7489-0093-4).
- Pierre Musso, Le Sarkoberlusconisme, éditions de l'Aube, 30 avril 2008  (ISBN 978-2-7526-0472-9).
- Antoine Glaser et Stephen Smith, Sarko en Afrique, Plon, 16 octobre 2008  (ISBN 978-2-259-20896-3).
- Philippe Cohen, Richard Malka et Riss, Carla et Carlito ou la vie de château (BD), Vents d'Ouest / Fayard Éditions, 6 novembre 2008  (ISBN 978-2-35648-034-7).
- Bastien François, La Constitution Sarkozy, Odile Jacob, 19 février 2009  (ISBN 978-2-7381-2250-6).
- Paul-Éric Blanrue, Sarkozy, Israël et les juifs, Oser dire, 20 mai 2009  (ISBN 978-2-919937-12-7).
- Pierre Musso, Télé-politique : le sarkoberlusconisme à l'écran, éditions de l'Aube, 27 novembre 2009  (ISBN 978-2-8159-0007-2).
- Alix Bouilhaguet, La Carpe et le Lapin, Paris, éditions du Moment, 2010, 201 p. (ISBN 978-2-35417-067-7).
- Thomas Legrand, Ce n'est rien qu'un président qui nous fait perdre du temps, Stock, 20 janvier 2010  (ISBN 978-2-234-06413-3).
- Marie-Ève Malouines, Nicolas Sarkozy : Le pouvoir et la peur, Stock, 2010  (ISBN 978-2-234-06483-6).
- Alexandre Kara et Philippe Martinat, DSK - Sarkozy : Le duel - Biographie comparative, Max Milo, 2010  (ISBN 978-235-341088-0).
- Michel Pinçon et Monique Pinçon-Charlot, Le Président des riches, La Découverte, 2010  (ISBN 978-2-35522-018-0), [lire en ligne].
- Fabrice Arfi, Fabrice Lhomme, Le Contrat. Karachi, l'affaire que Sarkozy voudrait oublier, Stock, 2010  (ISBN 978-223-406239-9).
- Franz-Olivier Giesbert, M. le Président : Scènes de la vie politique (2005-2011), Paris, Flammarion, avril 2011, 287 p. (ISBN 978-2-08-125953-9).
- Gérard Davet et Fabrice Lhomme, Sarko m'a tuer, Stock, 2011  (ISBN 978-2234069510).
- Francis Brochet, Inventaire après rupture : Comment Sarkozy a changé la France, Bourin Éditeur, 2011  (ISBN 978-2849412589).
- Pierre Péan, La République des mallettes - Enquête sur la principauté française de non-droit, Fayard, 2011  (ISBN 978-2-21-366606-8).
- Maurice Szafran et Nicolas Domenach, Off : ce que Nicolas Sarkozy n'aurait jamais dû nous dire, Fayard, 2011  (ISBN 978-221-366184-1).
- Mélanie Delattre et Emmanuel Lévy, Un quinquennat à 500 milliards, Mille et une nuits, 2012  (ISBN 9782755505870).
- Damon Mayaffre, Nicolas Sarkozy 2007-2012. Mesure et démesure du discours, Paris, Presses de Science Po, 2012  (ISBN 978-2-7246-1243-1).
- Éric Brunet, Pourquoi Sarko va gagner, Albin Michel, 2012  (ISBN 9782226238658).
- Catherine Nay, L'Impétueux, Grasset, 2012  (ISBN 9782246790105).
- Marie-Célie Guillaume, Le Monarque, son fils, son fief, Éditions du moment, 2012  (ISBN 9782354171605).
- Michel Winock, La Droite, hier et aujourd'hui, Perrin, 2012.
- Roselyne Bachelot, À feu et à sang : Carnets secrets d'une présidentielle de tous les dangers, Flammarion, 2012[547].
- Ludovic Vigogne et Éric Mandonnet, Ça m'emmerde, ce truc : 14 jours dans la vie de Nicolas Sarkozy, Grasset, 2012  (ISBN 978-2246803072).
- Arnaud Leparmentier, Nicolas Sarkozy. Les coulisses d'une défaite : chronique d'un échec annoncé, Archipel, 2012  (ISBN 978-280-980719-6).
- Philip Gourevitch, No exit - Nicolas Sarkozy, Allia, 2012  (ISBN 978-284-485570-1).
- Bruno Dive, La métamorphose de Nicolas Sarkozy, Jacob Duvernet, 2012  (ISBN 978-2847243857).
- Benjamin Sportouch et Jérôme Chapuis, Le naufragé. L'histoire secrète d'une descente aux enfers, Flammarion, 2012  (ISBN 978-208-128215-5).
- Nicolas Barotte et Nathalie Schuck, Coups pour coups, Éditions du Moment, 2012  (ISBN 978-235-417154-4).
- Laurent Neumann, Les dessous de la campagne présidentielle, Fayard, 2012  (ISBN 978-221-366897-0).
- Philippe Corbé, La dernière campagne : Les 500 jours du sarkozysme, Grasset, 2012  (ISBN 978-224-678574-3).
- (en) John Gaffney, « Leadership and style in the French Fifth Republic: Nicolas Sarkozy's presidency in historical and cultural perspective », French Politics, Palgrave Macmillan,‎ décembre 2012, p. 345-363 (DOI 10.1057/fp.2012.18).
- Geneviève Boucher, « Louis XVII contre les barbares : de l’histoire révolutionnaire au sarkozysme », @nalyses, vol. 7, no 3, automne 2012, p. 231-257.
- Catherine Graciet, Sarkozy-Kadhafi. Histoire secrète d'une trahison, Le Seuil, 2013 (ISBN 978-202-110262-8)
- Fabrice Lhomme, Gérard Davet, SARKO S'EST TUER, Stock, 2014 (ISBN 978-221-366897-0).
- Violette Lazard, Bigmagouilles, Stock, 2014  (ISBN 978-223-407891-8)[548].
- Samuel Pruvot, Le mystère Sarkozy, éditions du Rocher, 2016, 180 pages
- Nathalie Schuck, Frédéric Gerschel, Ça reste entre nous, hein ? : Deux ans de confidence de Nicolas Sarkozy, Flammarion, 2014  (ISBN 978-208-131451-1), 276 pages.
- Fabrice Arfi, Karl Laske, Avec les compliments du Guide, Fayard, 2017  (ISBN 978-221-368704-9)[549].
- Etienne Girard et Laurent Valdiguié, Le parrain : Sarko après Sarko : l'enquête, Paris, 2023, 313 p. (ISBN 978-2-021-52119-1, OCLC 1407418502).

### Documentaires
- 2007 : Ségo et Sarko sont dans un bateau, de Karl Zéro et Michel Royer.
- 2008 : Starko ! la saison 1, Karl Zéro et Daisy d'Errata. Le film relate, grâce à la voix de l'imitateur Michel Guidoni, la vie du président lors de la première année de son mandat.
- 2011 : Looking for Nicolas Sarkozy (en Français : Portrait d'un inconnu, Nicolas Sarkozy) de William Karel.
- 2012 : Les fauves : Sarkozy - Villepin, 15 ans d'affrontements de Patrick Rotman.